# Göreme Nemzeti Park és Kappadókia sziklatemplomai
Göreme Nemzeti Park (egyszerűbben: Göreme) Kappadókia egyik nemzeti parkja, Törökország közép-anatóliai részén, Nevşehir tartomány Nevşehir körzetében. A Göreme Nemzeti Parkot (törökül: Göreme Milli Parklar) 1985-ben felvették az UNESCO világörökségi listájára. Göreme ókori és jelenlegi városa is itt található, melynek 2008-ban 2449 lakója volt. A város irányítószáma 50000.

## A Világörökségi helyszín

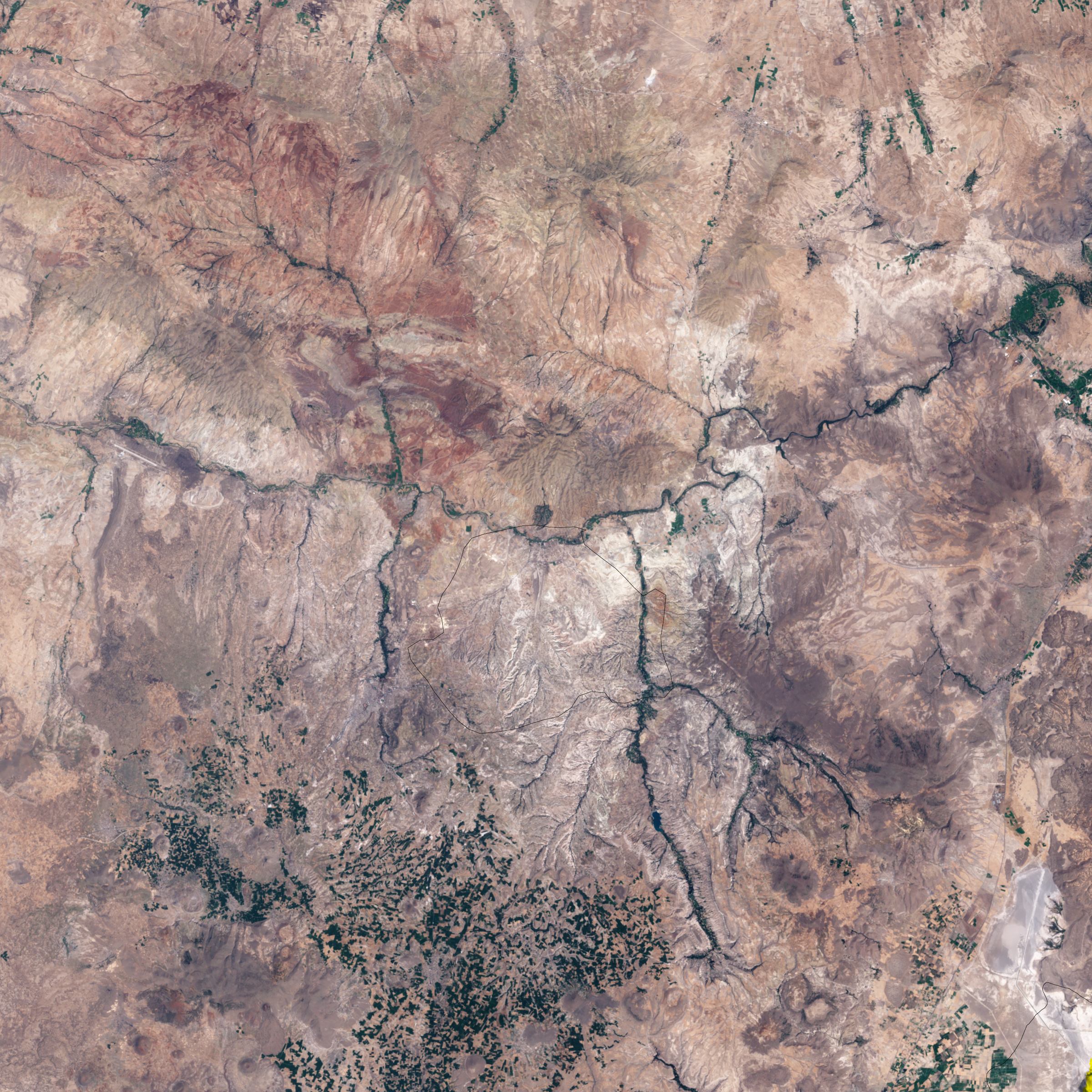
Műholdfelvétel a Göreme Nemzeti Park területéről

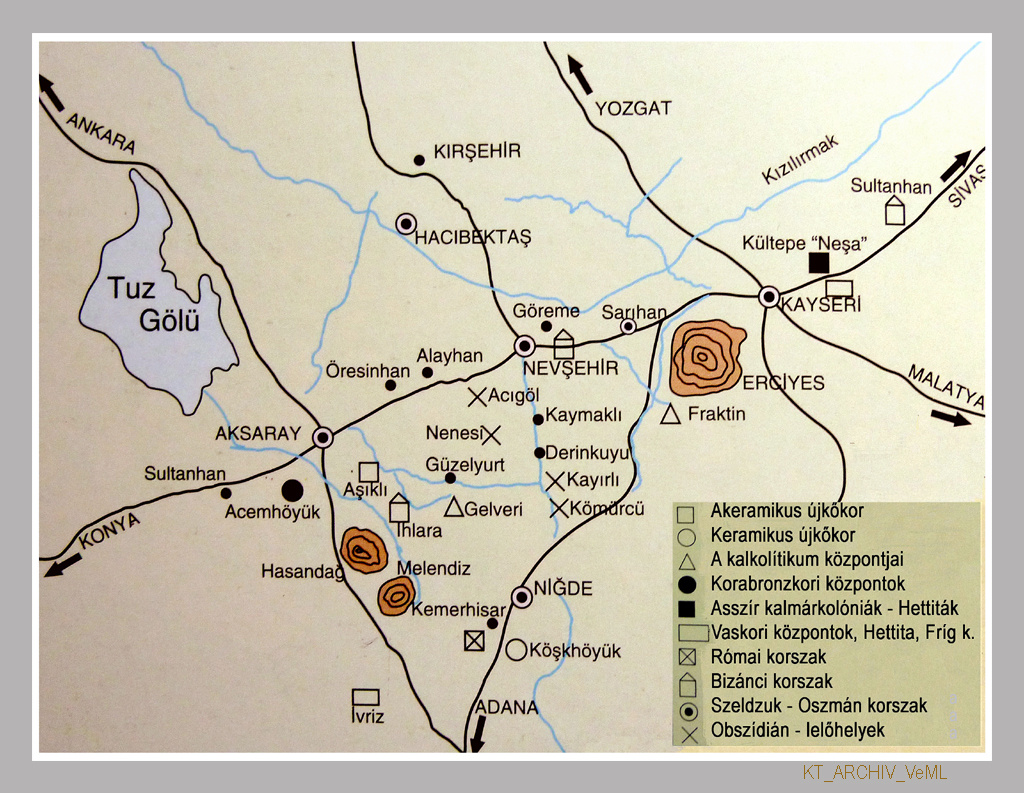
A Göreme Nemzeti Park térképvázlata

A világörökségi nyilvántartás – az azonos helyszín értelmében – egy természeti és egy kulturális örökségkategóriát von össze:
- Göreme Nemzeti Park
- Kappadókia sziklatemploma (helyesebben: sziklatemplomai)

Mindezekhez értelemszerűen kapcsolódnak:
- a térség kultúrtörténetének vázlatos bemutatása és annak szemléletes hordozójaként
  - az érintett térség települései, barlangvárosai, valamint
  - a barlang/sziklatemplomok világhírű, korai keresztény/bizánci korú falképei is.[3]

## Általános jellemzők
Kappadókia olyan térség, amelynél a különleges, természet alakította tájformák szépsége mellett, az emberlakta utolsó tízezer év alatt e régióban az itt lakók történelmi és kulturális értékek garmadáját teremtették, halmozták fel. Az a civilizációs folyamat (forradalom), amely itt tízezer évvel ezelőtt – a letelepedés átmeneti formáit követően – végül is falvak kialakulásával vette kezdetét, a térségben töretlenül, folyamatosan, a mai napig jelen van. Kappadókia történetével foglalkozva meg kell értenünk Anatólia történetének különlegességét is. Ebben a térségben (évezredeken át) különböző civilizációk érintkeztek (keveredtek), s a mai törökök a sajátjukat e különböző, korábbi kultúrák által létrehozott alapokra építették fel.
Ez a térség – földrajzi fekvéséből adódóan – az antik úthálózat kereszteződési pontjának számított, és ezért Kappadókia (mint Anatólia részének) legfontosabb történelmi jelentősége az, hogy „kulturális híd” szerepét töltötte be Mezopotámia és a Balkán között. A történelem során az anatóliai népesség fontos felfedezéseket tett vagy közvetített, többek közt az írást vagy az agyagkorongozást, továbbá egész Kappadókián át az asszír kereskedelmi kolóniák hálózatának adott helyet. Később igen korán befogadta a kereszténységet, majd Bizánc után az iszlám szeldzsuk/perzsa kultúráját.
Az utóbbi ötven évben végzett archeológiai ásatások eredményeképpen egyre világosabbá válik Anatólia történeti képe. Így ma már látjuk azt, hogy az Aksaray közelében levő Aşıklı-tumulus egyike az Anatóliában fellelt legrégebbi településeknek, ahol már az i. e. 8. évezred kezdetén a réz hideg és meleg megmunkálásával foglalkoztak. Vagy hogy a régióban fekvő kőrézkori (kalkolitikus) központoknak – amilyen Fraktin és Gelveri – már az i. e. 5. évezredben széles gazdasági és kulturális kapcsolataik voltak Mezopotámiával és a Balkánnal, s ezen kapcsolatok révén az i. e. 2. évezred kezdetén a Kültepe/Nesza mellett fekvő Kanesből terjedt szét Anatóliában az írás gyakorlata.
Kappadókia a 20. század közepe óta – különleges tájformái, történelme, és a kora kereszténység, illetve Bizánc idejéből származó szakrális építmények kulturális jelentősége miatt – a világ érdeklődési körébe került, s ezért ez a térség Törökország egyik legfontosabb turisztikai, idegenforgalmi centrumává vált, kultúr-turisztikai célterület lett. Mindezek a körülmények, értékek együttesen tették indokolttá a térség természeti és kulturális világörökségi nyilvántartásba vételét.

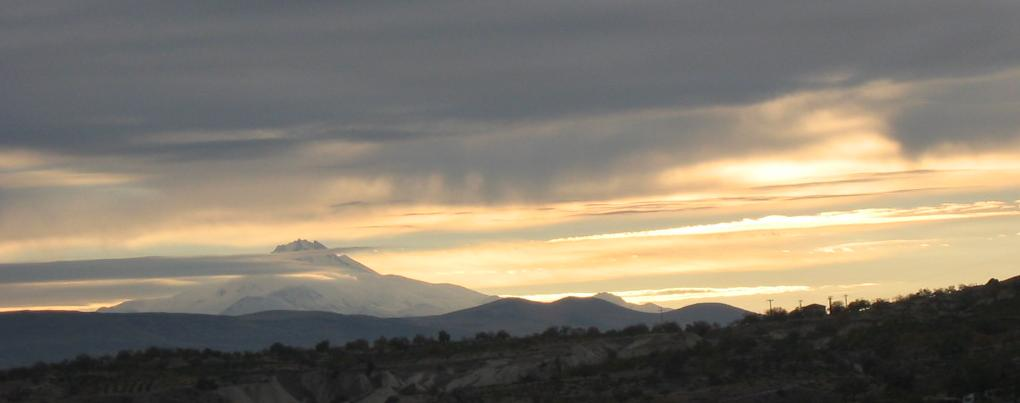
Kappadókia szent hegye: Az Erciyes Fotó: KT

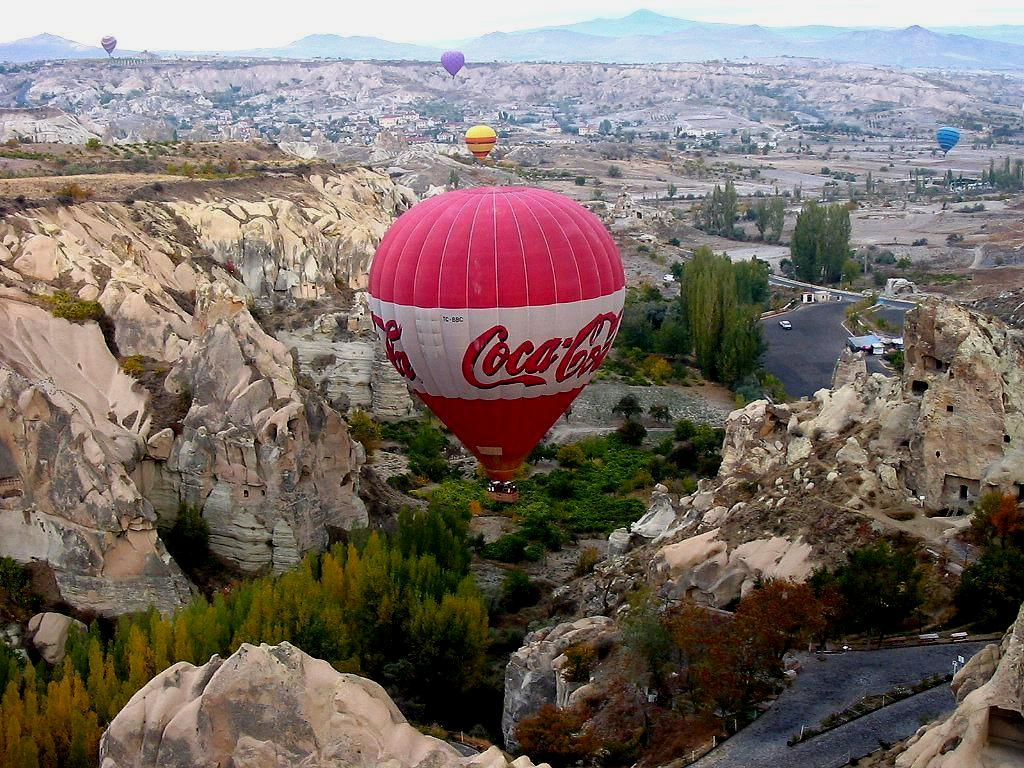
Kappadókia légballonról

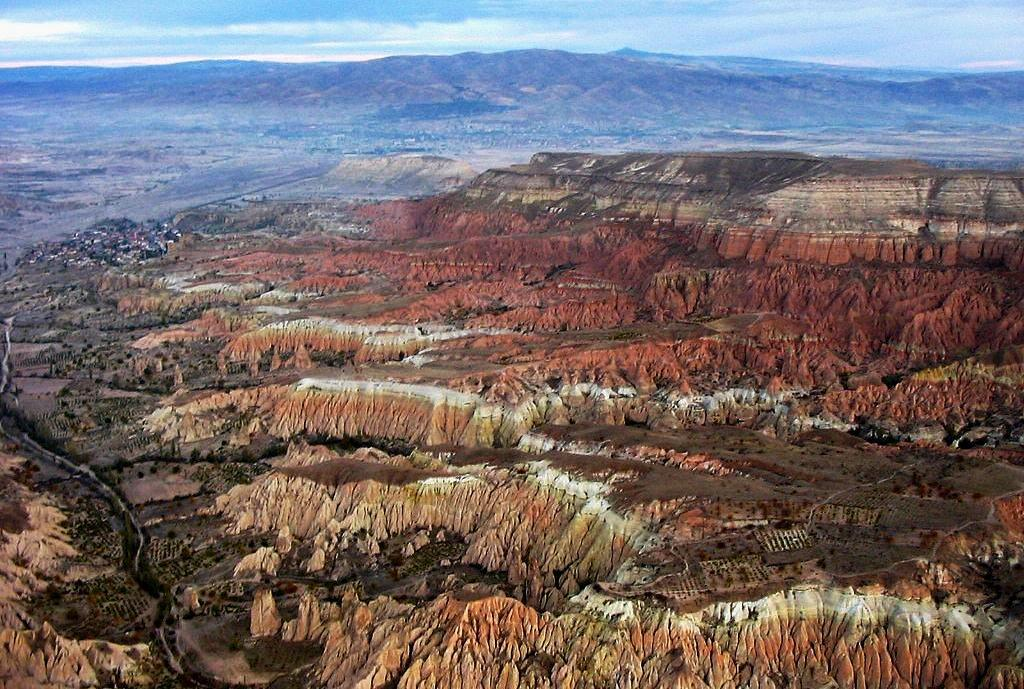
Kappadókia légballonról

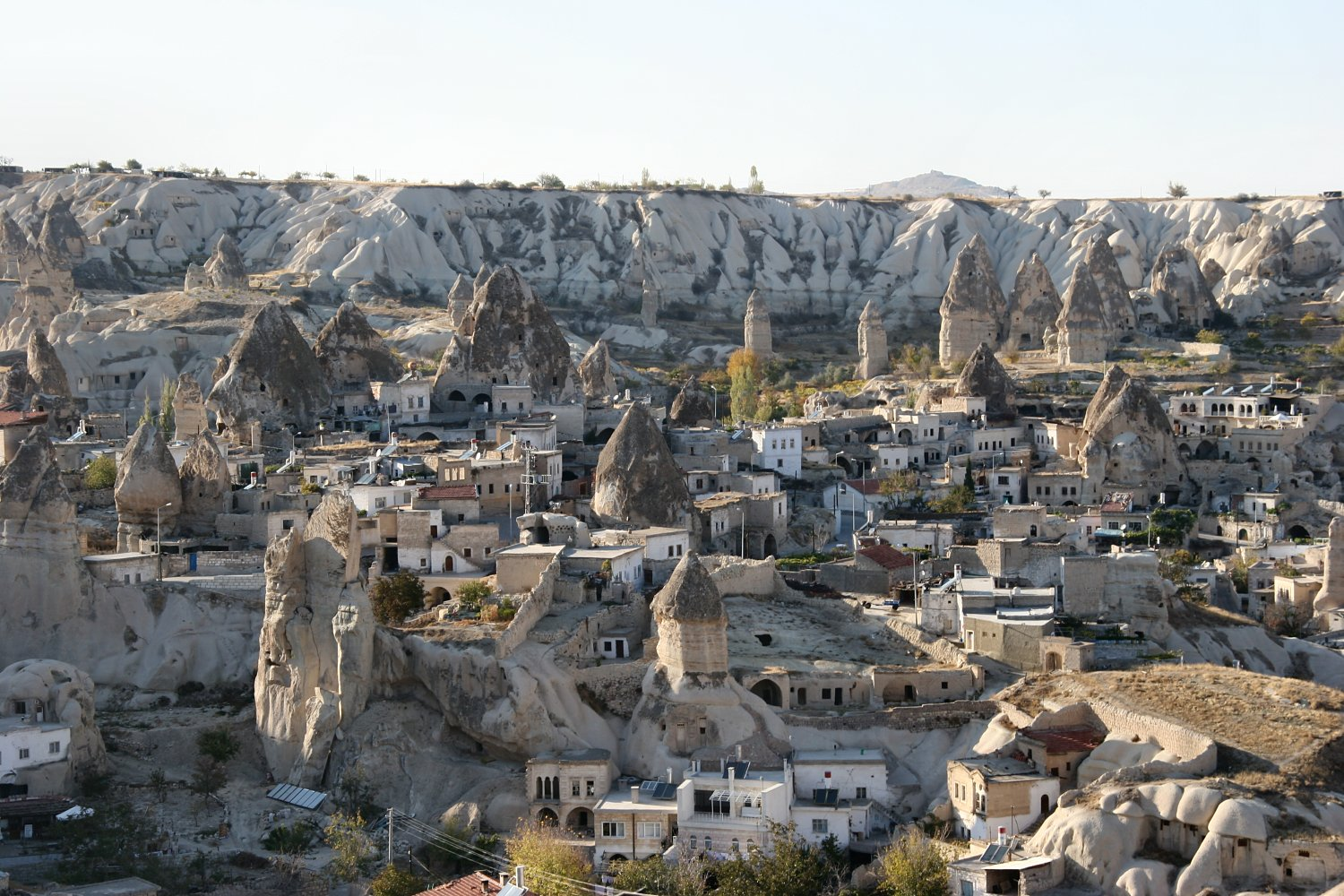
A Göreme-völgy

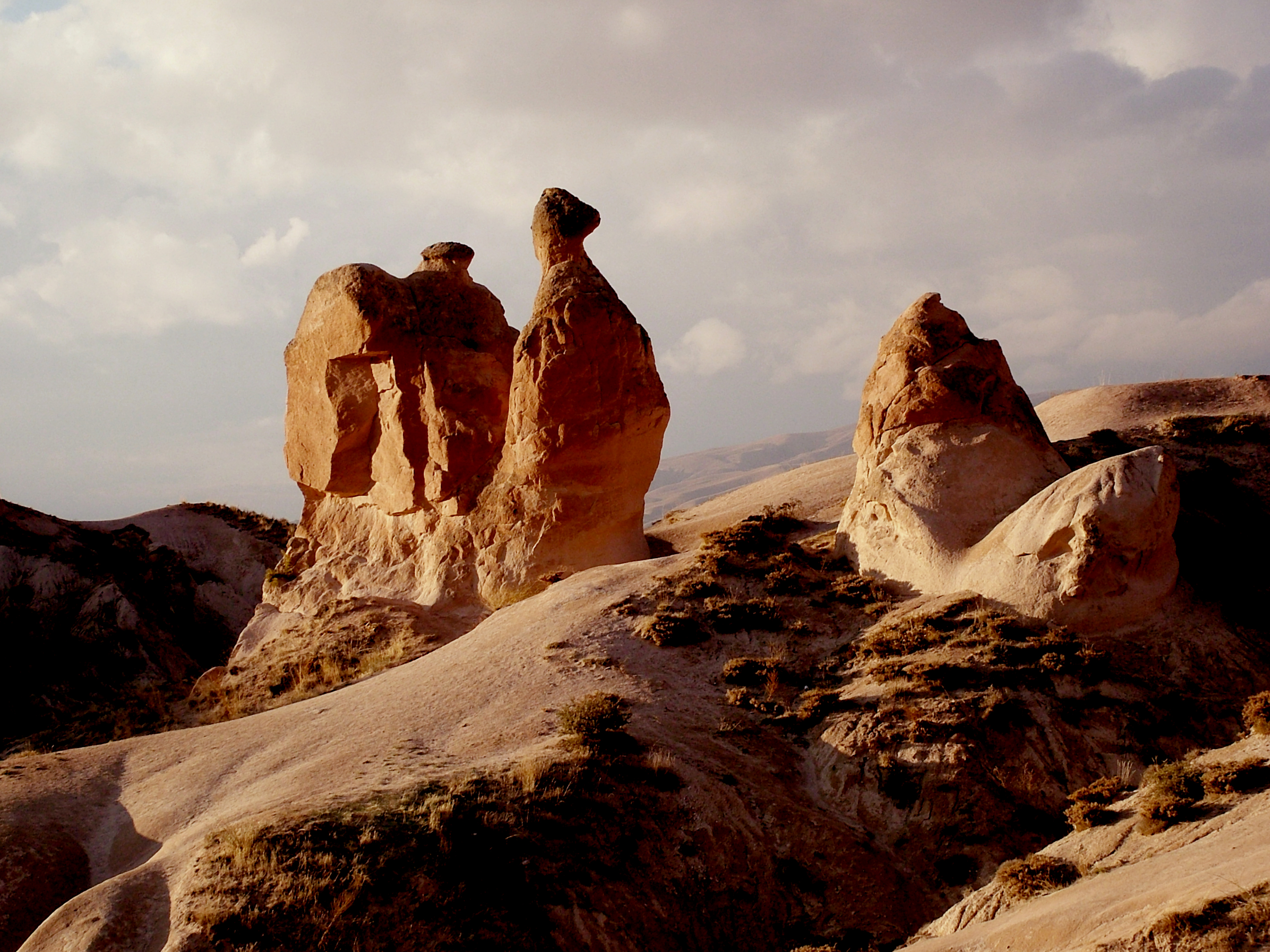
Kappadókiai táj

## A természet és a táji környezet
A Kappadókia-név először egy, I. Dareiosz (i. e. 522 -486) perzsa királynak tulajdonított feliraton jelent meg, „Katpatuka” formában, amely „szép lovak országát” jelenti. Ezzel szemben az i. sz. I. században élő római természettudós, Plínius a régió nevét a Halys (Kızılırmak) egyik mellékfolyójától, a „Kappadoks” -ról származtatja, amely „Vad Folyó”-t jelent. A térség – összehasonlíthatatlan táji formációival, az ehhez csatlakozó, az ókortól kezdve- és a kora kereszténység időszakával folytatódva és felhalmozódva, a történelmi, kulturális és művészeti emlékeknek sorát birtokolja.
A kappadókiai különleges tájformák keletkezési ideje – mintegy 25 millió évvel ezelőttre, az újnegyedkorba – a geológiai harmadkor második felére – tehető. Ebben az időben olyan tűzhányók működtek, mint az Erciyes, Hasandağ és Melendiz. Ezek a mai Anatólia legmagasabb csúcsai, vulkánok, amelyek aktivitásának eredményeként alakult ki ez a világ egyik legkülönlegesebb tája: a „Feen Kamine” (törökül: peri bacaları; „tündérkémények”) régiója.
Ezek a vulkánok alakították ki:
- az Ihlara-szurdokot Aksaray-körzetben,
- a Göreme-völgyet Nevşehirnél,
- a Soganli-völgyet Kayseri körzetében.

Ilyen módon maradtak meg a felső keményebb rétegek, amelyek alatt a puhább rétegek lepusztultak. Így keletkeztek az úgynevezett tündérkémények.
A különböző mennyiségű, különböző keménységű és a földre különböző időszakokban visszahulló vulkanikus anyagok voltak az okozói a különböző felszíni rétegek keletkezésének. A kiformálódás kezdetét a lávakitörések képezték, amit majd az esős, pluviál-korszak eróziójával fejeződött be. Aztán a szél és eső okozta erózió eredményeként alakultak ki a kemény felszíni formák és az oszlopok.
A talajszerkezet kialakulásában fontos szerepet játszott a vulkáni hamu és láva. Nyilvánvaló, hogy ezek az anyagok a különböző lerakódási helyeiken különböző színben és keménységfokozatban rakódtak egymásra, s ennek köszönhető a ma látható változatos természeti formák keletkezése.

### A Göreme-völgy térsége
Ezek a formák főként a Göreme-Ürgüp-Avanos által alkotott háromszög területén láthatók. A tündérkémények különleges formáiban az oszlopok testét az egyes kőzetanyagok rétegei együttesen alkotják. A hegyük egyetlen kemény kőzetfajtából áll, s kónikus megjelenési formát alkotnak. A térségekben a tündérkémények hengeresen kialakult testeinél horizontális kőzetrétegek jelennek meg, s egyenesen állnak.

### A nevşehiri régió
A Nevşehir-régió felszíni alakulata az ellentétes hatások – a geológiai belső erők és a természeti külső erők – hatásának eredményeként jött létre. A régióban a szokatlan megjelenésű formák színes változatosságot mutatnak. A színválaszték fehér, sárga, rózsaszín, szürke és fekete színekből tevődik össze, méghozzá mindez különböző árnyalatokban. Ezeknek a színeknek a változatosságát a különböző kémiai összetételnek köszönhetik.

### Az Ihlara-völgy
A Melendiz-folyó a tufarétegekbe erősen belevágódott, s így keletkezett az Ihlara-völgy. Ebben a szakadék-árokban a kora kereszténység korából származó templomok találhatók, amelyek egyáltalán nem közönséges látványukkal meglehetősen ismertek. Selime és Yaprakhisar falvaknál pompás tündérkémények láthatók.

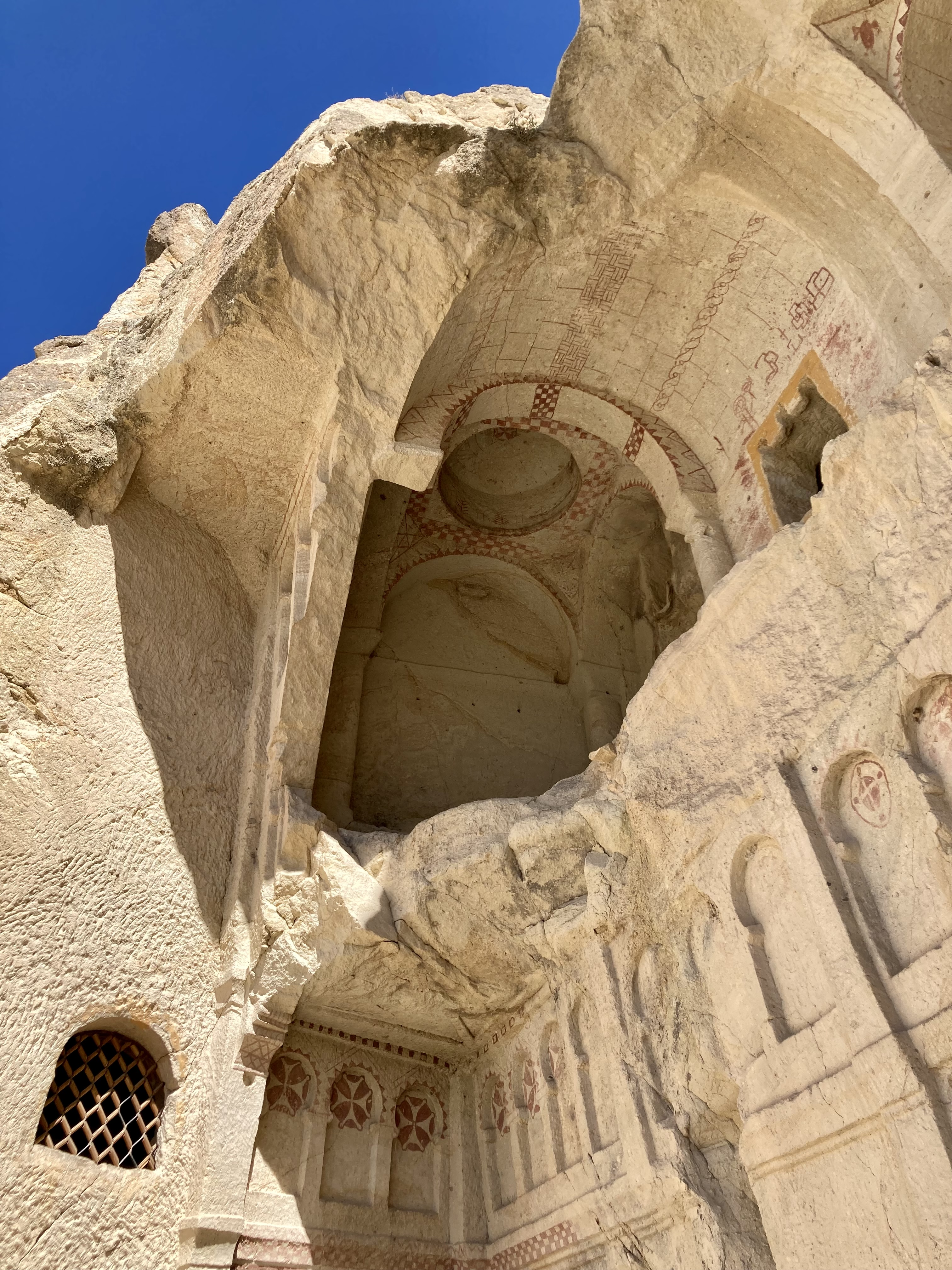
A Sötét templom bejárata

## Az építmények és a művi környezet

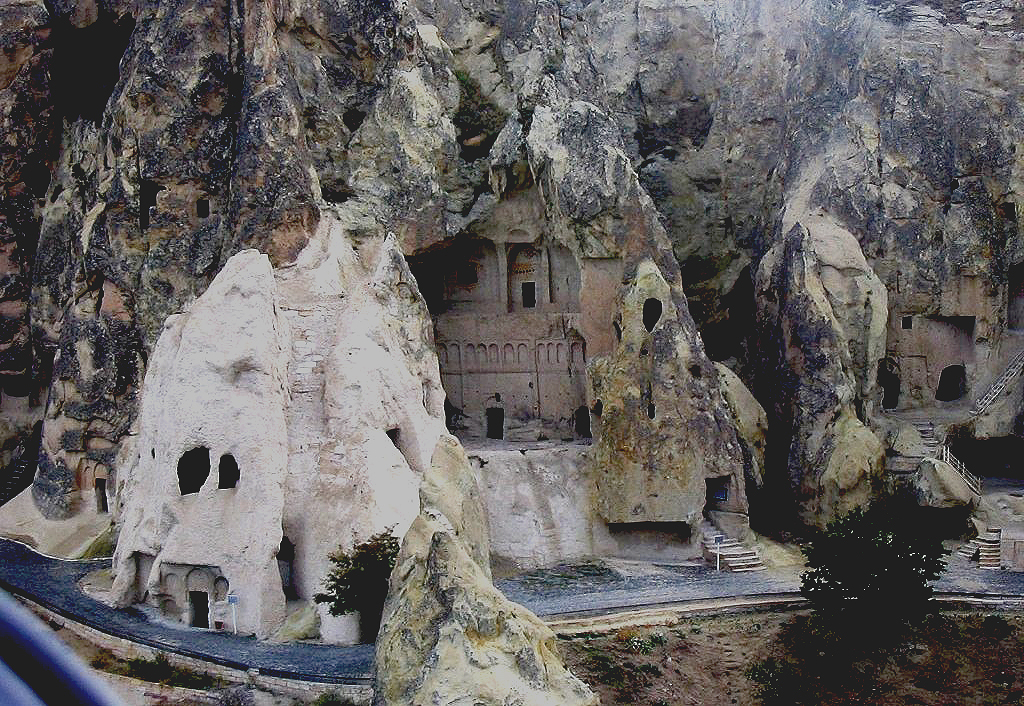
Sötét templom (Karanlik Kilise) sziklatemplom

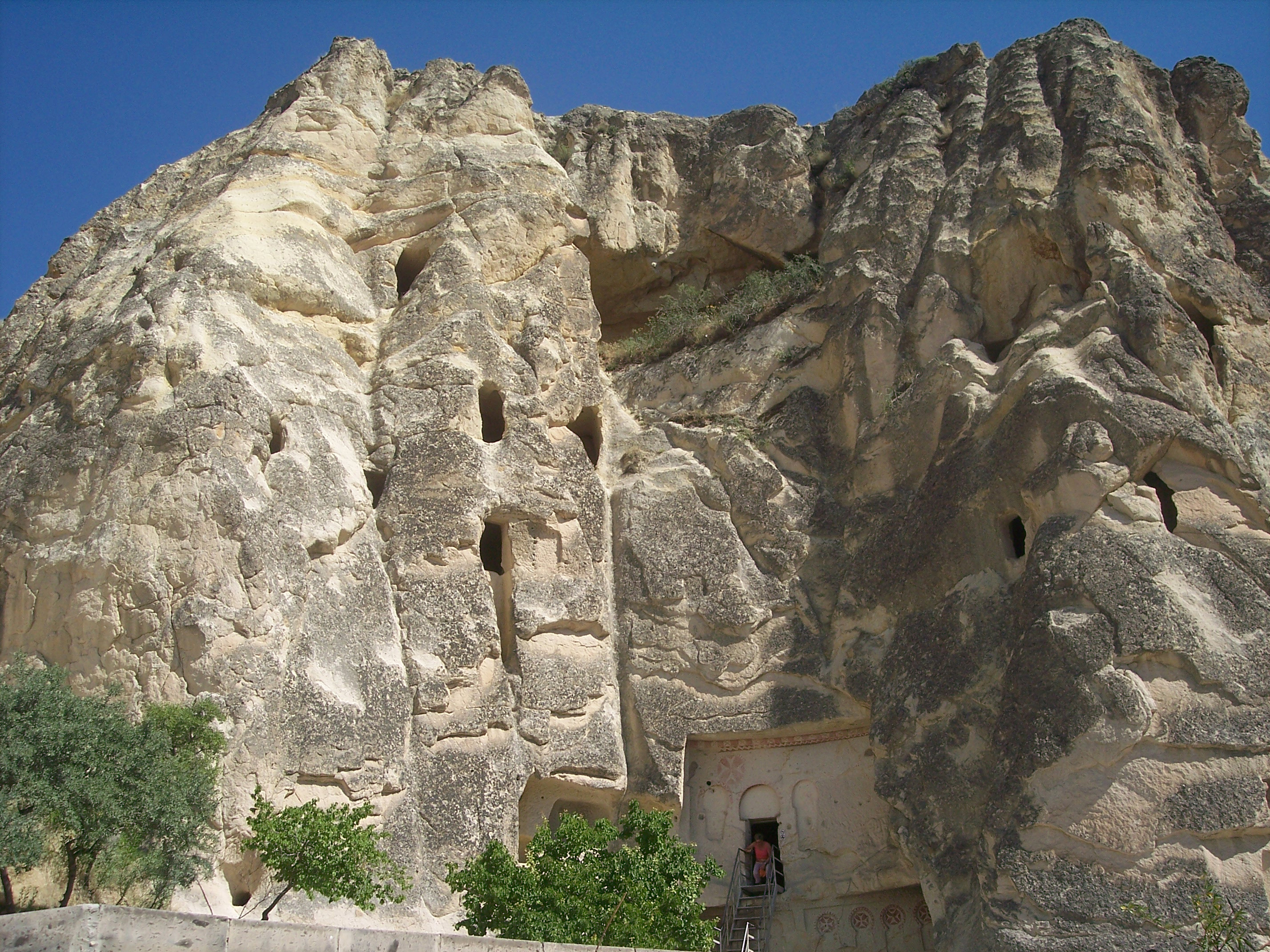
Carikli Kilise: bejárat

- Helyszíni adottságok
- Lakások a sziklákban
- Barlangvárosok
- Sziklatemplomok
- Barlangkolostorok
- Az átalakuló települések
- Aktuális hasznosítások

## A kappadókiai templomok
A 7. század közepén kezdődő arab invázió – az első hadjáratuk 646-ban Umar kalifa idején – volt az első, az anatóliai kereszténység centrumának számító Kayseri számára is, és ezért költöztek ki a város lakói a városból a Göreme-völgybe. De az tény, hogy az első keresztény települések már az i. sz. I. században megjelentek a térségben. Érthető volt, hogy a völgy ideális lehetőséget kínál számukra. A tufakőzet könnyű megmunkálhatósága okozta, hogy rövid időn belül templomokat, kolostorokat és más építményeket létesítettek. Később, a növekvő igényeknek megfelelően ezeket a barlangokat, templomokat átépítették.
Göremében és környékén több mint 400 templom található. Ezek nagyobbrészt a központban, mint Zelve, Mustafapaşa, Avcılar, Göreme, Uçhisar, Ortahisar és Çavuşin összpontosulnak.

### A templomok építészeti jellemzői
A kappadókiai (ókeresztény) (szikla)templomokat öt különböző alaprajzi csoportba sorolhatjuk.
- Egyhajós templomok: Ez az építészeti típus Kappadókiában igen elterjedt, és például Göremében és az Ihlara-völgyben, Belisirma, Aktepe, Çavuşin, Gülsehir és Güzeliyurt esetében látható. A négyszögletes főtér keleti oldalán van az apszis. A főterület lefedése dongaboltozat. Ennek a templomtípusnak legjellegzetesebb példája a cavusini templom. Ha az egyhajós templomot a naosznál megszélesítik, akkor három apszis alakítható ki a főhajóból nyílóan. Példák a típusra: a Daniel-Kilise Göremében, a Kokar Kilise, a Sümbülü Kilise Ihlarán, gülşehiri Karsi Kilise, güzeliyurti Kömürlü Kilise.
- Kéthajós templomok: A kéthajós templomoknak két hosszhajójuk van két apszissal. Mindkét hajót egy vagy több átjáró nyílás kapcsolja egybe. Az északi hajó szűkebb, és feltehetőleg temetési célra használták. A hosszhajók valamennyijét szabályos dongaboltozattal ívelték át. A cardavliki templom és a göremei hegyi templom a legjobb példa az ikerhajós templomtípusra. Számos példája látható az Ihlara-völgyben, a Pürenlise Kilise, a Soğanlı-völgyben (8 db) és Güzelözben (9 db).
- Bazilikák: Ezeknél egy főhajó található középen, valamint kétoldalt egy-egy, vagy több, keskenyebb mellékhajó. Apszis a főhajó keleti végében van, a mellékhajók keleti végében kisebb apszisok is előfordulhatnak. A hosszhajók lefedése lehetséges dongaboltozattal vagy vízszintesen. A sziklába mélyített bazilikák valamennyien háromhajósak. Különbségeik igen nagyok. A legszebb példája a bazilika-típusú templomnak a Keresztelő Szt. János templom Çavuşinból. A nyugati keskeny sarkon, a bejárati oldalon fedezhető fel a narthex. Az Aynali Kilise Göremében és Güzelöznél a 3a. és 36. jelűek is ide tartoznak. Példák a bazilika típusra: Avcilarban a Durmuş Kadir Kilise, Göremében az Aynalı Kilise, és a régióban legnagyobbnak számító çavuşini Keresztelő Szent János bazilika.
- Egyszerű kereszt-formájú templomok: Ezt az építési formát a 6. század óta alkalmazzák. Az El Nazar Kilise Göremében, az Ihlara völgyi Kígyós Templom, a Daniel Kilise jelentik a legszebb példákat. Azon a helyen, ahol a kereszt karjai átmetszik egymást, a teret kupolával ívelik át, az oldalkarokat dongaboltozat fedi. Az ide tartozó példák: a göremei El Nazar Kilise, az ıhlara-völgyi Yilanlı Kilise.
- Négyzetes kereszt-alaprajzú templomok: (szaknyelven: kilencosztású terek) Ezt az alaprajzi formát Bizáncban a 9. század végétől alkalmazzák, s később Kappadókiában is elterjedt. Az alaprajz kvadratikus (négyzetes), a centrumban a középrészt kupolával fedik le, s a négy sarokban szintén kis kupolalefedéseket alkalmaznak. A keresztesek karjainak lefedése donga boltozat. A fő- és mellékhajók végében apszisok alakíthatók ki. Legszebb példái: az Elmalı Kilise, a Cariklı Kilise, a Kılıçlar Kilise, és a Karanlı Kilise Göremében. Ilyen alaprajzi formációval Kappadókiában 33 templomot alakítottak ki. Kvadratikus kereszt-alaprajzú templompéldák: Elmalı Kilise, Carıklı Kilise, Kılıçlar Kilise, Karanlık Kilise Göremében.

### A templomok és freskók művészeti értékei
A kappadókiai templomfreskók keletkezését időben három periódusba soroljuk:
- A korai kereszténység korában készült freskók: Ez a periódus a 8. század első negyedére datálódik. Ekkor az ornamentikát vas(oxid)okkerrel közvetlenül a sziklafelületekre hordták fel. Különösen az okkertartalmú vörös és zöld színek terjedtek el széles körben. Az ornamentikához keresztábrázolások és geometrikus formák, stilizált állat- és növényábrázolások voltak az alkalmazott motívumok.
- A képrombolás (ikonoklazmus) korának freskói: Ez a 726-840-ig terjedő időszak freskó-festményeinek főmotívumai a kereszt és növényi ábrázolások és geometrikus ornamensek. Kezdetben csak fekete és vörös színeket alkalmazó szimbolikus falfestményeket a képrombolás korának végétől kezdve többszínű, soktémájú figuratív falfestményekkel fedték le. A képrombolás időszakának jellegzetes, korhű jellemzője a szimbolikus és geometrikus falfestés. Azonban azt sem szabad elfelejtenünk, hogy az építés és a belső kialakítás nem mindig történt azonos időben. A templomokban, amelyek díszítése a 7. és 9. század közti időben létesült, olyan szintetizáló motívumok találhatók, amelyek a kereszténység előtti anatóliai és keresztény szimbolikus elemeket együttesen interpretálják Alevő életfa, sajátosan Anatóliából származó, majd a keresztény kultúrában állandósuló motívumra. Ugyanezért a történelmi pontért tekintjük ezeket a templomokat – beleértve az ugyanekkori Ihlara és Soganli templomait is – mint a kereszténység előtti és a kereszténység-kori elemeket szintetizáló motívumok megjelenítőinek.
- A képrombolás kora után készített freskók: Ez a harmadik periódus a 9. század közepétől a 13. század végéig terjed, amikor a freskók a Jézus életéből vett történetek jeleneteit ábrázolják. Miként a képrombolás korát megelőzően, a 9-13. századi szimbolikus és egyszerű faldekorációk és freskók, bizantinizáló stílusúak. Ezek a freskók főként a korábbi ősi faldekorációkra kerültek, oly módon, hogy a korábbi tufafelületeket szalma/agyaghabarccsal átpucolták. Ezek a vakolatok a tufafelületen a freskók alapjait, mint hátrészt képezik, s a felhordott színek ezért az idők folyamán kifakultak. Ez okozza jellemző módon a különbséget színtónusokban és fényességben (glanz) a később készült freskókkal szemben. Azokon a régebbi freskókon, amelyek közvetlenül a tufafelületre kerültek, sokkal erősebb frissesség figyelhető meg. A 11-13. századi időszak freskóin észrevehetően nagyobb a színgazdagság, ábrázolásaik realisztikusabbak. Ennek az időszaknak a freskóábrázolásai három témacsoportba sorolhatók:
- jelenetek Jézus gyermekkorából
- jelenetek Krisztus csodatételeiről
- Krisztus passiójának jelenetei.

A Jézus életéből vett események főképpen a keresztény világ ünnepeihez kapcsolódnak. Ezek:
Angyali üdvözlet, Jézus születése, Krisztus a templomban (Jézus bemutatása), Jézust megkereszteli Keresztelő Sz. János, Jézus színeváltozása (metamorfózis), Lázár feltámasztása, Bevonulása Jeruzsálembe, A keresztrefeszítés, A feltámadás (anastasis, A közbenjárás (deesis), Jézus megjelenik tanítványainak (pünkösd), Mária halála (koimesis).

## A Göreme-térség templomai
A göremei szabadtéri múzeumon belül olyan sziklatemplomokat láthatunk, amelyek keletkezése széles korszakot ölel fel, az 5.-től a 13. századig. Ezek között vannak azok, amelyek – köszönhetően a Kultuszminisztérium és az UNESCO együttműködésének – a Tokalı Kilise és a Karanlık Kilise – restaurálásra kerültek, s így a látogatók számára megtekinthetőkké váltak. A tufa-kőzetbe mélyített templomok betekintést tudnak nyújtani a templomokat díszítő ornamentikák sokszínűségéről. A kis, egyhajós templomok, valamint a nagy bazilikák – három hajóval és melléképítményekkel, mint például a Szandálos templom (Tokalı Kilise) és a Sötét templom (Karanlık Kilise) – megtartották koruk freskóinak szépségét, melyek a tartomány bizánckori szakrális művészetének színvonalát reprezentálják.

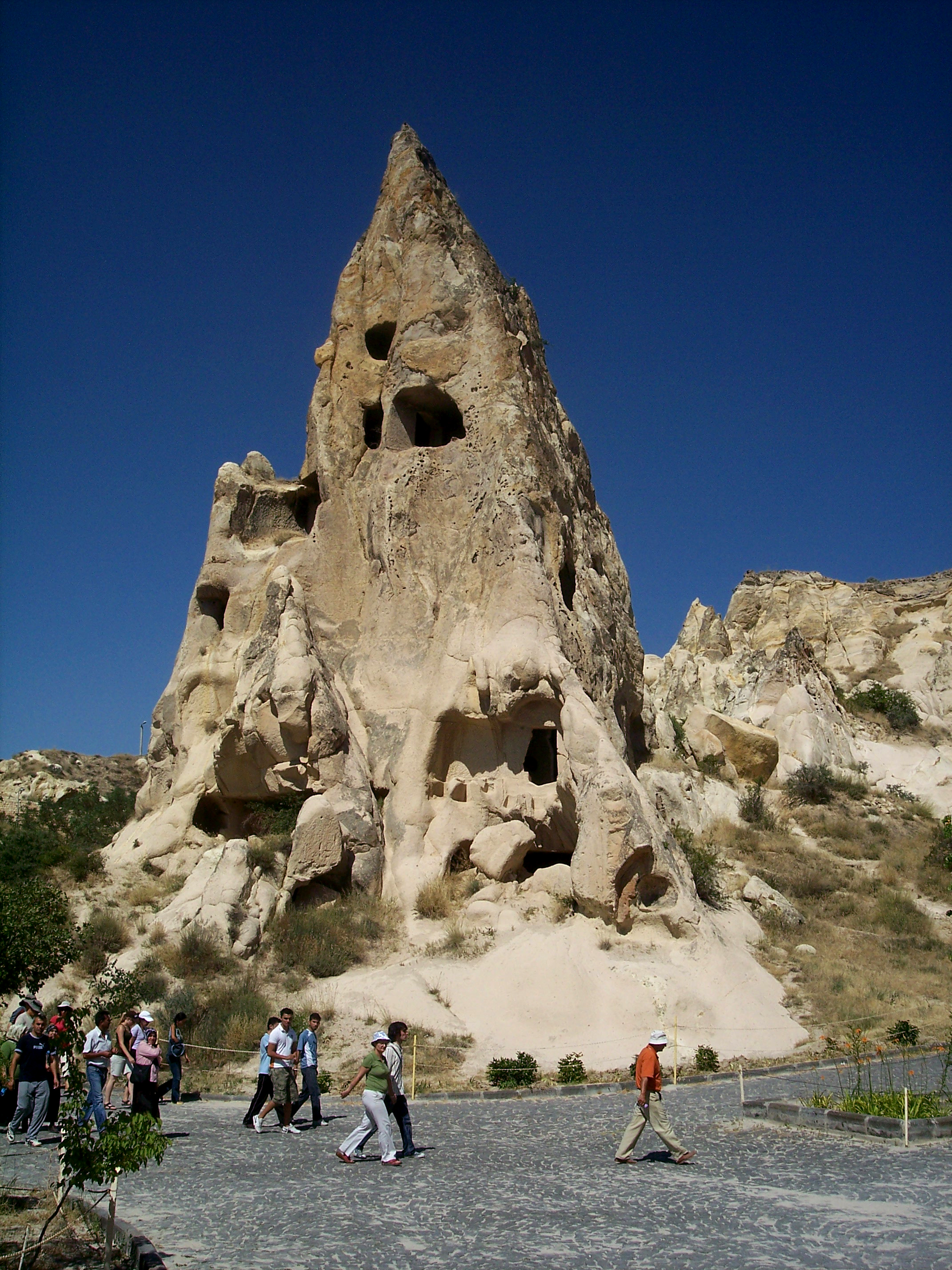
Göreme: Nőkolostor

- A NŐI KOLOSTOR: A női kolostor a 8-13. század közti kappadókiai kolostorépítészet egyik legszebb példája. Ez a kolostor, közvetlenül a göremei szabadtéri múzeum bejáratánál található, a maga tízszintes kialakításával. Három szinten, összekapcsolva lépcsőkkel és átboltozott összekötő terekkel kutak és ciszternák tekinthetők meg. A kolostor mintegy 300 apáca elhelyezésére volt alkalmas. Ezen kívül itt látható még egy templom is, amely négyhajós kivitelezésű. Az apszisban Jézust Máriával és Keresztelő Szent Jánossal együtt ábrázoló festmény látható, a keleti falon Szent Bazileosz ábrázolása található. A bazilikának keresztformájú alaprajza van, három karja dongaboltozatú, a negyedik síkmennyezetű. A falak vörös és zöld színű geometrikus formákkal vannak díszítve. Az északi falon egy 11. századból való Jézus-kép található.
- ALMÁS TEMPLOM (Elmalı Kilise): A templom elnevezése legvalószínűbben a bejárati ábrázolásból származhat. Egyes vélemények szerint a Jézus-ábrán Krisztus kezében egy almát tart, mások véleménye szerint azonban ez a földgolyót ábrázolja. Ez a templom tipikus példája a kereszt-alaprajzú, kupolákkal fedett templomoknak (Kreuzkuppelkirche), négy oszloppal (pillérrel). Számos igen életszerű freskója van. Az ábrázolt figurák erőteljes hatást gyakorolnak (a nézőre). Az ábrázolt témák Krisztus életéből és az Új-Testamentumból valók. A leginkább alkalmazott színek: kék, sárga, vörös, barna és fehér. Helyenként ezeken az élénk színű freskókon átlapolódnak (áttetszenek) a korábbi, a képrombolás korából való archaikus falfestmények vörös színű nyomai. A templomnak azon a helyén, amely a templom bejáratából jól látható, ma beomlott. Azonban még kivehetők egy barátcella és egy oszlop alapjainak nyomai. A belső tér főkupoláját négy, a sziklából kifaragott oszlop tartja. Összesen három apszisa van, melyek közül egy a tulajdonképpeni apszis. Egyébként mind a négy falban bemélyítések találhatók. A freskók ábrázolásai: Jézus megkeresztelése, a Keresztre feszítés, Júdás árulása, az utolsó vacsora, bevonulás Jeruzsálembe, Lázár feltámasztása, Krisztus mennybemenetele, valamint a négy apostol képei. A színes geometrikus motívumokon és arabeszkeken, amelyek az egyes motívumokat, illetve az architektonikus elemeket is elválasztják egymástól, a bizánci művészet nyomai fedezhetők fel. A Keresztre feszítés freskóján – a tufafelületen – vörös medál-ábrázolása tűnik elő, a közelben pedig a négy evangélista ábrázolása és az ótestamentumból való személyek képe látható.
- SZENT BARBARA-KÁPOLNA (Barbara Kilise): A kápolna nevét Nikomédiai (ma İzmit) Szent Barbarától kapta, akit – mivel hitét nem volt hajlandó megtagadni – apja, Dioscorus lefejeztetett. A legenda szerint Dioscorust ezután nemsokára egy villám sújtotta agyon. Szent Barbara ünnepe december 4-én van. A kápolna – két hajójával és kisméretű kupolájával – tipikus példája a képrombolás-korszak szakrális építészetének. Eredeti festésén egyáltalán nincs figurális ábrázolás. A freskók, amelyek a bejárattal szemben láthatók, későbbi időben keletkeztek, Szent Györgyöt és Szent Tódort ábrázolják, távolabb Szent Barbarát látjuk. Erőtlen színeket alkalmaztak, s alattuk kitűnik a freskók színét beszívó alapvakolat, amely miatt a színek idővel kifakultak. A bal oldali falon még egy szent ábrázolása látható és egy ábra Krisztus mennybemeneteléről. A bejárat körüli és a kápolna belső terében látható szimbolikus díszítések szemléletes példái az előzőkben már ismertetett, kereszténység előtti és korai keresztény motívumok közti szintézisnek. A stilizált pálmadíszítés, mint az örök élet szimbóluma, arra az asszociációra emlékeztet, hogy a közel-keleti őskereszténységben ez különleges érdeklődést keltett.
- DÁNIEL PRÓFÉTA KÁPOLNÁJA: A Dániel Próféta kápolnája közvetlen közelében van a Szent Euszták kápolnának. Elnevezését a bejáratnál lévő képtől kapta, amely a prófétát az oroszlánveremben ábrázolja. Az oltárral direkt szemben lévő falon látható máltai kereszt-ábrázolás és a bejárattól balra lévő oroszlán-ábrázolások a képrombolás-kori ábrázolási móddal megegyezőek. A velük ellentétes oldalon lévő Szűz Mária és Jézus ábrázolások későbbi keletűek. A két lovag és az álló alakok, az ábrázoláson Jézus és Dániel között, még ennél is későbbi keletkezésűek. A főhajó lefedése a bejárattól kezdve pompás dongaboltozat, az agyag padlózatba sírgödröt mélyítettek.
- KÍGYÓS-TEMPLOM (Yilanlı Kilise): A templom két részből áll, a bejárati dongaboltozatos részből és mögötte egy síkmennyezetes részből. Nevét az egyik freskó-ábrázolástól kapta, amely a sárkányölő Szent Györgyöt és Szent Tódort ábrázolja, s a sárkány-ábrázolás kígyó formájú. A bejárati dongaboltozatos rész, valamint a nyilvánvalóan későbbiekben kialakított belső síkmennyezetes rész azt a látszatot kelti, hogy a templomot nem fejezték be teljesen. A freskók különböző periódusokból származnak. Közvetlenül a bejárattal szemben egy Jézus-kép látható, jobb oldalán Szent Vazullal (Basileus), Tamás apostol, Szent Onuphrius, és a sárkányölő Szent György és Szent Tódor, s ezeken kívül Szt. Ilona és Nagy Konstantin császár. Mellettük az őskeresztény szimbolikus ornamentika, a bejárattal szemközti, Jézus-képet hordó falon, kíván nagyobb érdeklődést. Ha jobban odafigyelünk, felfedezzük a hal-motívumot. Ez érdeklődést keltő hasonlóságot mutat a kereszténység előtti anatóliai termékenység-szimbólummal, amely egy háromszög, közepén egy ponttal. A bal oldali falon egy kép látható Nagy Konstantin császárról és édesanyjáról, Szent Ilonáról, akik egy keresztet tartanak. Ez bizonyosan gesztusnak számít azért a hozzájárulásukért, amivel a kereszténység ezen területen való elterjesztéséhez hozzájárultak. Mivel a templom nincs befejezve, hiányzik az apszisa is. Ellenben a bal oldali falnál van egy fülke, amelyet feltehetően oltárfülkeként használhattak.

- SÖTÉT TEMPLOM (Karanlık Kilise):

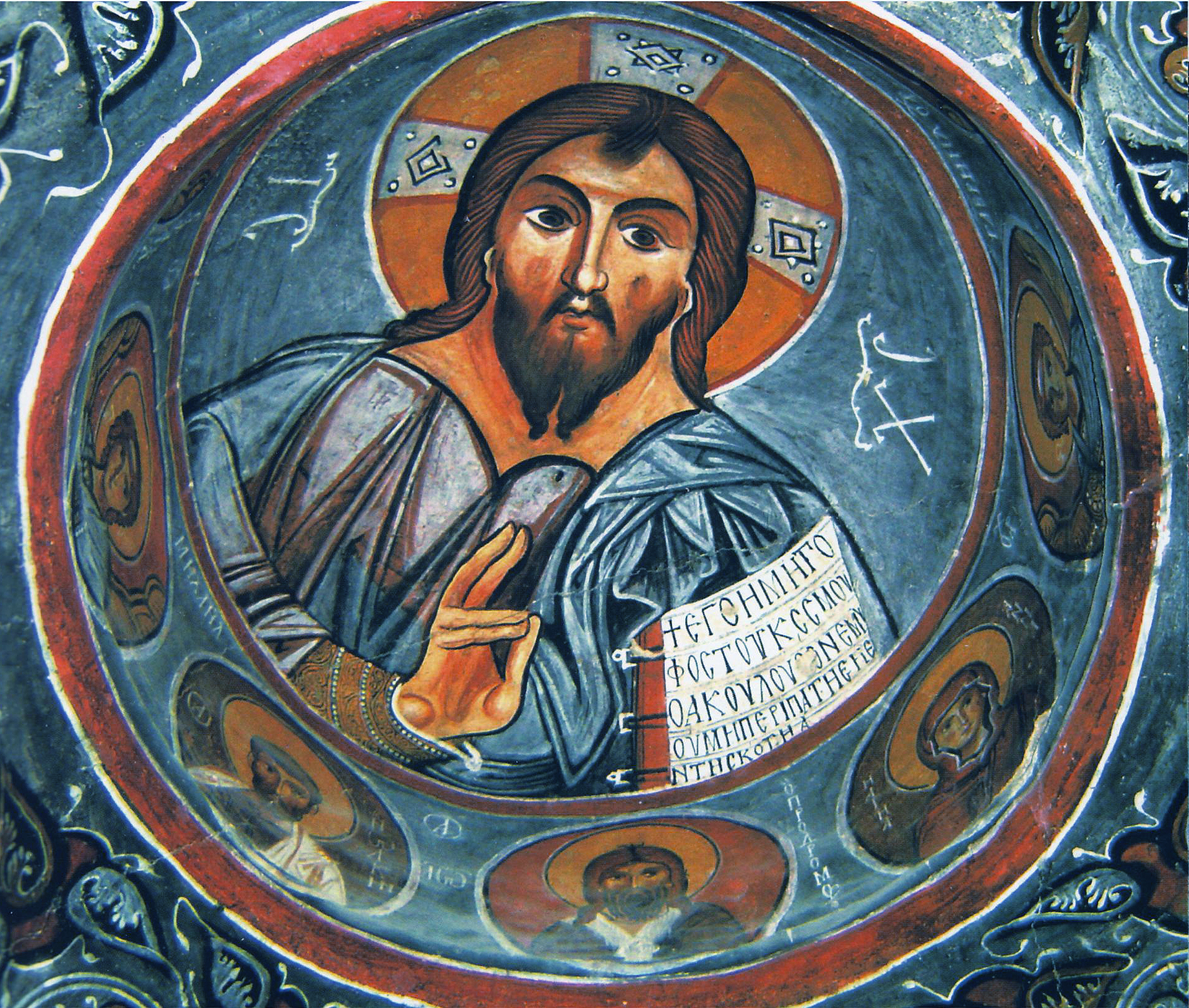
Karanlik Kilise: freskórészlet

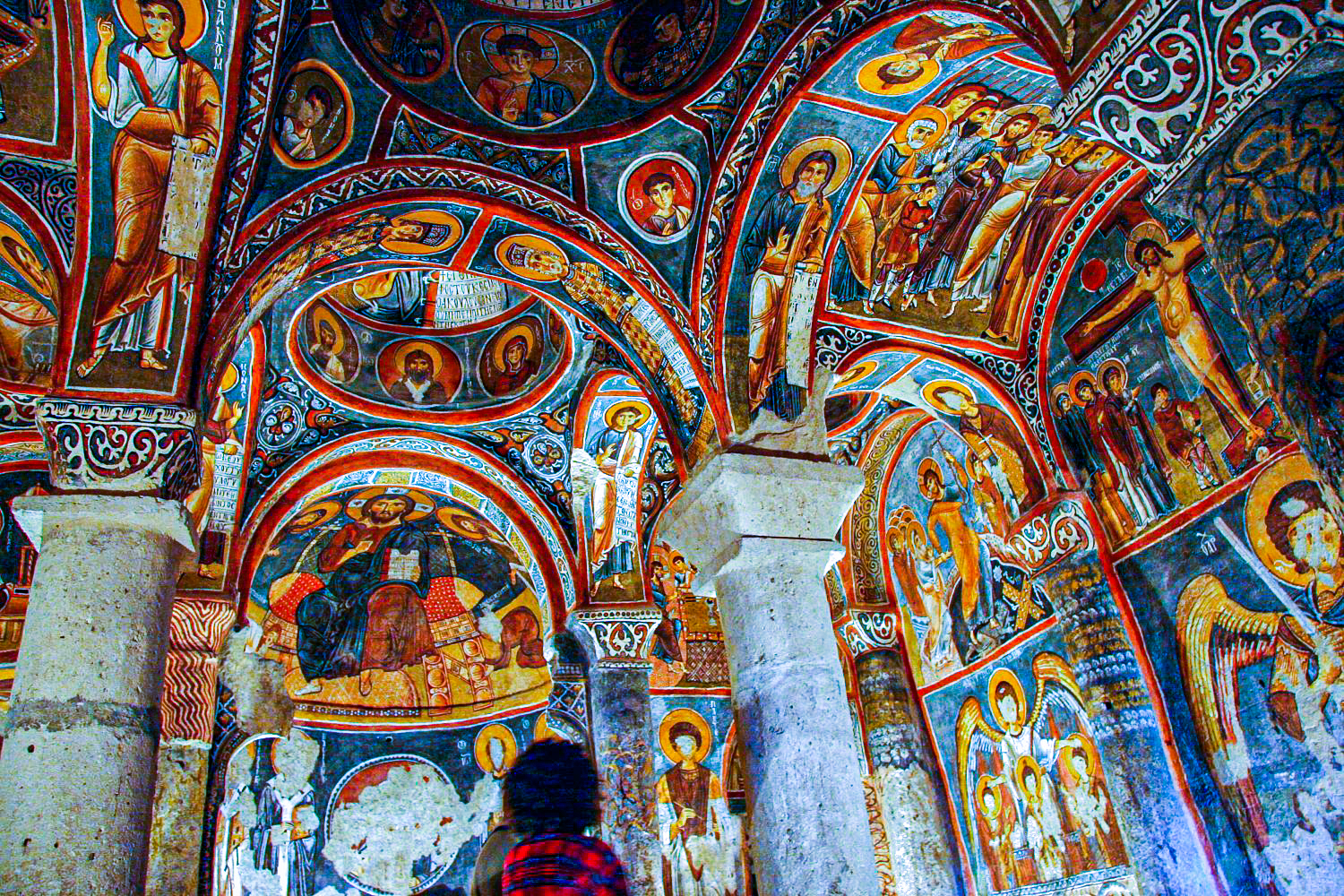
Karanlik Kilise: Belső tér

A sötét templom, amely csupán a narthexnek egy kis ablakán keresztül kap fényt, s ennek következtében freskói igen jó állapotban őrződtek meg. Ez egy 13. században épült bizánci stílusú templom. Freskói hasonlatosak az Emali Kilise és a Carıklı Kilise (szandálos templom) freskóival. Amit azonban kívülről is észreveszünk, az eleje ennek is beomlott. Ami a sziklából megmaradt, annak a bal oldalán juthatunk a templomba. A narthex dongaboltozatos. A templomnak négy oszlopa és három apszisa van, és ezek freskókkal díszítettek. Ezeket mintegy 10 éves munkával restaurálták. A restaurációs munkálatok 1986. utolsó hónapjaiban fejeződtek be. Ami eltérő a többi kappadókiai freskóhoz képest, az, hogy ezeknek nincs kronológiai rendszerük. Amit szemünkkel mindjárt észreveszünk, az, hogy a freskók témája Jézus életéből és az Új-testamentumból valók. A figurák ábrázolása megközelíti a bizánci reneszánsz jellegzetességeit, amit könnyű felfedezni. A hatásosság és a személyek arcának kifejezésteli ábrázolása, a színek pompája és a figurák relatív proporcionalitása jelentős mértékben különbözik a többi templom freskóitól. A részletek kidolgozása és finomsága feltételezi egy reneszánsz művész jelenlétét. A freskók fő témái: az angyalok őrzik Jézust, a keresztre feszítés, a feltámadás, az utolsó vacsora, a négy evangélista, Jézus születése és keresztelése, a szent Háromkirályok, angyali üdvözlet, Jézus Pantokrátor, utazás Betlehembe, Lázár feltámasztása, bevonulás Jeruzsálembe, stb. Ezen kívül több szentet ábrázoló képek.

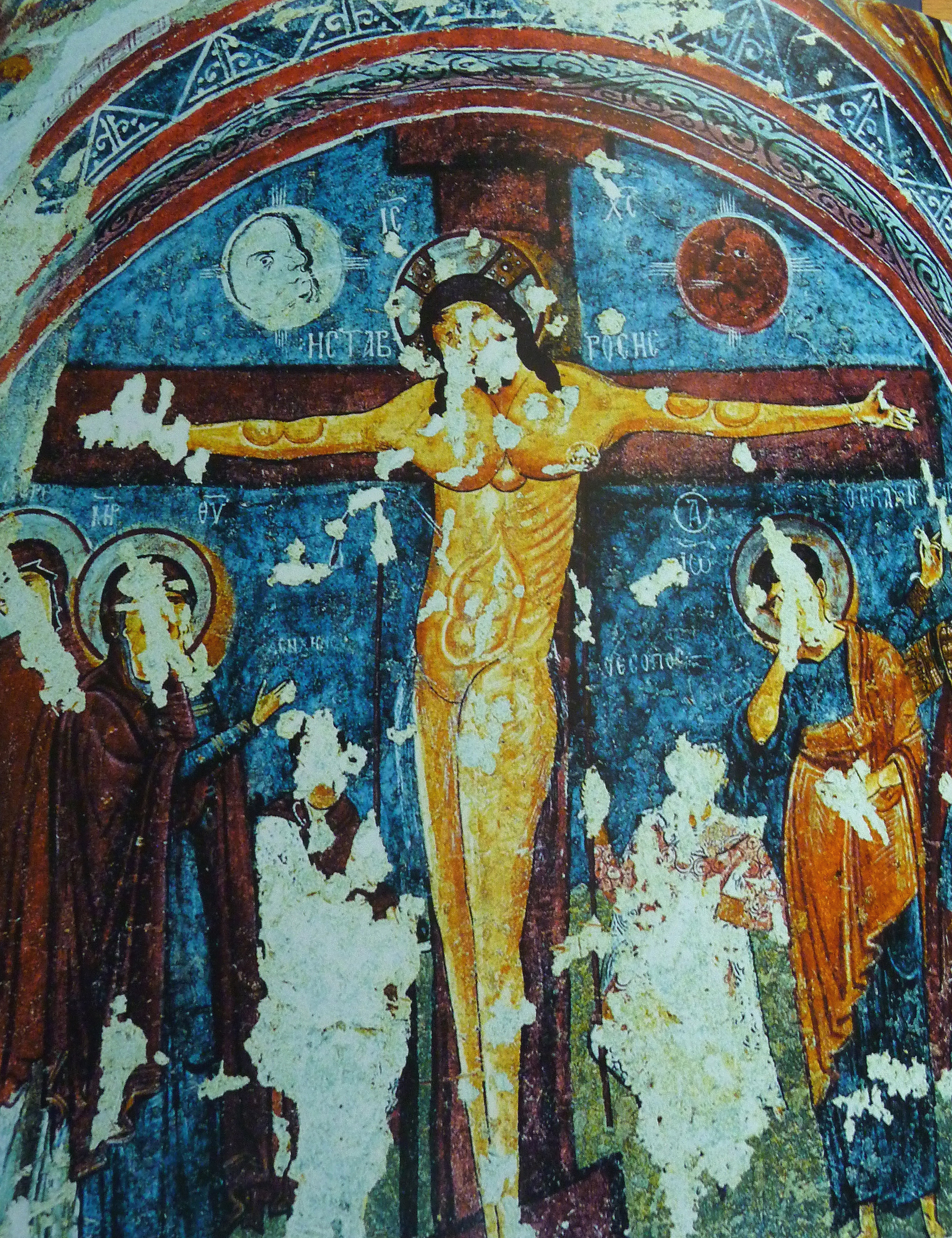
Carikli Kilise: freskórészlet

- TEMPLOM SZANDÁLOKKAL (Carıklı Kilise): A templom bejáratát egy vaslépcsőn feljutva tudjuk megközelíteni. Nevét annak a lábnyomnak köszönheti, amely a bejáratnál a padlón található. Ez tulajdonképpen másolat, eredetijét Jézus szandáljának nyomaként kappadókiai zarándokok vásárolták Jeruzsálemben a korai keresztény korban, és Kappadókiába hozták. De az is lehetséges, hogy a freskók figuráinak lábán található szandálok sokfélesége és kvalitása vált a templom névadójává. A templom ugyanolyan sziklatemplom, mint a sötét-templom. Egy keresztboltozata és két hajója van. A templom freskói legnagyobb részt megsemmisültek. Úgy tűnik, hogy az almás templom építését követően 100 évvel, mintegy a Karanli Kilisével egy időben létesülhetett. A három templom freskóinak egysége (hasonlatossága) szemmel látható. Az ábrázolt témák a Karanlı Kilisénél ismertetettel megegyezők: Jézus születése, megkeresztelése, a szent Háromkirályok, bevonulás Jeruzsálembe, Júdás árulása, a keresztre feszítés, levétel a keresztről, Lázár feltámasztása, stb. Az apszisban látható freskón a trónoló Jézus, Keresztelő János és az Istenanya. Két további különlegességet is mutat a templom. A bejárattól jobbra látszik egy figura megsérült arccal, turbános ruházatán azonban tisztán látható, hogy egy moszlim kereskedőt ábrázol. Ebből adódhat a feltételezés, hogy annak a II. Meszut szeldzsuk szultánnak a kereskedője, aki nagyon toleráns volt a keresztényekkel és a kereszténységgel szemben. Másik jellegzetességük az ábrázolásoknak az, ami nemigen jellemző más templomokra, hogy olyan, a templomon kívüli kulturális lehetőségek és jellegzetességek is megjelennek, melyek az európai kultúrához kapcsolódnak, s a templomi ábrázolásban visszatükröződnek. Umberto Eco, az ismert olasz szemiotikus, történész és író a középkorról írt világsikerű meg is filmesített könyvében, „A rózsa nevé”-ben, a hős hallatlan újdonságaként mutatja be, hogy egy középkori kolostorban az étkezéshez fém villát használnak. Ami Ecco egyik regényhősének 13. századi Európájában újdonság volt, mint azt Göremében, a templomban láthatjuk, itt az már régen mindennapi használatnak számított. Ezt jelzi a bejárattól balra látható freskó, ahol az asztalon, amely mellett az angyal áll, három villa fekszik.
- KAMRA, KONYHA, REFEKTÓRIUM: A Carıklı Kilisét magába foglaló sziklatömbben, annak szomszédságában került kimélyítésre az az építmény, amelyben az apácák és barátok életmódja megfigyelhető. A tárolókamra falmélyedése az élelemtárolást szolgálta. Ugyanilyen fülke található a főzőkonyhában is. Ezen kívül a konyhában kisebb kivájások is találhatók, a világítófáklyák elhelyezését szolgálták, és egy kisebb ablaknyílás a szellőzés részére. Egy, a tufából kivájt mélyedés a padozatban, ez szolgált a kappadókiai falvakban még ma is alkalmazott, „Tandır”-nak nevezett főzőtűzhelyként. A falakon az évszázadok rusztikája és karcolatai láthatók. A konyha és a refektórium között egy boltozott átjáró van, egy hasonló tűzhely (Backofen) itt is van, ezen kívül van egy hosszú, sziklából kifaragott asztal, amelynél 40 fő fért el. Az asztalfőnél szintén egy falmélyedés van, amelyben mintegy 15 éve egy freskót fedeztek fel, amely az utolsó vacsorát ábrázolja. Ez a kép a vakufény hatására olyan jól látható, mint ahogyan korábban sohasem volt lehetséges. A templom vaslépcsője alatt egy másik refektórium is van, ahol egy azonos témájú freskó látható. A refektórium padozatának egy elsimított felületi része feltehetően a szőlőtaposóhely volt. A viszonylag nagyobb falfülke, amely a bejárattal szemközti falban látható, faajtóval lezárt, mint az a núta, amely a mélyedéstől jobbra látható. Ez a falfülke nem élelemtároló lehetett, hanem valószínűleg edényszekrény, vagy talán mosó-felszereléseket tároltak itt. Lehetséges az is, hogy víztárolót is alkalmaztak.

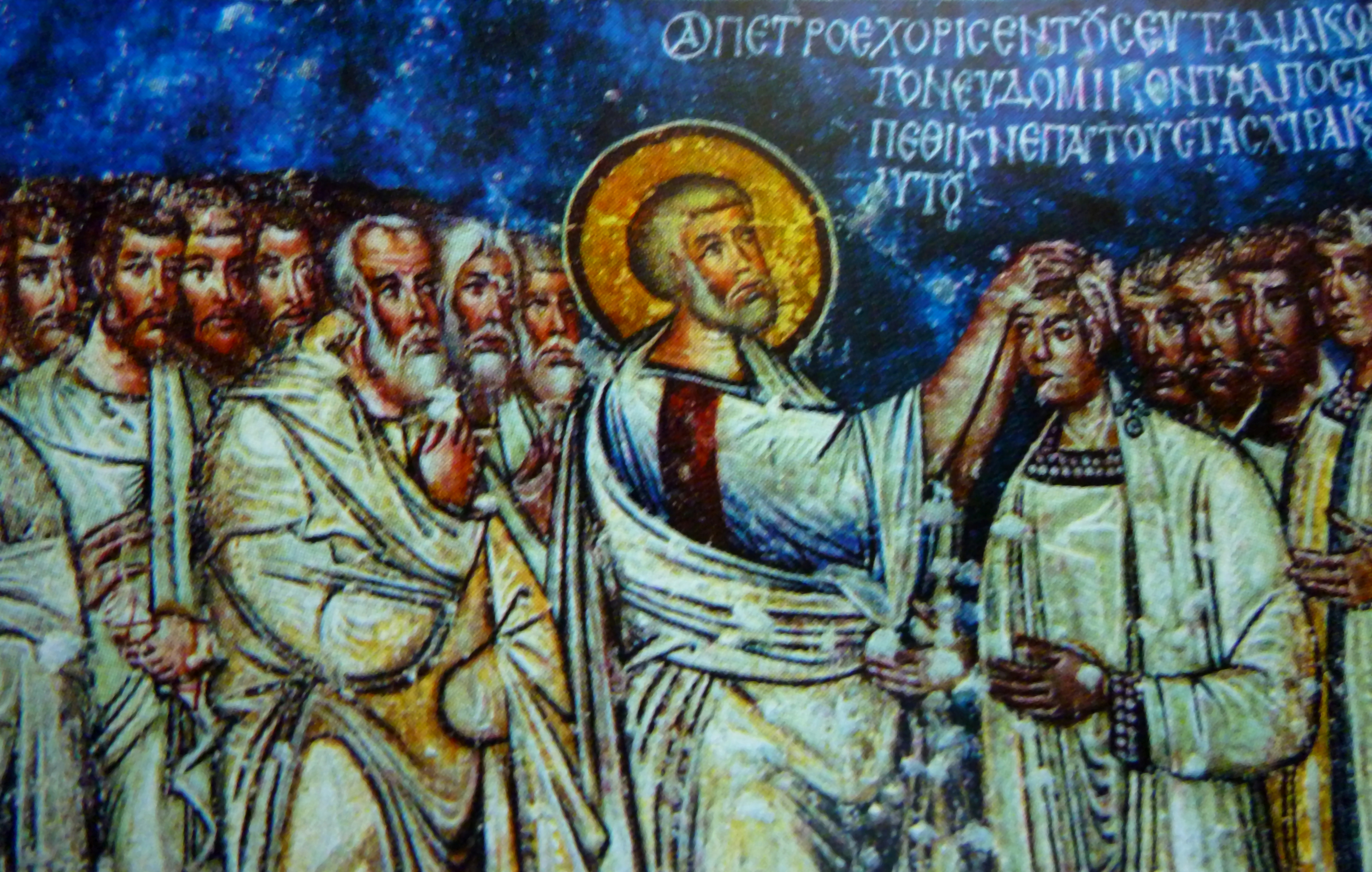
Tokali Kilise freskórészlet

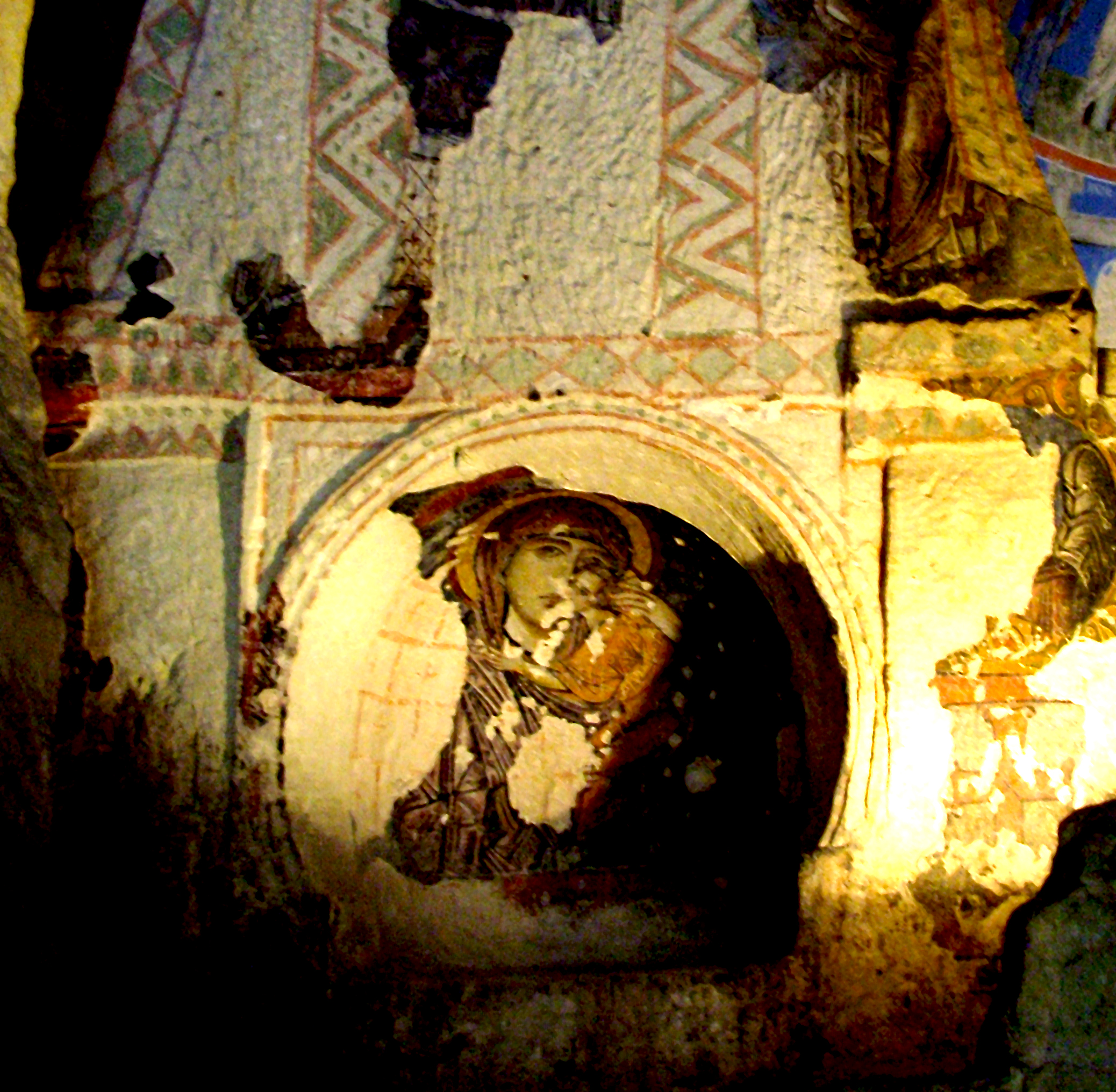
Tokali Kilise freskórészlet

- TOKALI KILISE: A templom a Göremei Szabadtéri Múzeum területén kívül van, az Avcilarba vezető út jobb oldalán. A narthexében lévő kriptával, fő- és mellékhajóival Göreme legnagyobb templomának számít. Bal oldalán találunk egy terjedelmes mellékkart. A ma látható freskók alatt található dekorációk a képrombolás korából származnak. A templom egyes freskói a kora kereszténység korából származnak. A narthex freskóinak keletkezése a 10. századra datálható. Ezek témái az ótestamentum jelenetei. Az angyali üdvözlettől a Krisztus mennybemeneteléig, kronológiailag rendezettek. Az uralkodó színek a kék fokozatai (árnyalatai). Mellettük a zöld, vörös és sárga is. A freskók alatt ábrázolt témák közül a következők kívánnak figyelmet: Az angyal látogatása Máriánál, utazás Betlehembe, Jézus születése, a bűntelen gyermekek lemészárlása Heródes király parancsára, menekülés Egyiptomba, Jézust megkereszteli Szent János, a csodálatos kenyérszaporítás, Jézus meggyógyítja a vakot, Lázár feltámasztása, az utolsó vacsora, Júdás árulása, Jézus hordja a keresztet, a szentek a sírnál, a feltámadás, stb. Ezen kívül vannak jeleneteket ábrázoló képek Szent Vazul (Basileus) életéből is. Annak következtében, hogy ennek a templomnak a méretei nagyobbak a többinél, a festő a freskókon több részletet tudott alkalmazni. Ez a templom egyike a legszebbeknek Göremében. A Teotokosz-kápolnában, amelyik félig a Tokalı Kilise alatt található, máig pár ornamens került csak elő, amelyek különösebb figyelmet nem érdemelnek.

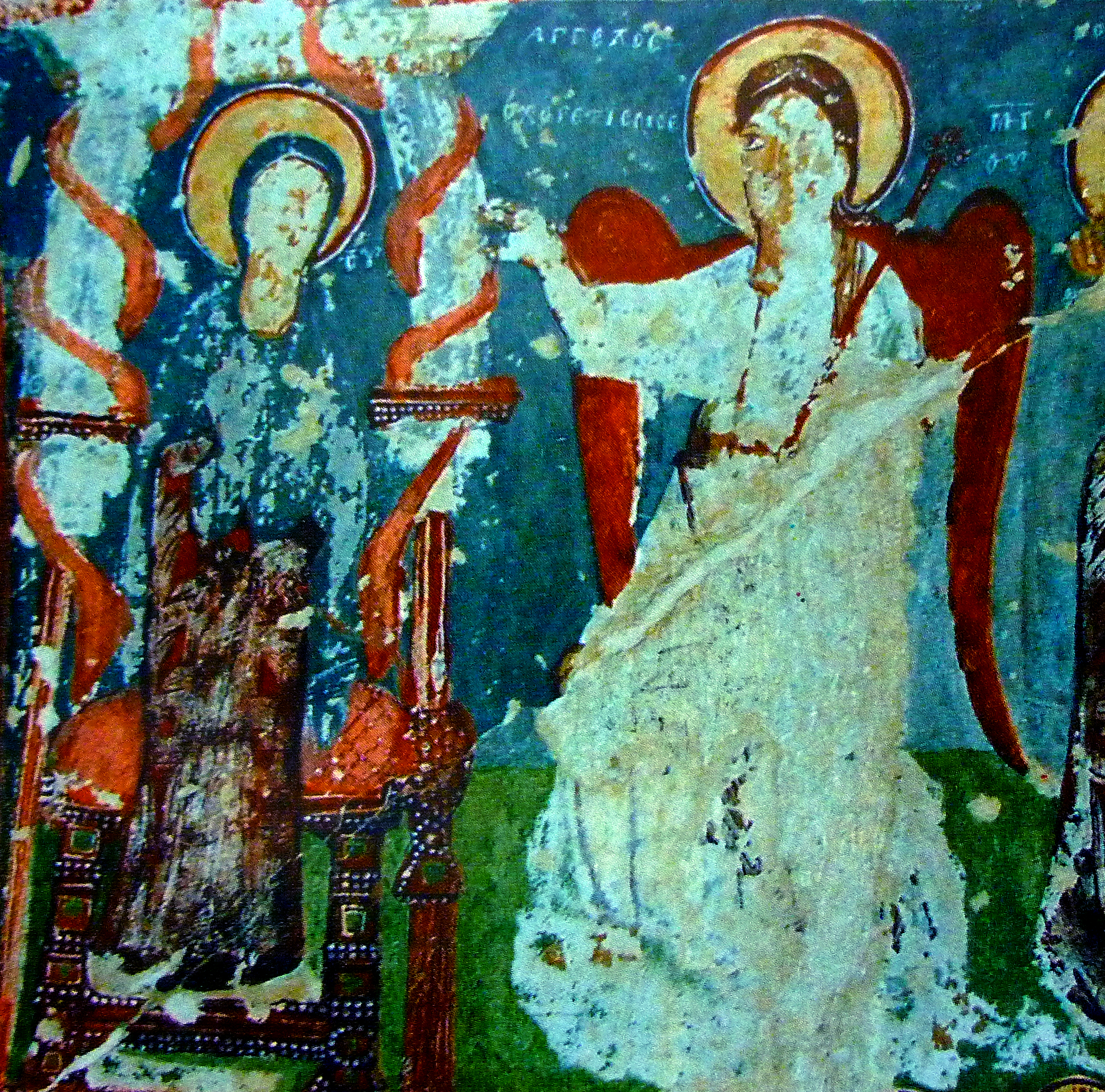
El Nazar: freskórészletek

- EL NAZAR-TEMPLOM (El Nazar Kilise): Ez a templom Göreme és Avcılar között található, keresztformájú alaprajzzal. A boltozati medaillonokban lévő freskói meglehetősen egyszerűek, a 11-12. századra datálhatók. Témái: Krisztus gyermekkora, csodatételei, egyes szentek ábrázolása. Ornamentikája a Theodokos-kápolnáéra és a Szt. Eustachiusra emlékeztetnek. Az idők során természetes módon bekövetkező romlás az EL-Nazar templomban is tapasztalható, a továbbiakban is fenntartást igényel. Az utóbbi években a Nevşehiri múzeum igazgatósága felülvizsgálta, és meghatározta az elvégzendő restaurálási feladatokat.

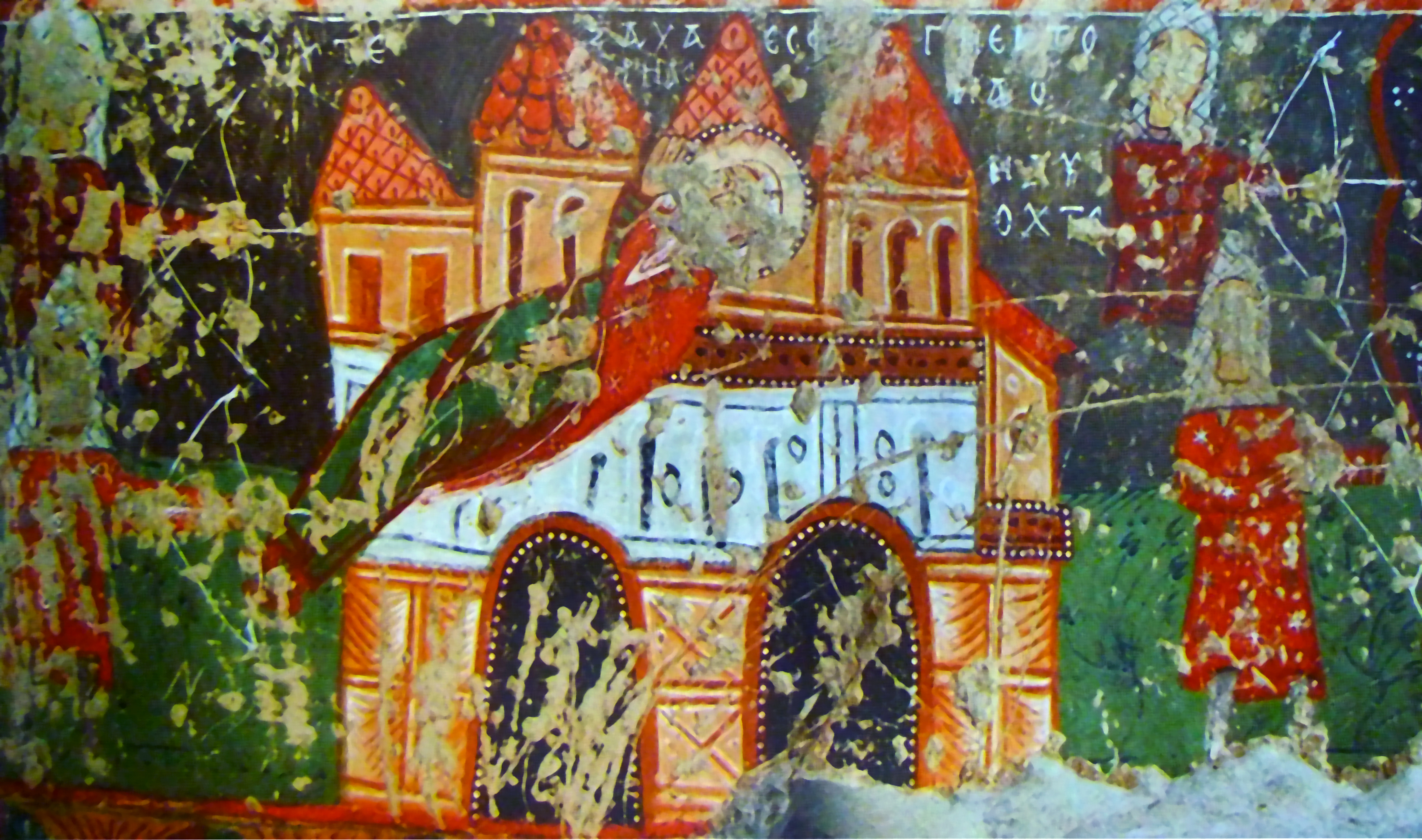
Szt. Eustacius-kápolna

- SZENT EUSTACHIUS-KÁPOLNA: A kápolna egy keskeny sziklapadon helyezkedik el, a Szandálos-templom előterében. Létesítése a 12. századra datálható. Freskóin a vörös és zöld színek dominálnak. Egyes szerzők ezeket a freskókat – főleg a Jézus gyermekkorát ábrázolókat, a keresztény-üldözéseket és a Szt. Eustachiust ábrázolókat – Picasso és Chagall stílusához hasonlítják. A képrombolás-kori kidíszítéseket itt is a korra jellemző stílus jellemzi.
- ISTENANYA-TEMPLOM Meryem Ana Kilise): A sziklapadon való helyzete, valamint a Spangelkirche látványbeli előkészítése következtében elhelyezkedése összehasonlíthatatlan szépséget varázsol a gyönyörű Kılıçlar-völgyre. Bejárata egy barlangra emlékeztet. Freskói jól megmaradtak. Ez a templom egyike a régió legérdekesebb és legjelentősebb templomainak. Nevét annak a körülménynek köszönheti, hogy freskóinak Mária-ábrázolásai teljes mértékben különböznek a többi templom hasonló témájú ábrázolásaitól. Azon kívül, hogy a bejárattal szembeni fal fülkéjében lévő Mária-ábrázolás sok részlete visszatérő. A többi freskón az Újszövetség szcénéi jelennek meg. Az egyik nagyméretű freskón álló Jézus, kezében könyvet tartva látható Mária és Keresztelő Szent János között. Többi témái közt: az utazás Betlehembe, Jézus születése, a keresztrefeszítés és az ifjú Mária gondos neveltetése. Egy különlegesség még a templomban az, hogy a freskókon ábrázolt minden személy neve pontosan a megjelenítő freskókép alatt szerepel. A színek frissessége és a figurák realizmusa jelenti a további különleges érdekességét a templomnak. Ez a templom legelöl áll azoknak a sorában, amit egy Göremét meglátogatónak feltétlenül látnia kell. Az elmúlt évek csapadékossága következtében a templom felső része megmozdult, és teljes hosszában megrendítette az állagát ennek a csodálatosan szép templomnak, amelyet ha nem sikerül megállítani, akkor ez a templom a közeljövőben meg fog semmisülni.
- REJTETT TEMPLOM (Saklı Kilise): A Göreméből Avcılarba vezető úton, Göremétől mintegy 500 méterre található. Nevét onnan kapta, hogy ezt a templomot igen későn, először csak 1957-ben fedezték fel. Mivel bejáratát egy földhányás teljesen eltakarta, a létesítmény mintegy ötszáz éven át bezárt állapotban volt. És ezért elég nagy idő kell ahhoz, hogy helyreállíthassák. A Saklı Kilise kialakításában és a freskók technikájában a 12. század jellegzetességeit hordozza. A művészek a freskókat direkt a szikla glettelt felületére rakták fel. A főteret az a freskó határozza meg, amelyen a keresztre feszítés szerepel. Jézus testének ábrázolásakor a művész erőteljes absztrakciója tűnik fel, mivel test(kosara) egy ráfestett körpánt oválisaként függ, benne a kereszt megjelenítésével. Keresztelő Szent János ábrázolásának hátterében Göreme és környékéről stilizált tündérkémények és fák ismerhetők fel. A templom alaprajza az észak-mezopotámiai templomokéra emlékeztet.
- KARDOK TEMPLOMA (Kılıçlar Kilisesi): Ez a kisméretű templom mintegy 300 méternyire található a Göreme-völgytől. Nevét attól a völgytől kapta, amiben fekszik (Kılıçlar Vadisi). Legegyszerűbb megközelítés a Göreme völgyi templomoktól mintegy 2 km-nyi sétaúttal lehetséges. Ennek a templomnak a legfontosabb jellegzetességét a központi tér feletti kupolát tartó négy pillérnek köszönheti. Ezek közül kettő megsérült és rekonstruálásra került. A templom előfrontja és a bejárati rész egy része leomlott. A főrész mindenesetre fennmaradt, és a freskók sora is, amely Jézus gyermekkorának jeleneteit ábrázolja. Az ábrázolások rendkívül kidíszítettek, és realisztikus értelmezést sugároznak. A bejárat felőli vörös színnel készített falfestmények különösen jól megmaradtak, és a Sakli Kilise freskóira emlékeztetnek. A többi freskó a főrész képeinél korábbi keletkezési időre datálható.
- DURMUS KADIR KILISE : A templom Avcılar bejáratánál fekszik. Négyszöges alaprajza és három hajója van, amelyek közül a középső szélesebb és magasabb, mint az oldalhajók. A Durmus Kadir Kilise tulajdonképpen egy bazilika-templom, és három apszisa van, s ezek közül a középső patkó alakú. A szélső apszisok kisebbek. A templom a korai időkben létesült, keletkezése a 6-7. századra tehető. Mint püspöki templomot használták. Méretei: 9,6x11,6 méteresek, s ezért mint a környék legnagyobb bazilikáját tartják számon. A középhajó dongaboltozatú, a mellékhajók síkmennyezetűek.
- YUSUF KOC KUILISE: A templom mintegy 200 méternyire található Avcilartól, az Uçhisar felé vezető út mellett, s privát területen fekszik. Ez volt az első, amelyet a kezdeti időkben a látogatók számára először megnyitottak. Azt megelőzően galambházként használták. A templom alaprajza kéthajós, és két apszisa van. A falfreskók tulajdonképpen elég jó állapotúak, azonban a hajók közti átjáró pillérei megsérültek.

## A Çavuşin-térség temploma
Ha Ürgüptől Göremébe utazunk, mintegy 4 kilométernyire Uçhisar tűnik fel északon, s még mintegy 10 km-t kell megtenni Çavuşin faluig. A falu története a kora kereszténységig vezethető vissza.
Egyes kivájt sziklák rövid ideje erózió által feltöltődtek vagy beomlottak. A település templomai a kora kereszténységtől a 11. századig datálhatók. Egyes templomai Gizillüde és Kizilcukur települések területére esnek, s ezeket a lakosság galambházaknak használja.

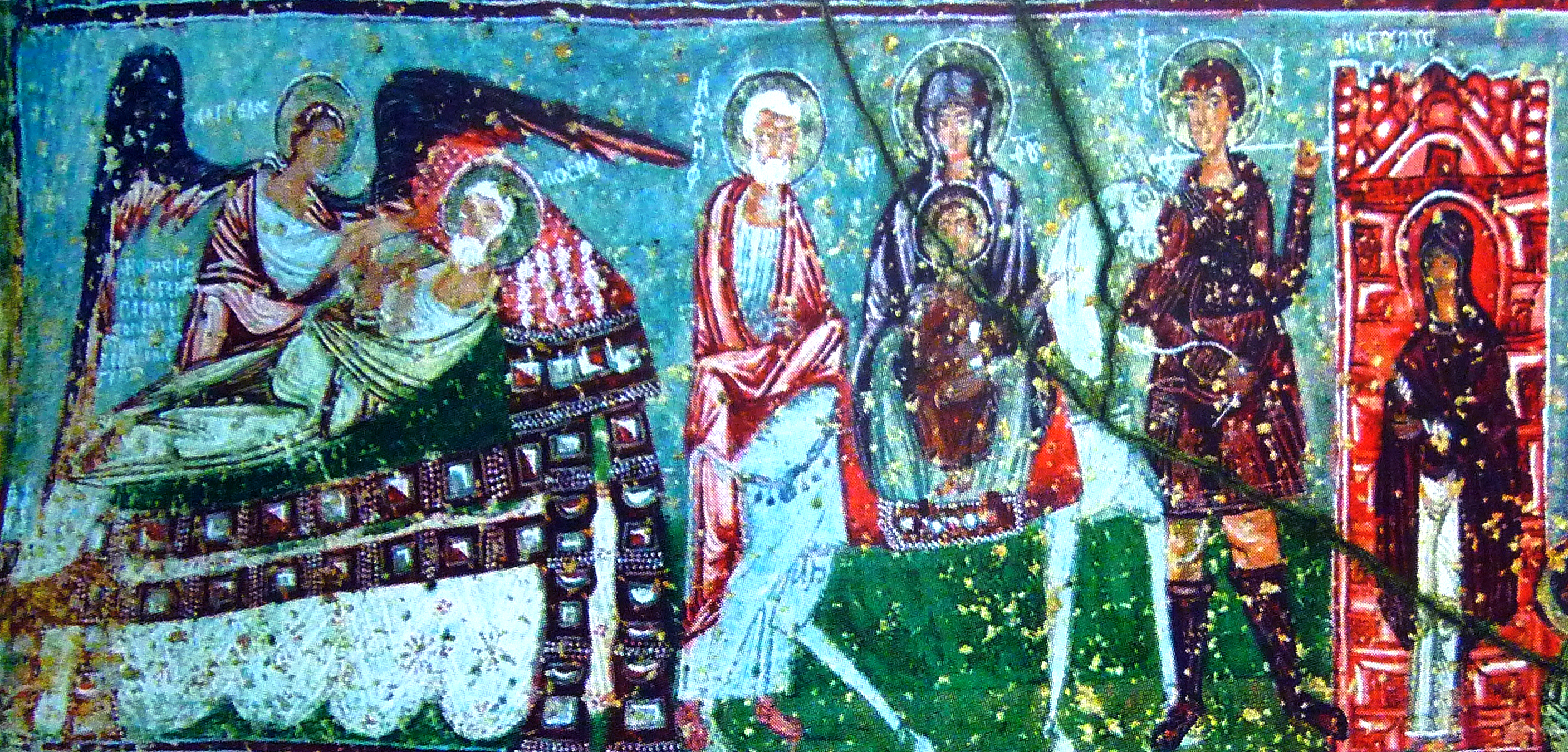
Çavuşin: freskórészlet

- CAVUSIN-TEMPLOM (Çavuşin Kilise)[10]

## Zelve-térség templomai
Zelvét a világ természeti csodájaként tartják számon. A 9-13. század közti időben a kora kereszténység legfontosabb centruma, sőt a keresztények legelső kappadókiai települése volt.
Templomai és azok freskói tönkrementek. Legjelentősebbek: Üzümlü Kilise (szőlő, hal és palmettamotívumokkal), Geyikli Kilise (szarvas-motívummal).

## Ortahisar temploma
Az Ürgüp és Nevşehir közti úttól mintegy 15 km-re található település területén is számos barlangtemplom található, többek közt: Harim Kilise, Cambarli Kilise, Tavşanli Kilise, Pançarlik Kilise, Aula Kilise. Ezek a templomok nagyrészt a 10. századból, VII. Konstantin (Porphyrogennetos) idejéből valók. A templomok és freskóik (ábrázolt szokványos vallási témáikkal) jószerével teljesen tönkrementek (pl. a Halas-völgyben). Itt a templomokon kívül egy kolostor is található.

## Ihlara-völgy templomai

### Pürenliseki Kilise
Nagy bizonyossággal állítható, hogy a templom a 9 századból való. Alaprajzilag egy boltozott térből és egy hozzá kapcsolódó kápolnatérből áll. A freskórészletek közt a fiatal Jézust fehér és vörös kaftánban ábrázoló képek találhatók, a Jézus életéből vett jelenetek özt. A freskók alsó részén növényi motívumok találhatók.

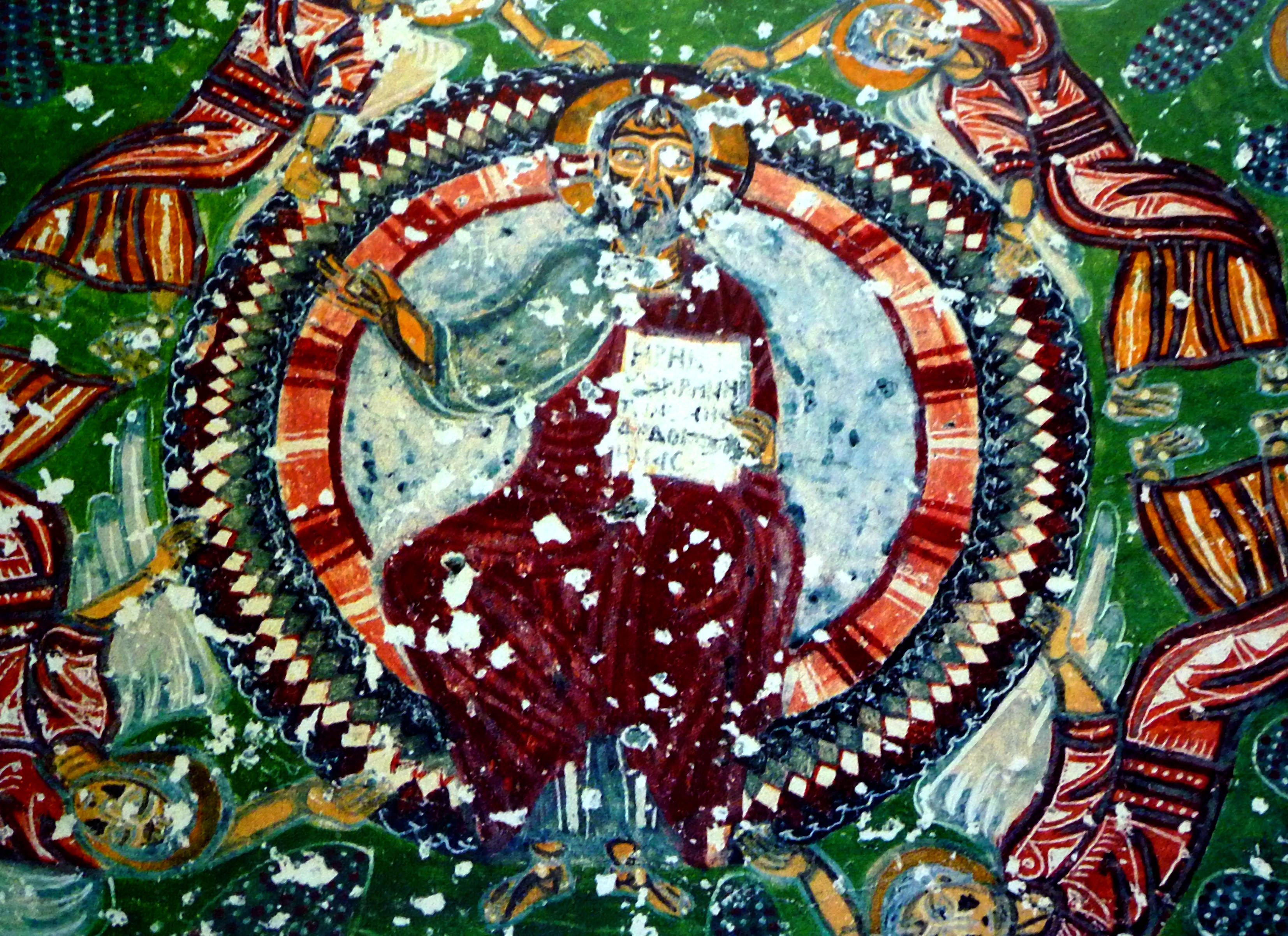
Freskórészlet

### Kokar Kilise
Ezt a templomot a Dániel-templom és a Pürelise-templom közt találjuk. Két katakombája van. A mennyezet közepén egy kereszt-motívum van, melynek közepén egy áldó kéz látható. A freskóábrázolások az Újszövetségből valók. Az élénk színek közt a szürke, világoszöld és a vörös az uralkodó.

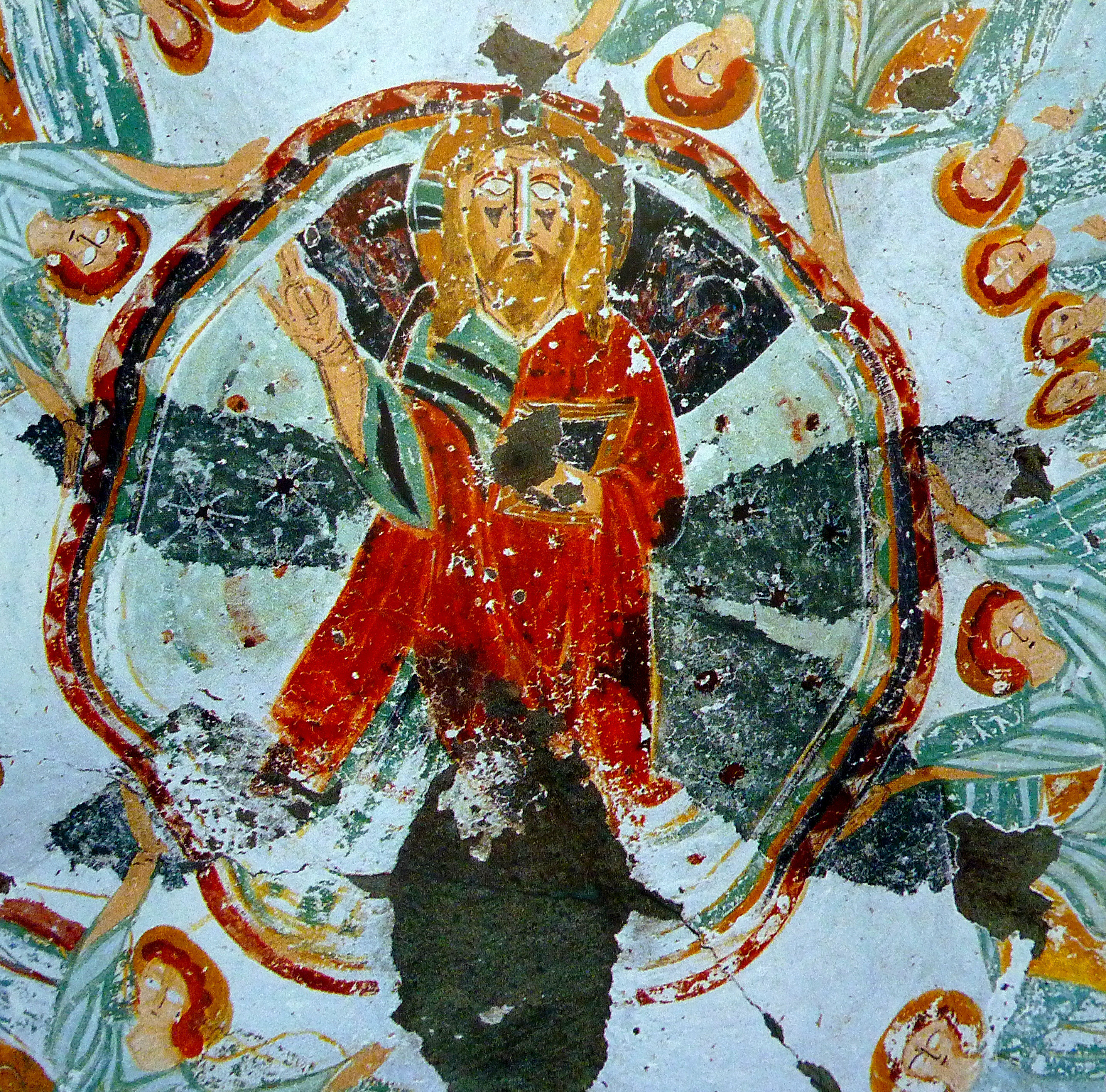
Ağaçaltı: freskórészlet

### Dániel-templom (Ağaçaltı Kilisesi)
A templom nevét a bejárattal szemközti freskó ábrázolásáról kapta, amelyen Dániel próféta két oroszlán közt található. A templom nyolcszögű kupolával fedett. A templomban található egyik felirat szerint korábbi neve: Mária, az angyalok királynője. A tündöklő freskókon a különböző fehéres tónusoktól a vöröstől a narancssárgáig és zöld színekig láthatók. Legismertebb témája az angyali üdvözlet, Jézus születése és a háromkirályok imádása. Valamennyi freskórészleten fellelhető a bizánci mozaikművészethez való hasonlóság. Egyik medaillon-ábrázoláson három kakas látható, ami a gonoszság elleni védőszimbólum. Ugyanilyen szimbolikus jelentést hordoz a szegletben megjelenített sárkány képe.

### Jácintos templom (Sümbüllü Kilise)
Ez a kétszintes kolostortemplom mintegy 250 méterre található az Agacalti-templomtól. Ábrázolásai a többi temploméhoz hasonlók. A freskóábrázolások közt különlegesség, hogy II. Mesud szeldzsuk szultánt is megtaláljuk, mint aki respektálja a más hitűek vallását.

### Kígyós templom (Yilanlı Kilise)
A templom a Melendiz folyó keleti partoldalánál található. A kereszt alaprajzú templom a 10. századból való. A freskók közül különösen értékes az apszisban levő "Mennybemenetel"-kép, A Szűzanya Kisjézussal, Mária sírbatétele, Bevonulás Jeruzsálembe, Sebastea negyven Szentje, az utolsó vacsora és Júdás árulása. A lefedő boltozaton egy kereszt formájú relief látható, továbbá Szent Ilona és Nagy Konstantin császár képei. Mellettük az őskeresztény szimbolikus ornamentika, a bejárattal szemközti kápolnában evangélisták képei és más keresztény ornamens ábrázolások láthatók, „hal-motívumokkal”. Ez érdeklődést keltő hasonlóságot mutat a kereszténység előtti anatóliai termékenység-szimbólummal, amely egy háromszög, közepén egy ponttal. A bal oldali falon egy kép látható Nagy Konstantin császárról és édesanyjáról, Szent Ilonáról, akik egy keresztet tartanak. Ez bizonyosan egy gesztusnak számít azért a hozzájárulásukért, amivel hozzájárultak a kereszténység ezen területen való elterjesztéséhez.

## Gülşehir

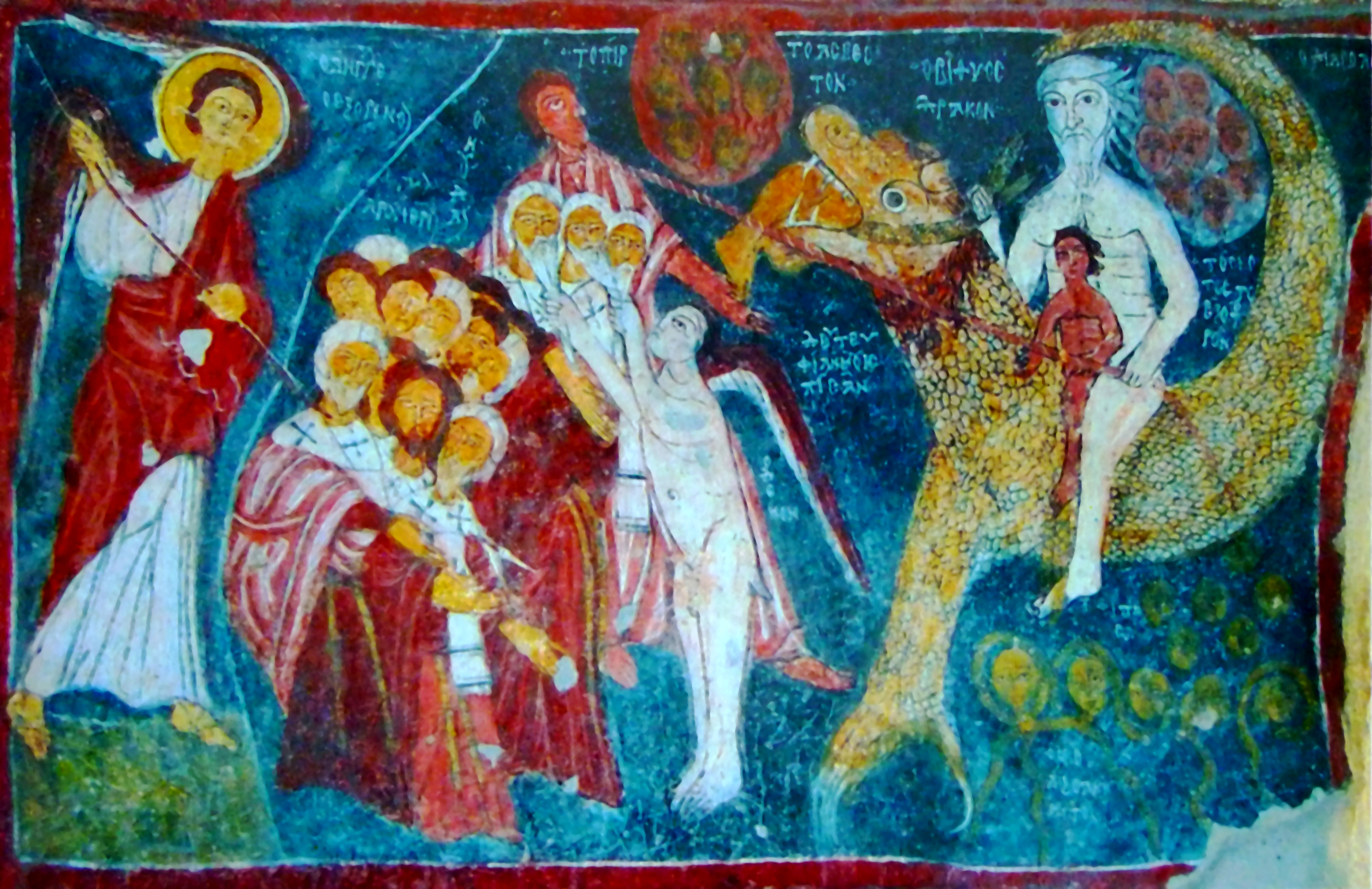
Karşı-Kilisesi: freskórészlet

### Szent János-templom (Karşı Kilise)

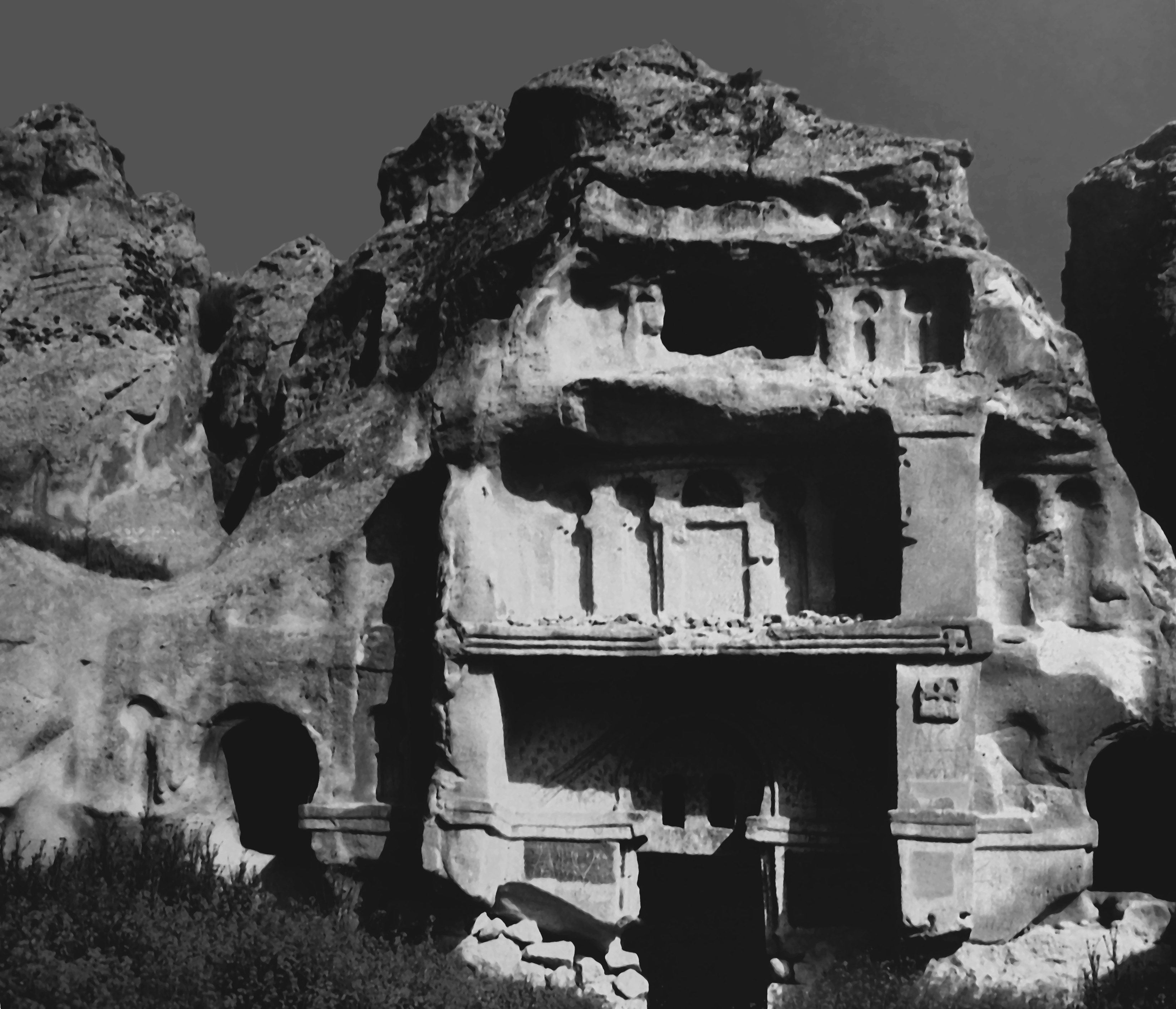
Açiksaray-Kilise

## Açıksaray temploma
Açıksaray kora keresztény központ volt, amelynek számos emléke lelhető fel (alagutak, templomok, kápolnák, kolostorok, ciszternák, stb). Van egy olyan különleges látnivalója, amely egyedülálló a régióban.
Az Açıksaray-templomban található az a mintegy egy méteres relief, amely két küzdő bikát ábrázol. A bikák szarvai közt egy ablak nyílik. A relief mintegy 90 cm széles. Közismert, hogy a bika a hettiták szent állata volt. Valószínűsíthető, hogy ez a vallási gondolat élt tovább az anatóliai civilizációk során egészen a keresztény időszakig. Maga a bika-motívum azonban nem csupán a reliefen látható, hanem a kolostor refektóriumának falán is, ahová okkervörös színben rajzolták fel.

## Mustafapaşa (Sinasos)
A mintegy 1,5 km széles völgyben található települést a 20. század elejéig orthodox görögök lakták, s ezért jött létre egyik szép templomuk, a Szent Bazileusz-templom.A templomot szakaszosan használták, ennek következtében freskóit többször átfestették. Az eredeti freskók feltárási munkálatai folyamatban vannak, ami miatt jelenleg nem látogatható.

## Damsa
Tahsinpaşa-komplexum

## Soğanlı (Soandos)
Az Ürgüpből Yeşilhisarba vezető út mellett levő Soğanlıban több feltáratlan ház és barlangtemplom található. A barlangtemplomok az eróziótól veszélyeztetettek. A templomok freskói a 8. és 9. századból valók. A freskóábrázlások témái a megszokottak (egyes templomnevek több alkalommal is jelentkeznek). A jelentősebb templomok: Tokalı Kilise, Gök Kilise, Karabaş Kilise, Geyikli Kilise, Takkeli Kilise, Szent Barbara-templom, Yilanlı Kilise, Szűzanya-templom.

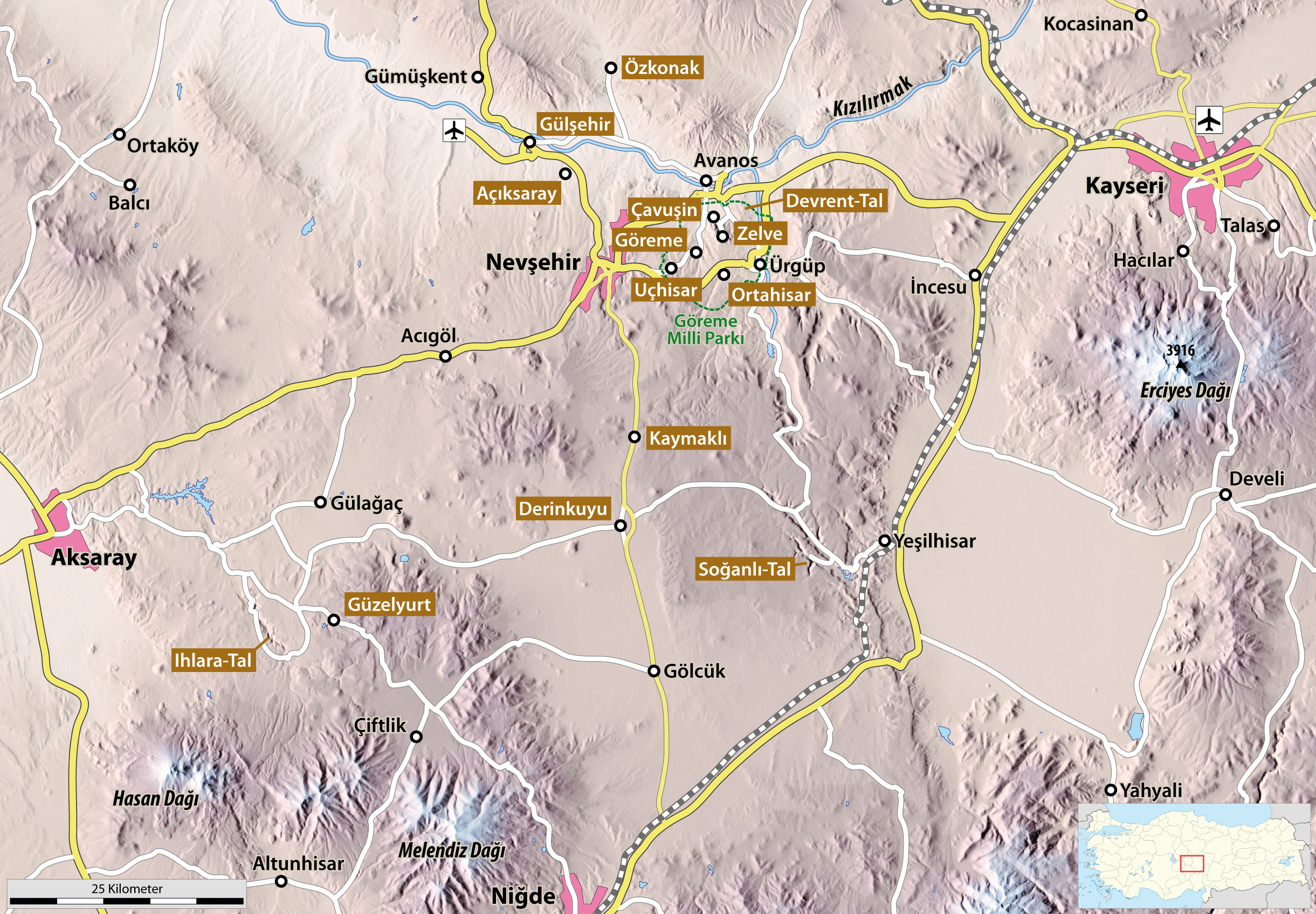
A Göreme-térség

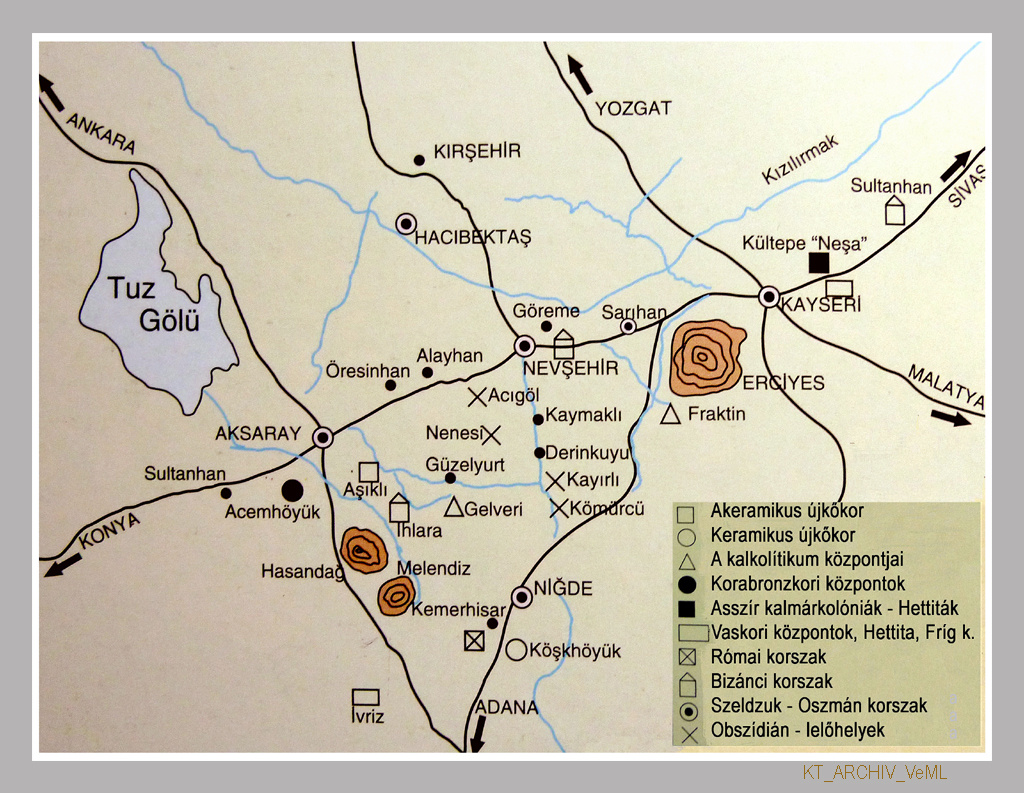
A Nemzeti Park kultur-kínálata

## A kulturális turizmus kínálata

### Kappadókia (Anatólia) kultúrtörténete röviden
Anatólia történelme bőséges tájékoztatással szolgál, amikor az itt élő embercsoportok technikai-technológiai-társadalmi fejlődéstörténetét (kultúrtörténetét) illetve annak ránk maradt emlékeit vizsgáljuk. Már a történelem előtti időkben használt legfontosabb metsző/vágó eszközök az obszidiánnak nevezett vulkanikus kőzetből készültek. Kappadókiában, az Erciyes, Hasandağ és a Melendiz hegyek környékén számos előfordulás helye ismert. Az antik idők óta Anatólia és Észak-Mezopotámia között kereskedelmi kapcsolatok voltak, és a körzetből obszidiánt és sót szállítottak el.
Az ős kőkorszakból való temetkezési helyeket Kappadókiában még nem tártak fel, s ez azt jelenti, hogy az időszak emberei mint gyűjtögető-vadászók a vízlelőhelyek közelében lévő barlangokban és provizórikus táborozóhelyeken éltek. A letelepedett életformához vezető átmeneti fejlődést az i. e. 8. évezred kezdetéről Aşıklı-tumulus lelőhelye jelenti. Aşıklı emberei kőalapozás nélküli, vályogfalazatú épületekben laktak, és még nem ismerték az agyagedények készítését. A leletek ellenben azt mutatják, hogy csekély mennyiségben gabonát, (árpát és rozst) termesztettek. A gabonát a házakban lévő őrlőköveken őrölték meg, és az ugyancsak a házakban talált kályhán és tűzhelyen dolgozták fel. Az állatok domesztikálása még ismeretlen. Halottaikat guggoló formában, a házak padlója alatt kialakított sírgödrökben temették el. Az ásatáson csontból, kőből készített mindennapi használati tárgyakat találtak. Az Asikli-tumulus emberei vadászok is és gyűjtögetők is voltak, és valamivel i. e. 10 000 körül válhattak letelepültté. Általuk feltalált kezdetleges módszerekkel rézanyagot hideg és meleg eljárással munkáltak meg. A rezet feltehetőleg az Aksaray-környéki Dügüz falu rézöntödéjében állították elő.
A tartomány délkeleti részén található, a Melendiz-folyó mentén, a mai Kızılkaya község határa környékén. Dr prof. Ufuk Eskin vezetésével 1989 óta folynak itt ásatások.
A neolitikus kultúra emléke Aksaray, Niğde, Pınarbaşi, Bor, Kayseri és Nevşehir területeiről kerültek elő. Ez a korszak körülbelül az i. e. 7000-5000-es időre esik. Kappadókia neolitikus kerámiakultúrájának további fejlődését Kösk-tumulus feltárásából ismerjük.
A Köski-tumulus (Niğde tartomány déli részén) alsó rétegei a neolitikumból, a felsőbb rétegek a kalkolitikumból származnak, épületei agyagból vannak, kőalapozáson (négyszögletes szoba, 3x5 m), tűzhely a szobán belül, a házak padlózatán kerámiaedények és istenszobrocskák. A kerámiaeszközök anyagszíne fekete, sötétszürke vagy sötétvörös, jellegzetességük, hogy a rajtuk lévő reliefek ember-, vagy állatalakokat ábrázolnak. A tumulusból előkerült fegyverekhez és szerszámokhoz obszidián-, csont-, tűzkő-, szaru-, és kőanyagokat használtak. A háztartásbeliek gyapjúfonót (guzsalyt) alkalmaztak, s kő pecsétnyomót is, az eszközökön gyakran geometrikus bekarcolásokkal. A halottak maradványai itt is a házak padlózata alól kerültek elő.
A kalkolitikumban a követ és a fémet eszközök előállításához egyaránt alkalmazták. Ez a periódus a mintegy i. e. 5900-3200 közt volt. Ebben az időben kezdték alkalmazni a rezet, amit arzenikummal kevertek, és kőformákba öntöttek, amitől azok a kívánt formát nyerték. A térségben végzett ásatások alapján a nevezett periódusra vonatkozó ismeretek még teljesen nem világosak. A Kayseri melletti Fraktinban és Aksaray közelében fekvő Gelveriben folyó ásatások jelentősek, mivel a régiónak a Balkánnal és Mezopotámiával való kapcsolataira kell választ adniuk. (Gelveri, ma Güzelyurt az antik időkben Corbalának nevezték.) Területe a kalkolitikumtól a római korig folytonosan lakott volt.
A bronzkorban (i. e. 3200-1200) államok képződtek, amelyekben a települési helyeket erődítményfalakkal védték meg; a városokban megkezdődött a templomok, paloták és kereskedelmi helyek speciális területeinek kialakítása. A középső bronzkorban, asszír kereskedők közvetítésével Anatólia népei megtanulták az ékírást, és ezzel az i. e. 3. évezred végén beléptek az írott történelem korszakába. Az időszakban is megmaradt a cserépáruk készítése, megtanulták az agyagkorongolást, a kerámiák gyártása tömeg(széria)termeléssé alakult át. Megkezdődött a pecsételőhengerek használata. A fémfeldolgozás területén is kiemelkedő technikai siker következett be (fémolvasztás, kovácsolás; filigránmunkák, feltétek, csatok, kapcsok készítése). Kappadókia legszebb kerámiamunkái a korai bronzkorból származnak (Hacibektaş melletti Suluca-tumulusból, és az Aksaray környéki Acem-tumulusból).
Nemcsak Kappadókia, de egész Anatólia legjelentősebb középső bronzkori központja Kültepe (Kayseritől 15 kilométerrel keletre). Az i. e. 2. évezred első negyedében Karum Kanes-nek nevezték, s az Anatólia és Mezopotámia között kialakult kereskedelmi kapcsolatok centrumává vált. A Karun elnevezés kereskedőkolóniát jelent, több mint húsz anatóliai településen létesítettek ilyet, és ezek egységes szervezetet képeztek.
A Kültepén feltárt kerámiák közt található állatformájú kancsók és vázák együttesében található például a Rhyton is, amelyről a periódus kerámiaművészetét nevezték el. A kültepei ásatásokat vezető prof. Dr Tahsin Özgüç kijelentése szerint Karum Kanesh volt az első világkereskedelmi központ.[forrás?]
A hettita civilizáció is megtartotta Nesza/Kültepét, ezzel továbbfejlesztve Kappadókia kultúráját. A hettita birodalom az i. e. 12. században megszűnt, de a térségben nem következett be teljes hanyatlás. Az i. e. 8. századig Anatólia déli és délkeleti területein kis államok éltek tovább. Az i. e. I. évezred első felében Anatólia területének nagy részén városállamokat találunk, amelyeket együttesen „Tabal”-nak neveztek. A kifejezés nem politikai hatalmat fejez ki, hanem geográfiai régiót.
Az i. e. 8. században „Urbala/Varpalavas”, ismertebb nevén Tuwana (a mai Niğde) volt Kappadókia királya. Tuwana városának neve később Tyana néven maradt fenn, s jelenleg a Kemerhisar nevet viseli. Legfontosabb hagyatékának számít az ún. „Ivriz-Felirat”. Tuwana királyságának területén a fríg (phryg) kultúra befolyásának nyomai is fellelhetők. Kaynarca nevű falu közelében egy fríg dombsír található, ahol olyan bronzkancsókat leltek, mint amilyenek a gordioni leletek.
A fríg és asszír civilizációk hatása alá került Anatólia az i. e. 8–7. században. Az i. e. 7. század kezdetén a Kaukázusból származó kimmerek uralkodtak. Az i. e. 6. század közepén az akhaimenida perzsa király, Kürosz foglalja el, s így i. e. 333-ig, Nagy Sándor hadjáratáig az akhaimenida dinasztia uralma alá tartozott.
A hellenisztikus korszak kezdetén rövid ideig a szeleukidák főhatósága alá tartozott, később a Pontosz alá. Az általa alapított dinasztia az i. e. 1. századig volt hatalmon. Később ez a bithyniai és ponthusi királyság befolyási övezetéhez tartozott, i. e. 17-ben pedig római provincia lett.
A Római Birodalom 395. évi felosztásáig nyugalom volt, később a Keletrómai Birodalomba tartozott. Az 5. századtól Kappadókiát ismét inváziók érték, különösen a 7. század közepén jelentkező arab rablótámadások.
A 9. században újraszervezett Bizánci Birodalom nyújtott ismét stabilitást a régiónak, s ennek következtében a következő 200 éves békés periódus lehetővé tette a sziklába vájt templomok, kolostorok nagyobb részének helyreállítását.
A szeldzsuk fennhatóság a 11. század második felétől kezdődik. 1057-ben elfoglalták Malythea/Meliténét, 1059-ben Sivas/Sebisteia, és 1067-ben Kayseri/Caesarea esett el. A Malazgirt/Manzikerti csata után, 1071-ben a bizánci hatalom megszűnt, s az egész térség szeldzsuk török fennhatósága alá került. A szeldzsukok kialakították a saját szociális és kulturális berendezkedésüket, majd Iránból, Szíriából és Irakból számos tanult ember és művész vándorolt át Anatóliába, ahol a művészet és tudomány virágkora alakult ki. Ez a virágkor egyúttal a szociális békesség időszaka is volt. A szeldzsuk periódus idején Anatólia településein, Kayseriben, Niğdén, Aksaray-ban, Hacibektasban számos kőépület létesült, melyeket gyönyörű ornamentikával díszítettek, különösen az épületek külső bejárati homlokzatain (Kayseriben az Ulu-Dzsámi, a Huant Hatun kolostorkomplexum. Ebben a periódusban Konyát, Aksarayt, Kayserit és Malatyát felfűző és Iránnal összekötő karavánúton karavánszerájok létesültek (Sultanhan, Ağzıkarahan, Alayhan, Sanhan). Az oszmán birodalom nagy építésze, Szinán a 16. században a Kayseri melletti Ağırnasban nőtt fel.

## Képgaléria (Ideiglenes)

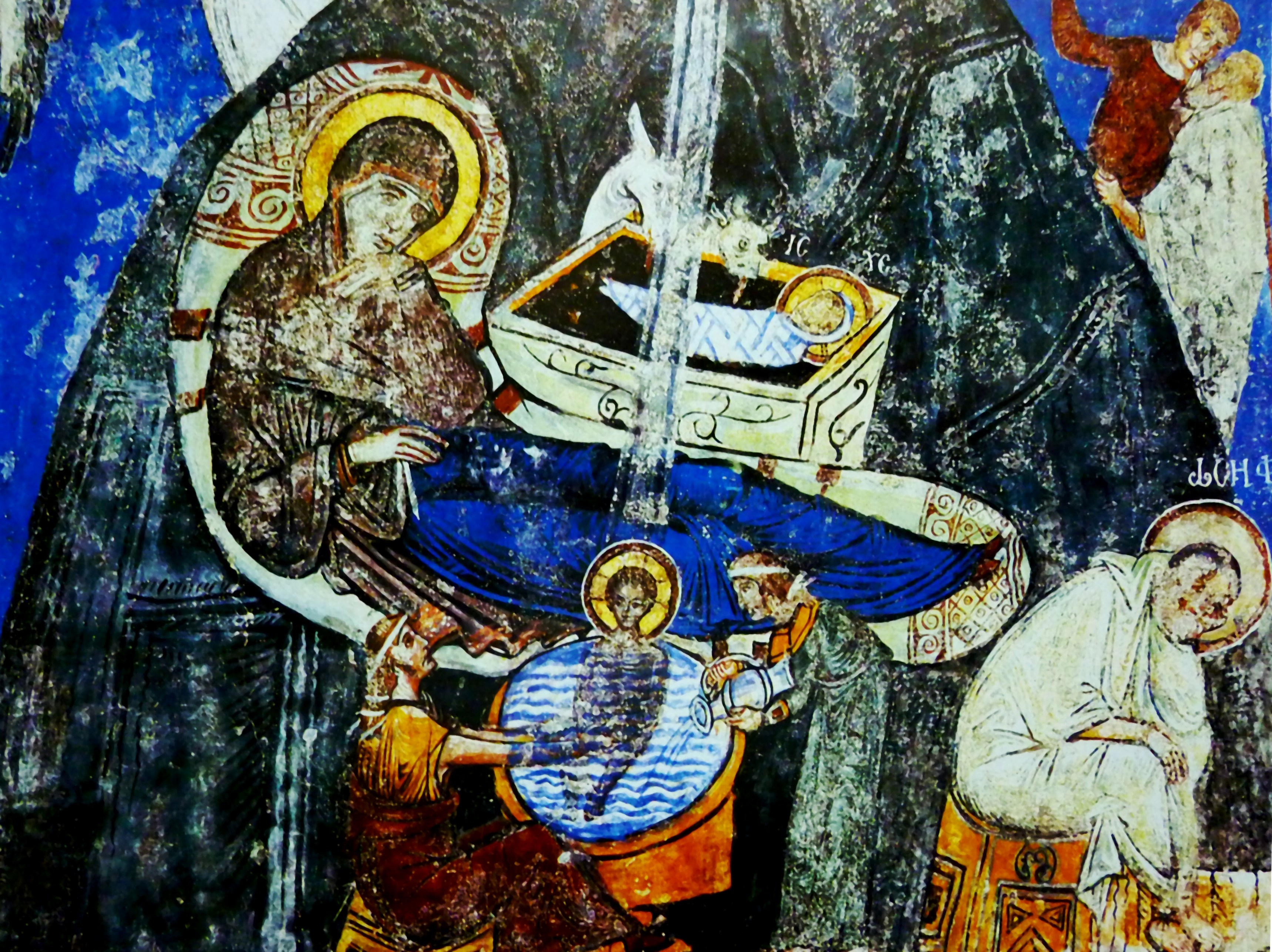
Tokali-Kilise: freskórészlet
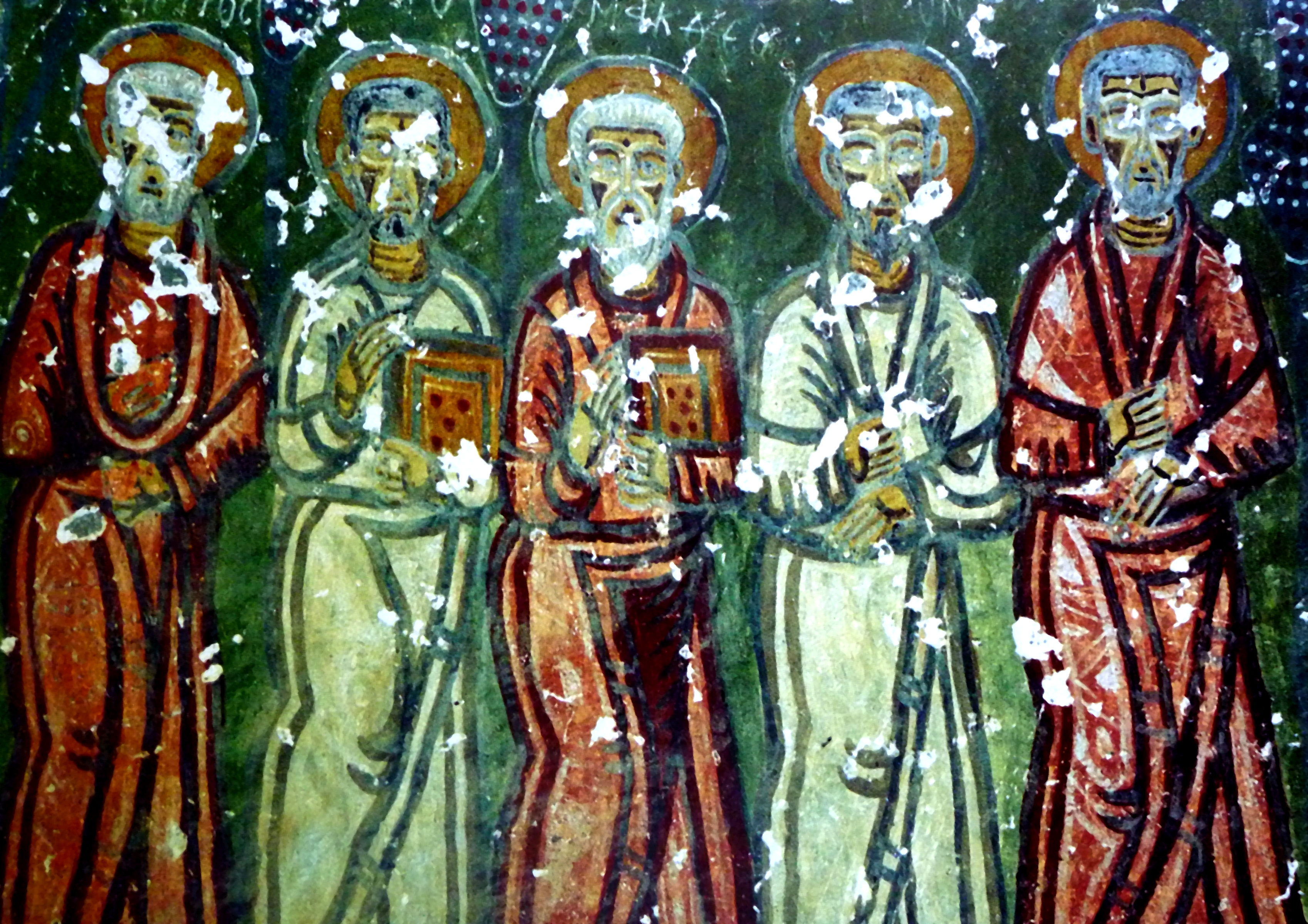
Kokar-Kilise: freskórészlet
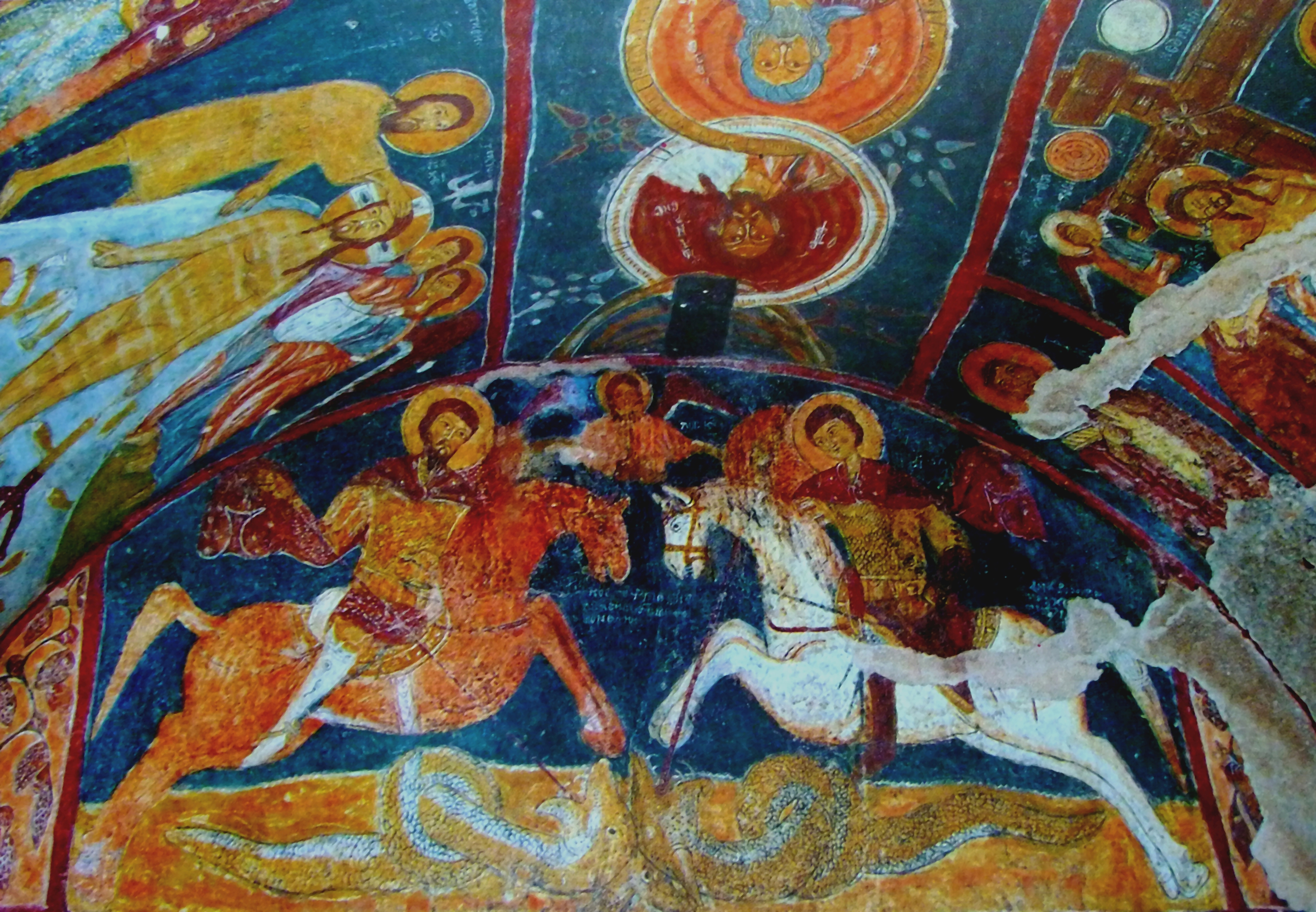
Karsi-Kilise: freskórészlet
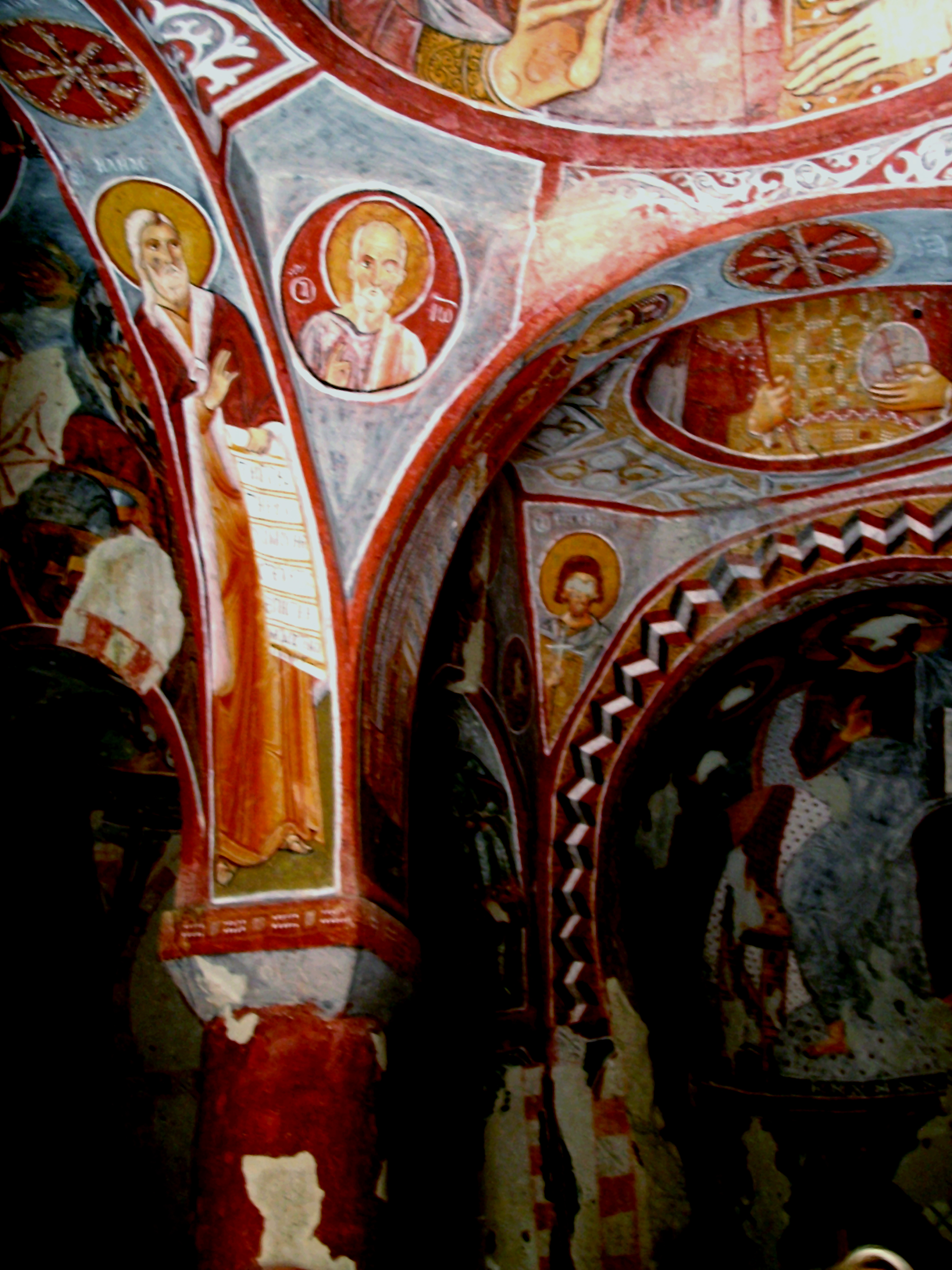
Karanlik Kilise: freskórészlet
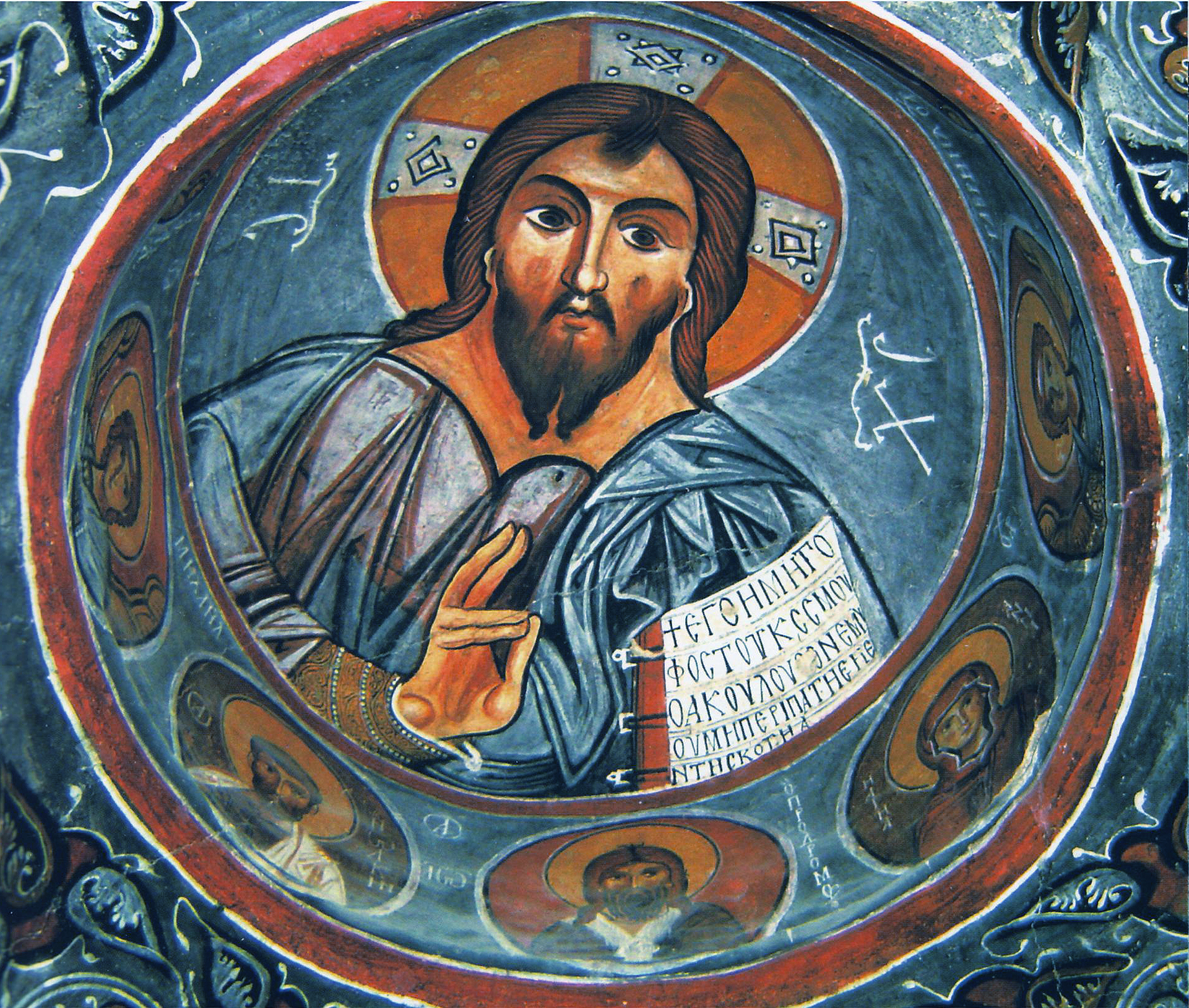
Karanlik Kilise: freskórészlet
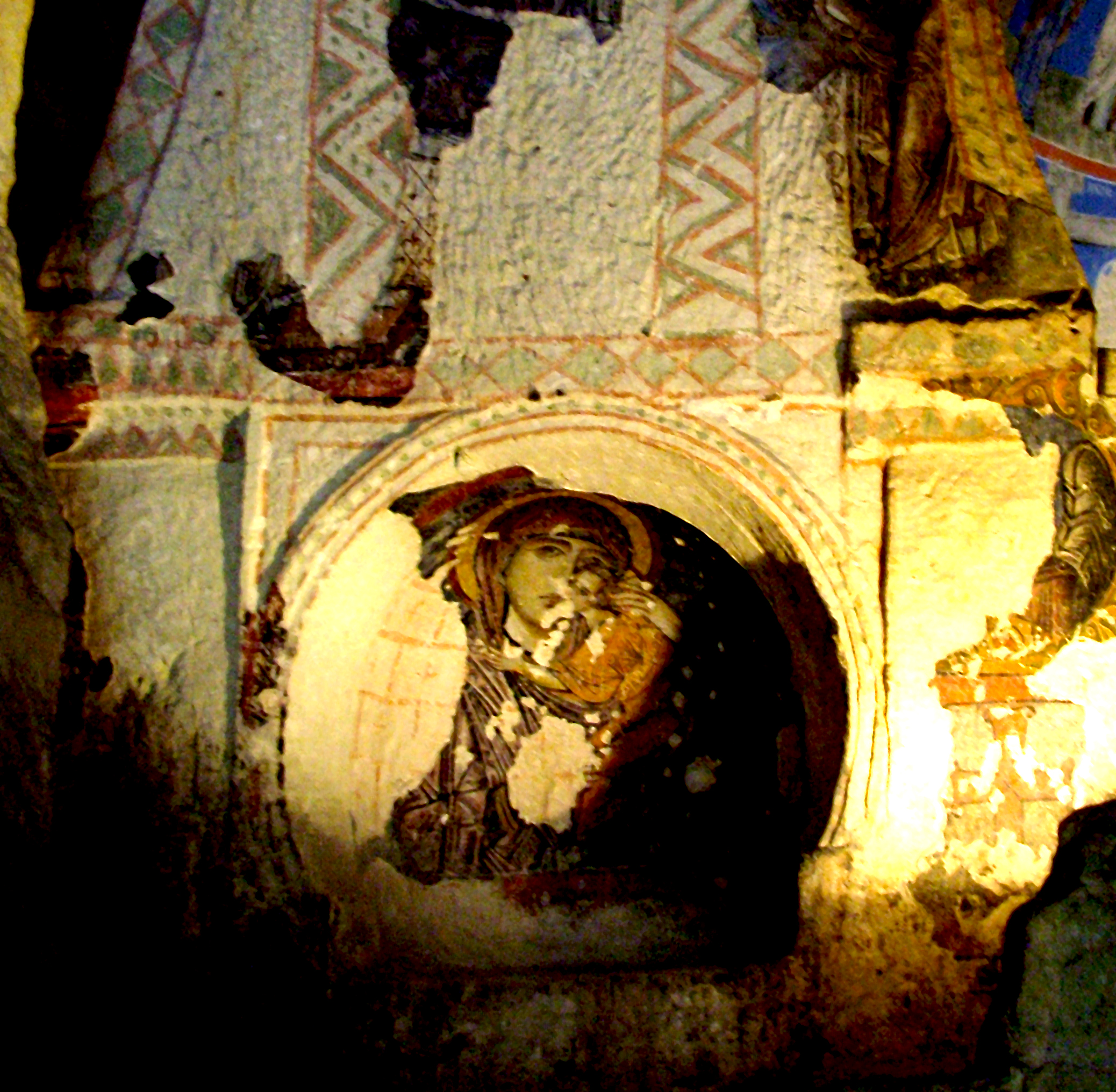
Tokali Kilise freskórészlet
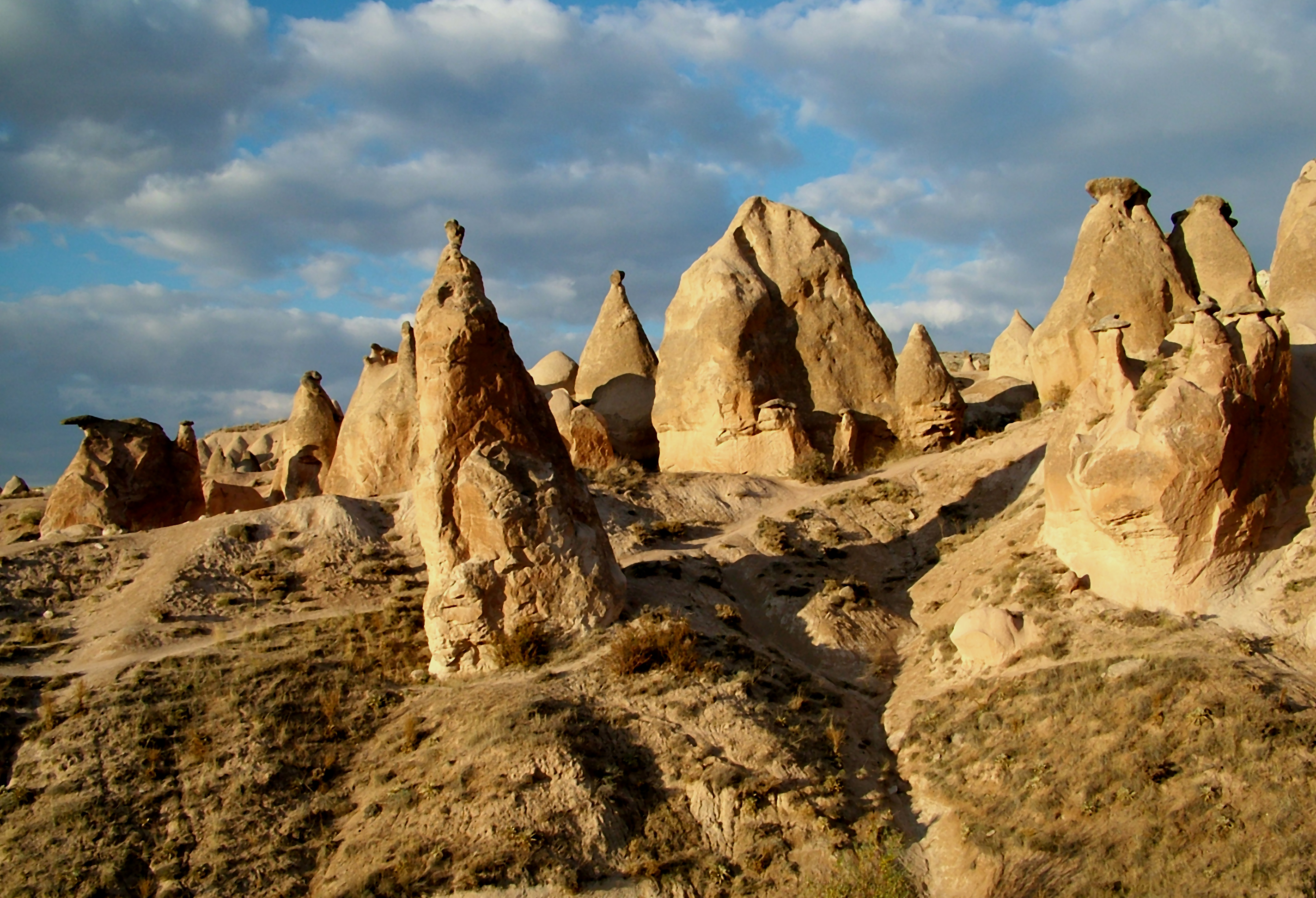
Göreme: Szikla-alakulat
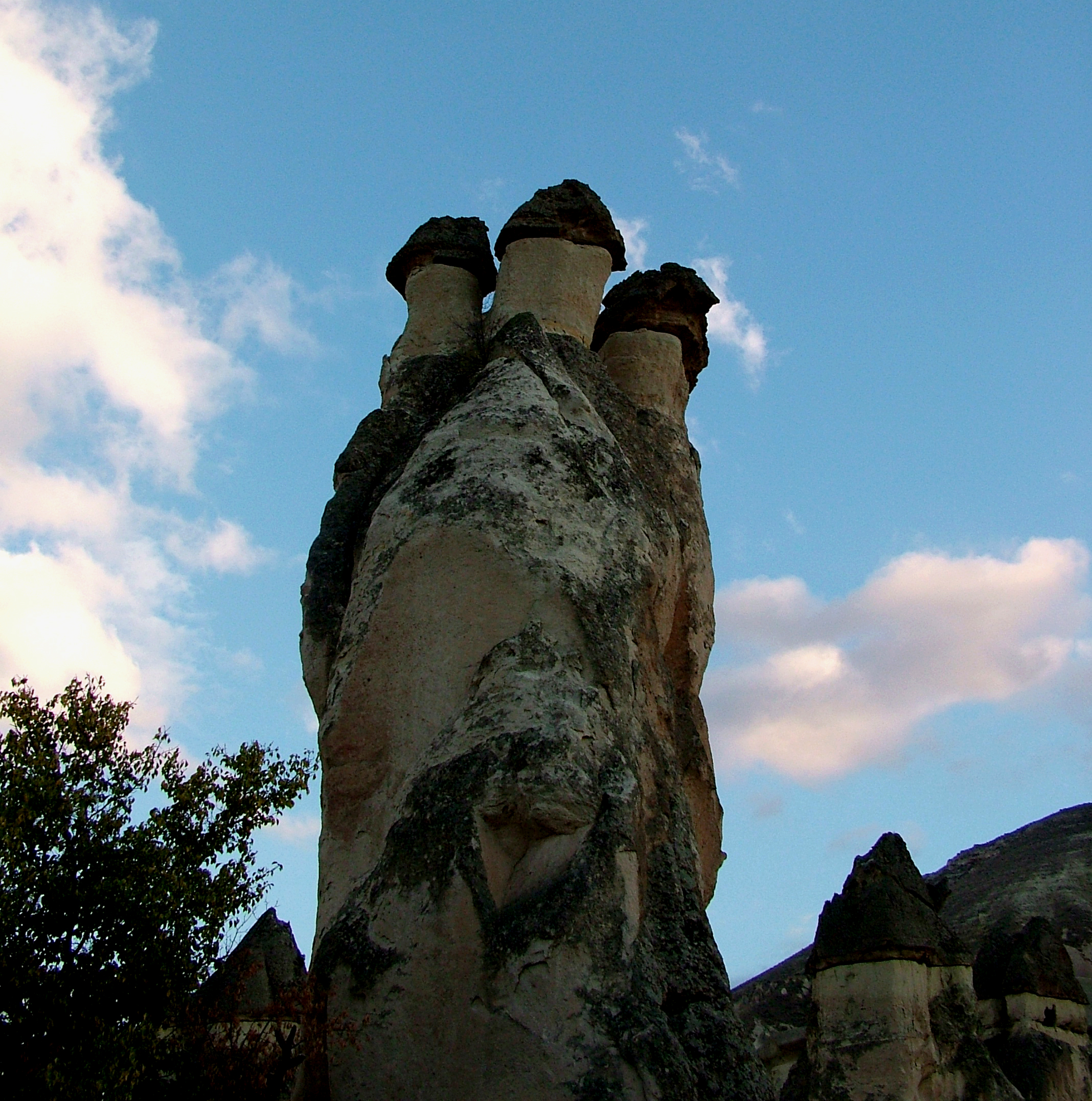
Pasa Bagi: Szikla-alakulat
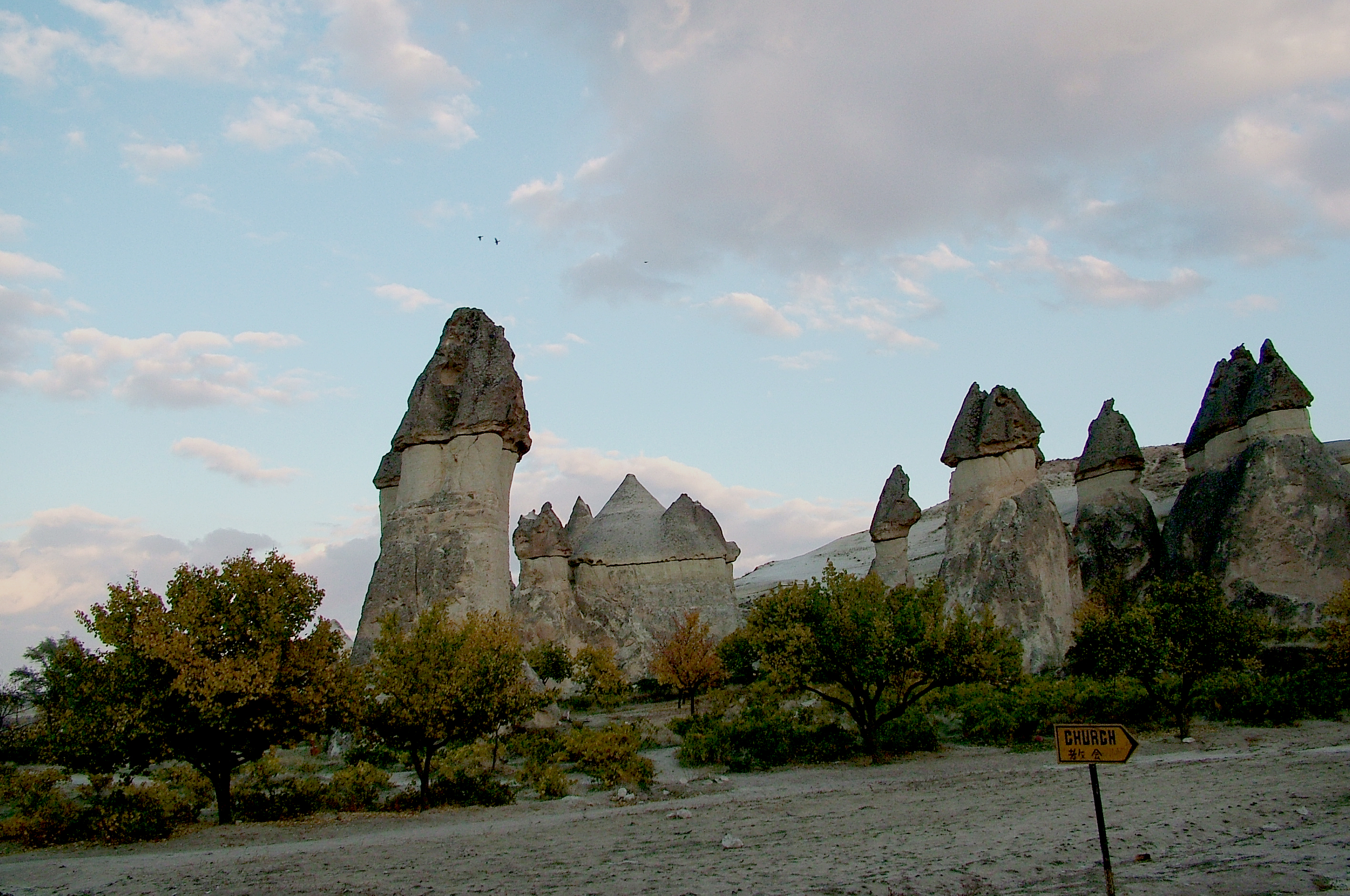
Pasa Bagi: Szikla-alakulatok
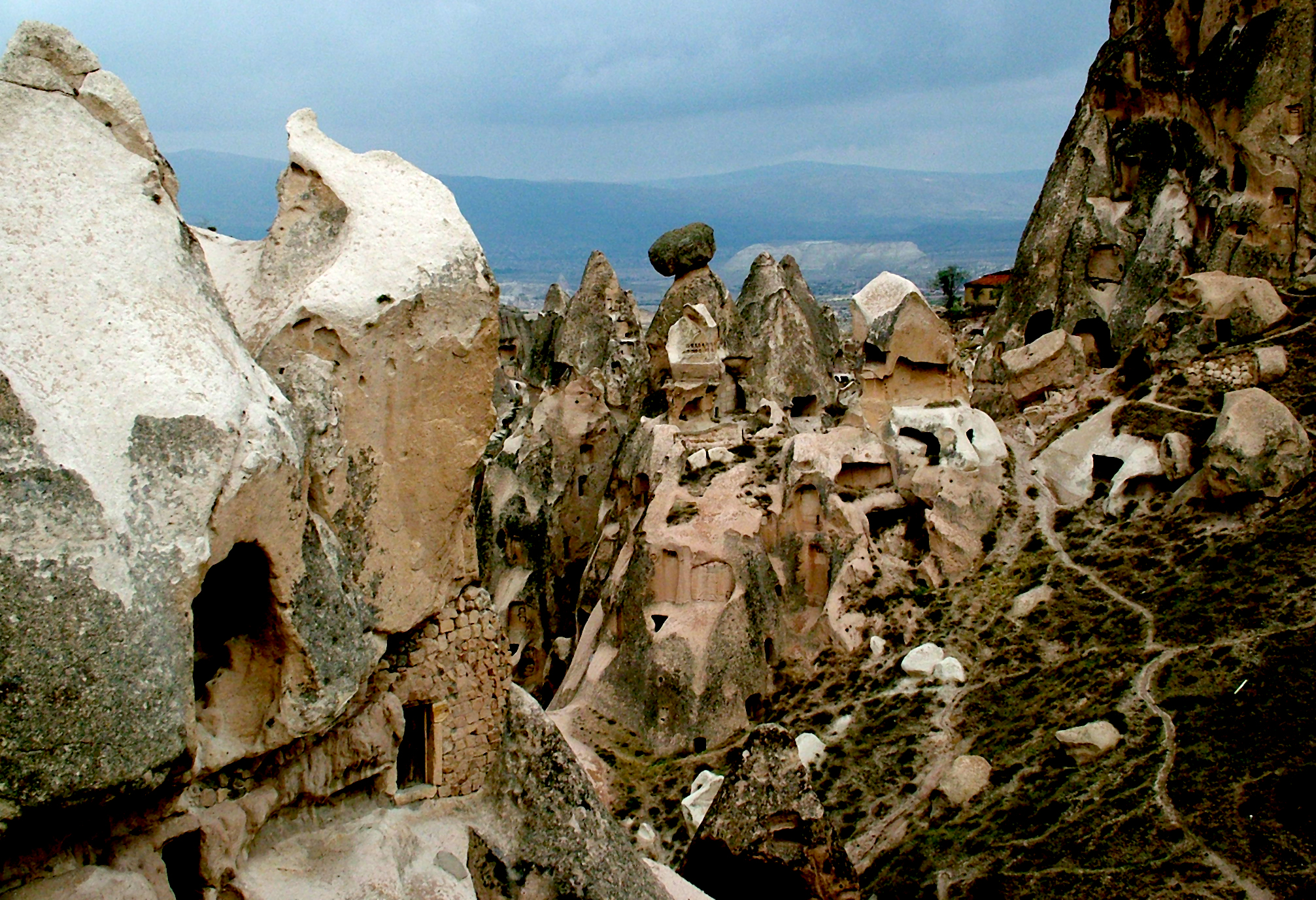
Göreme: Omladozó sziklaváros
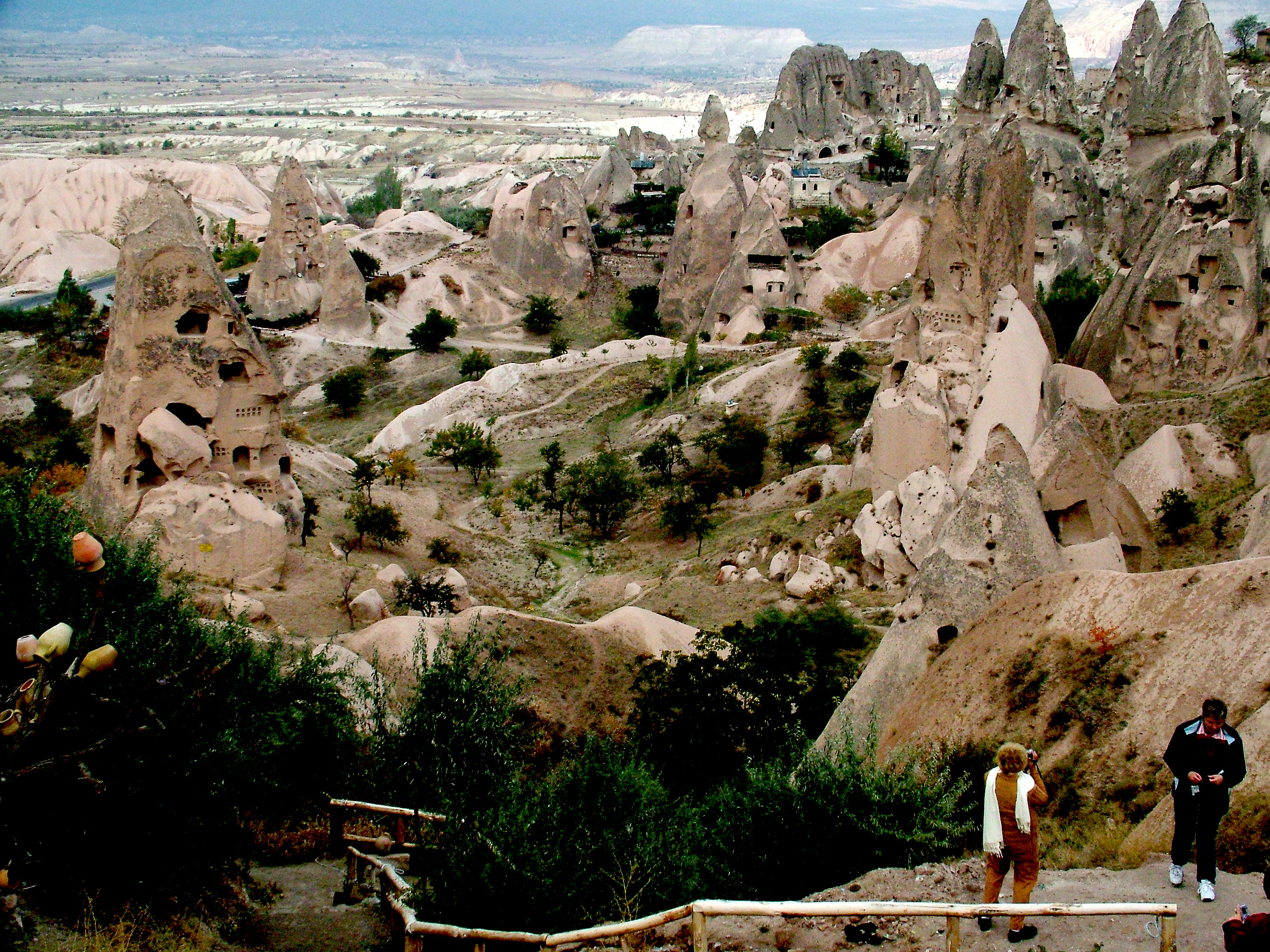
Göreme: Ősi lakótelep a sziklákban
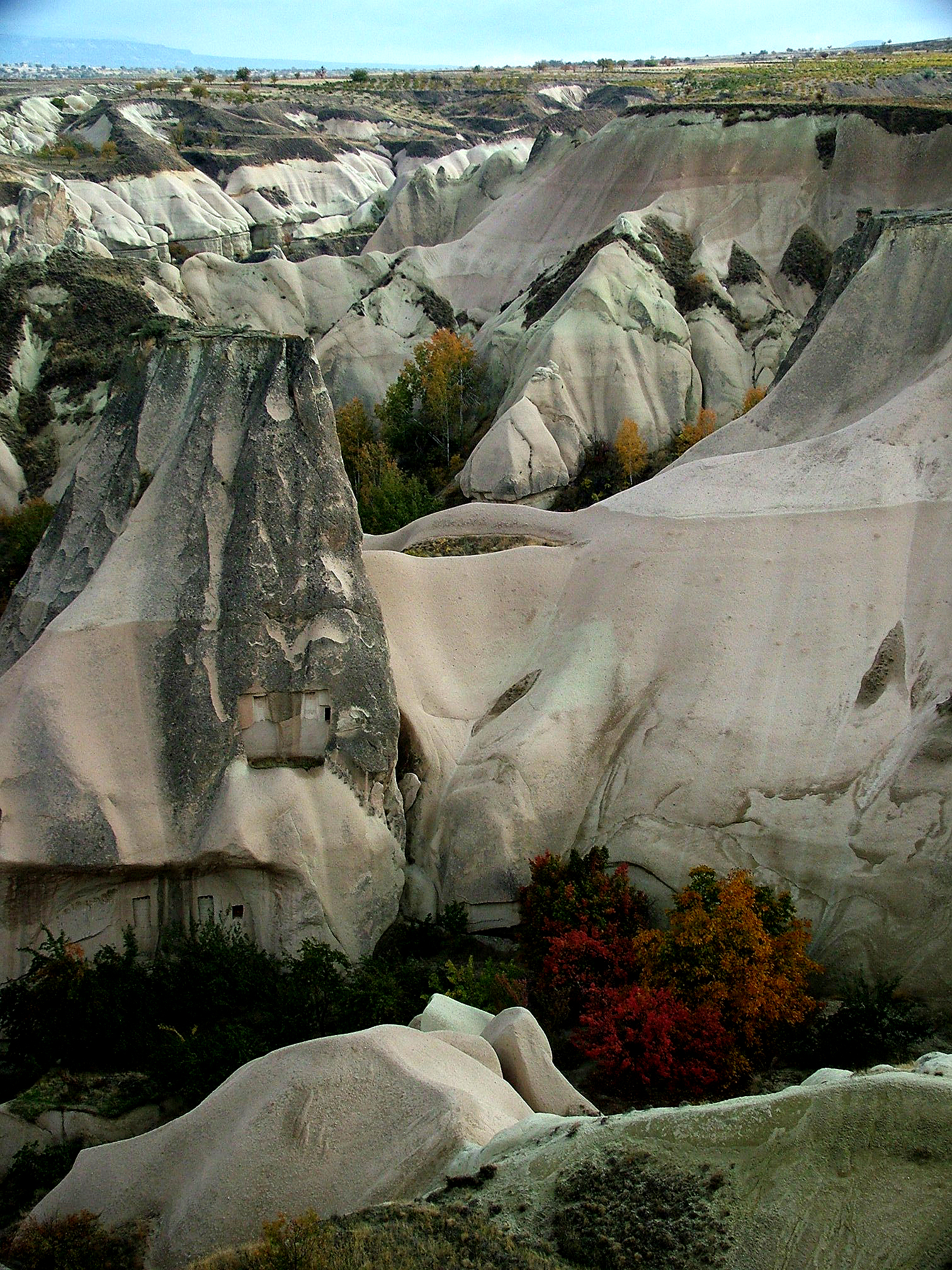
Göreme: Szikla-alakulatok
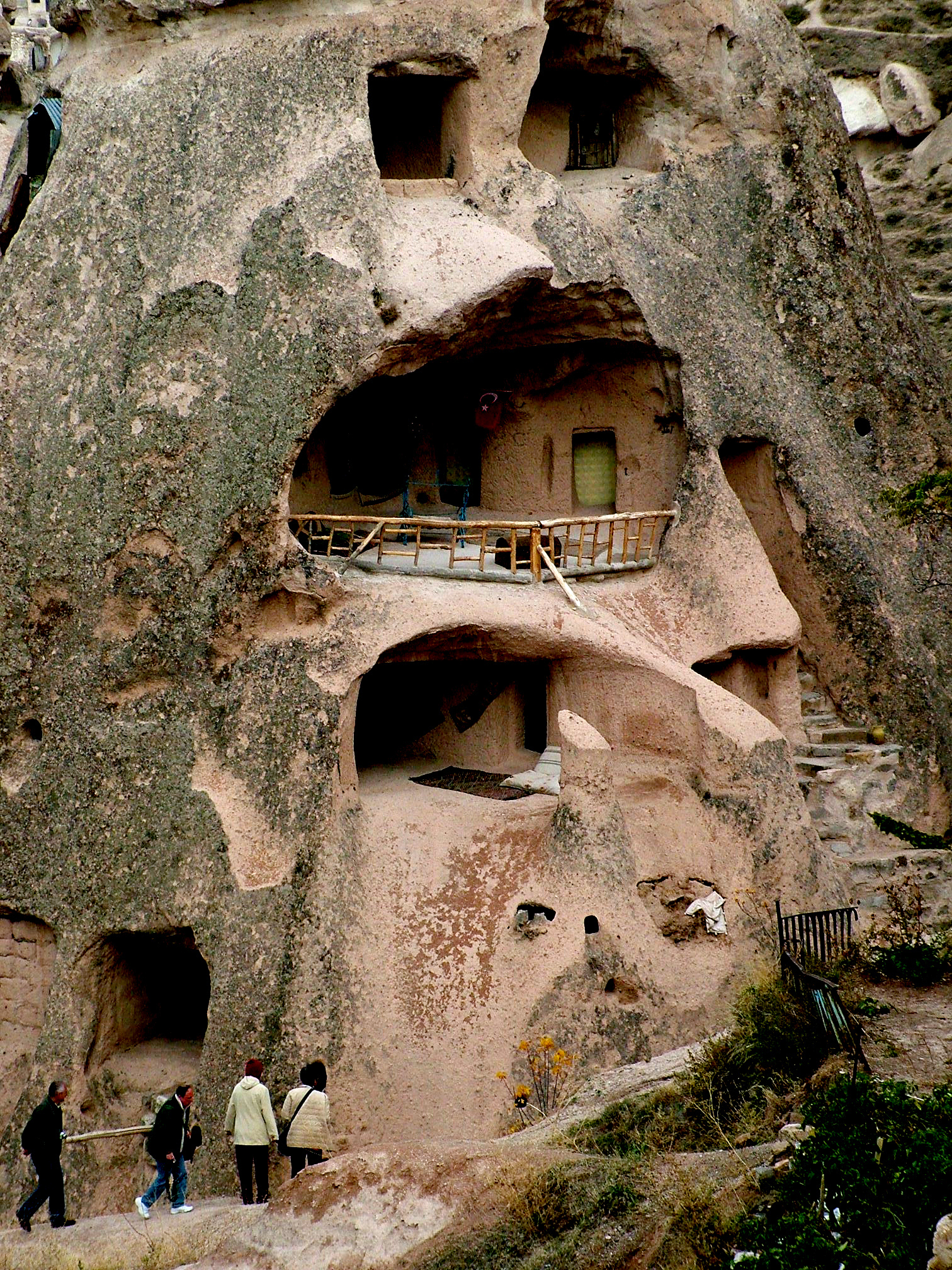
Göreme: Sziklaotthon
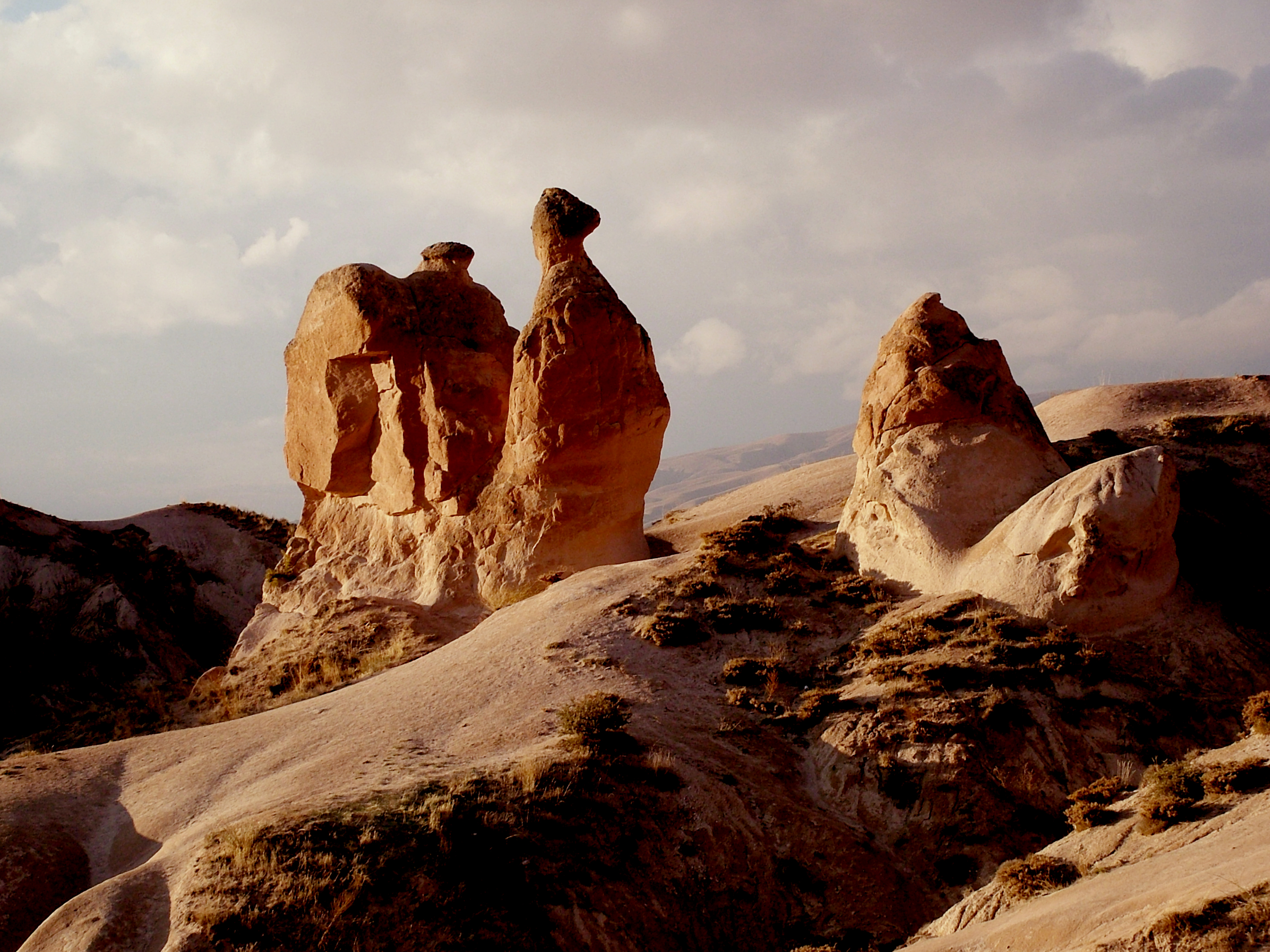
Göreme: Szikla-alakulatok
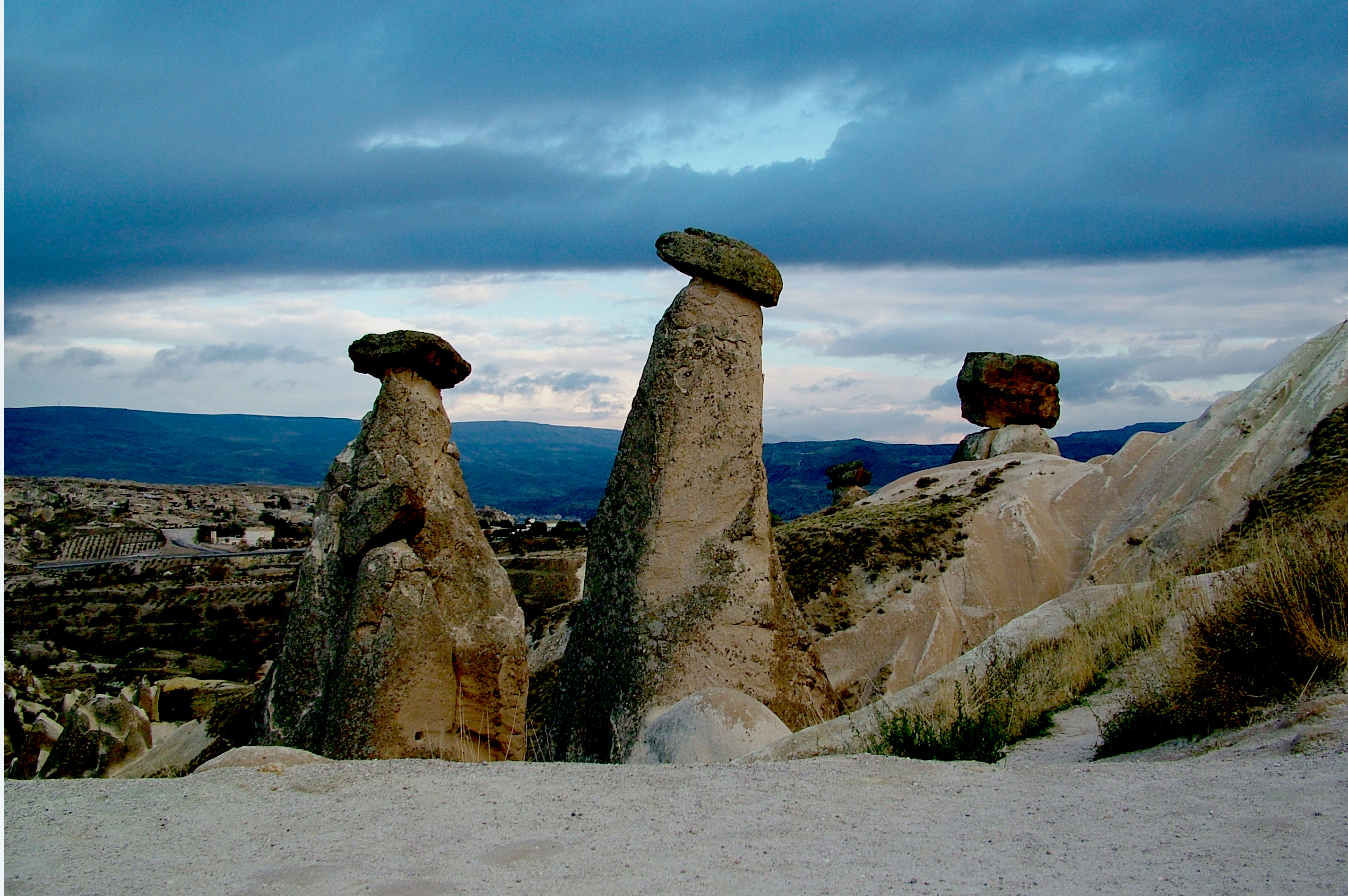
Pasa Bagi, sziklacsoport
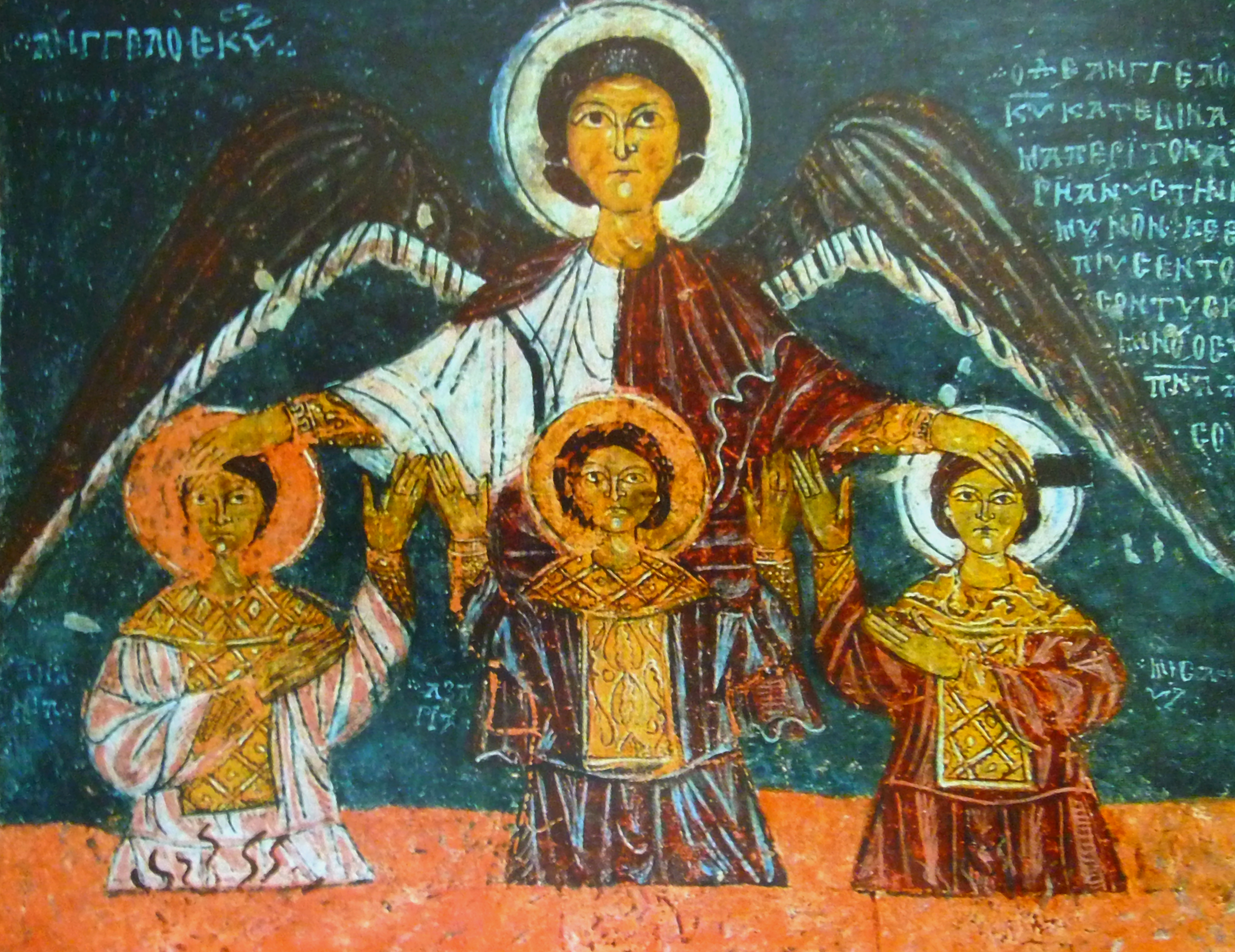
Karsi-sziklatemplom: részlet
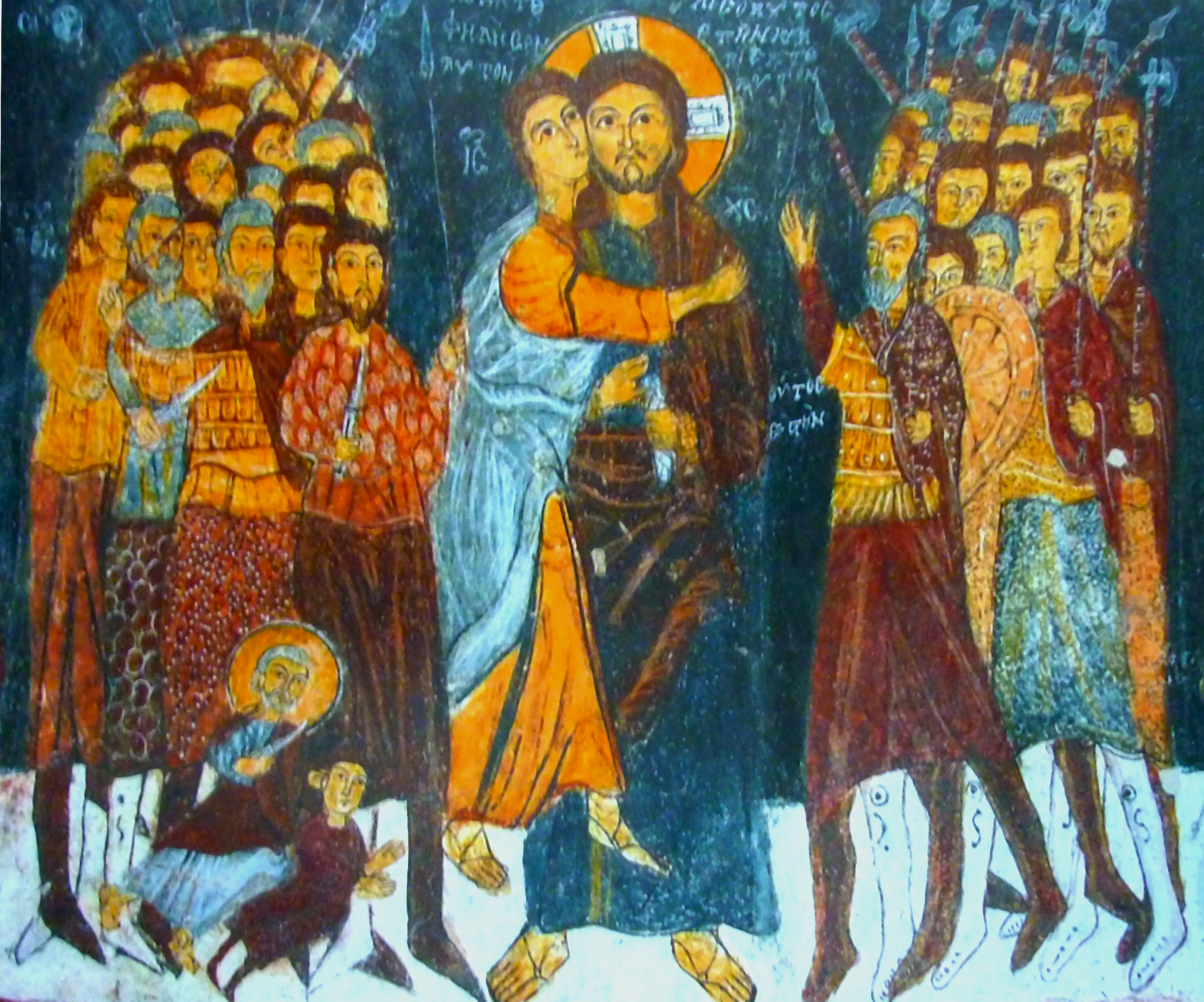
Karsi-sziklatemplom: freskórészlet
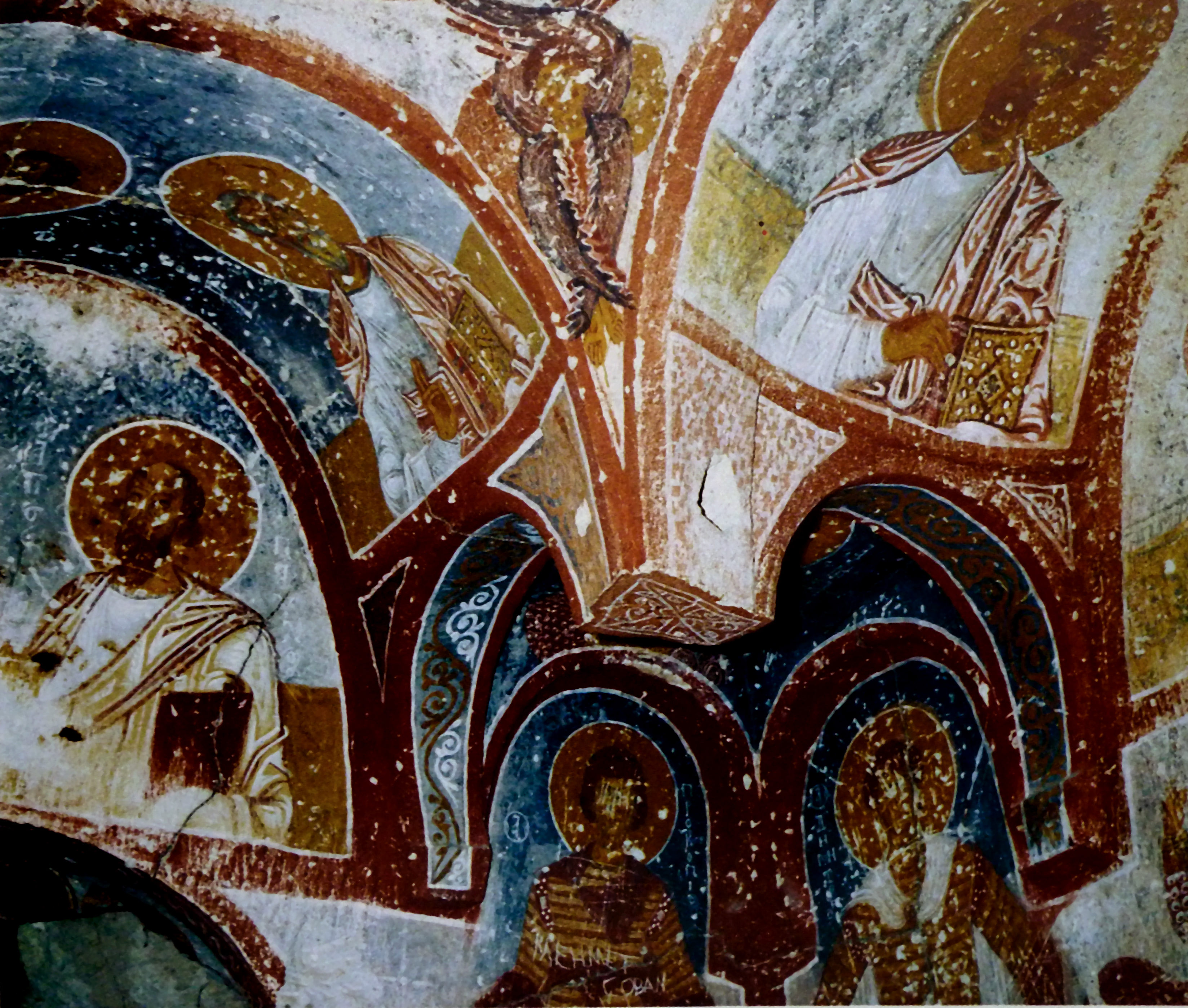
Jusuf Koc-sziklatemplom: részlet
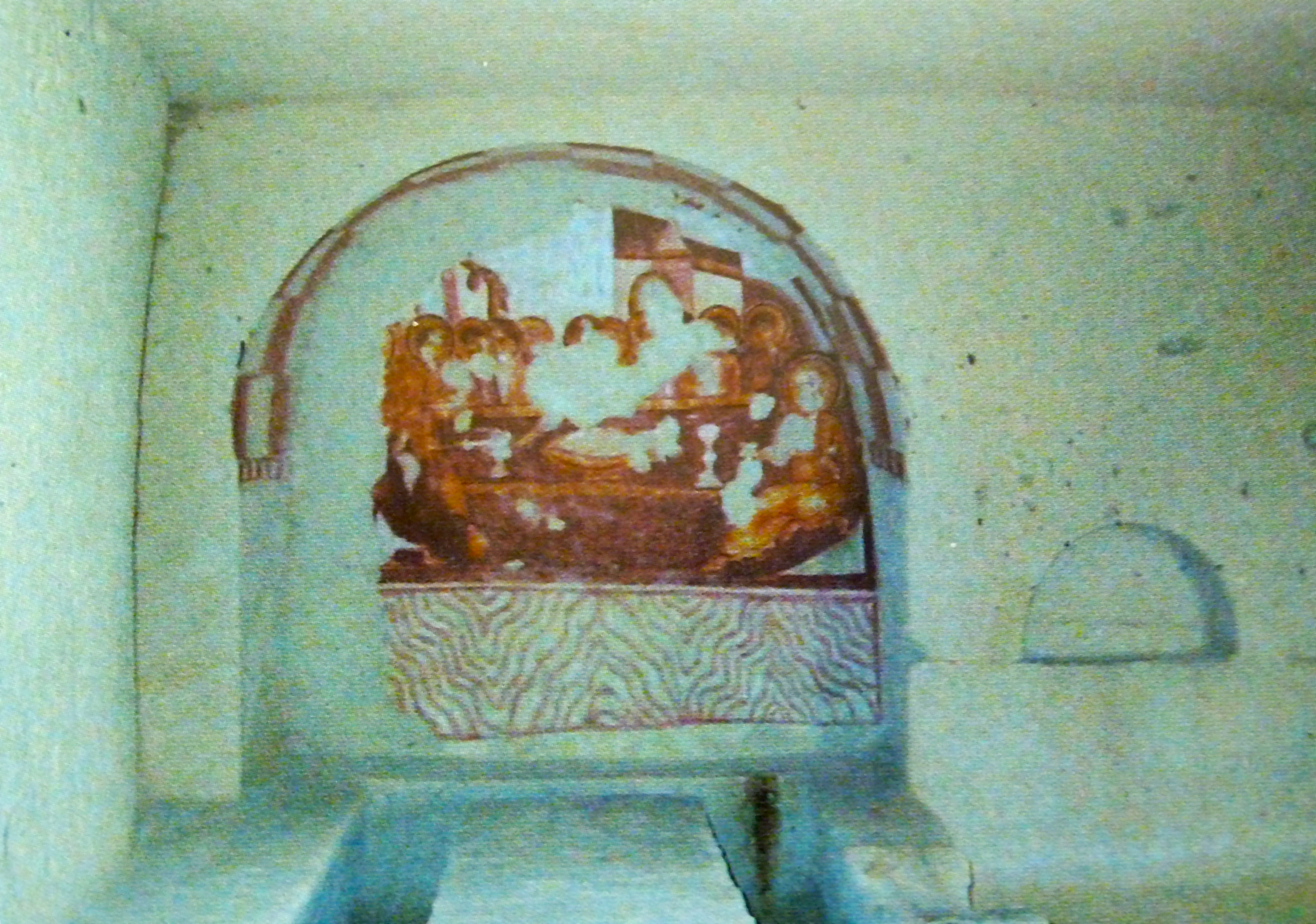
Kolostor, Refektórium és konyha részlete
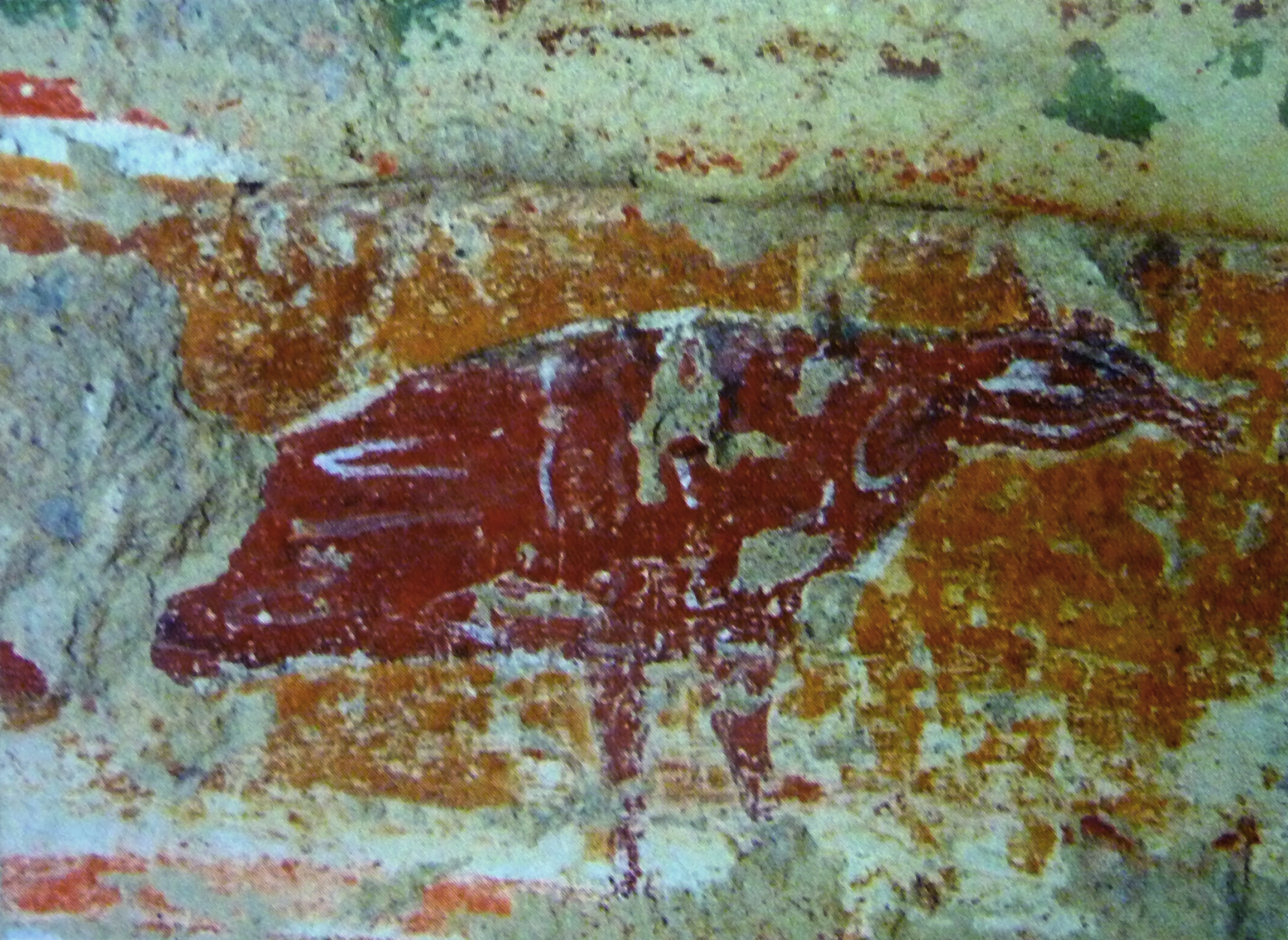
Szt. Eusztácius-kápolna: részlet
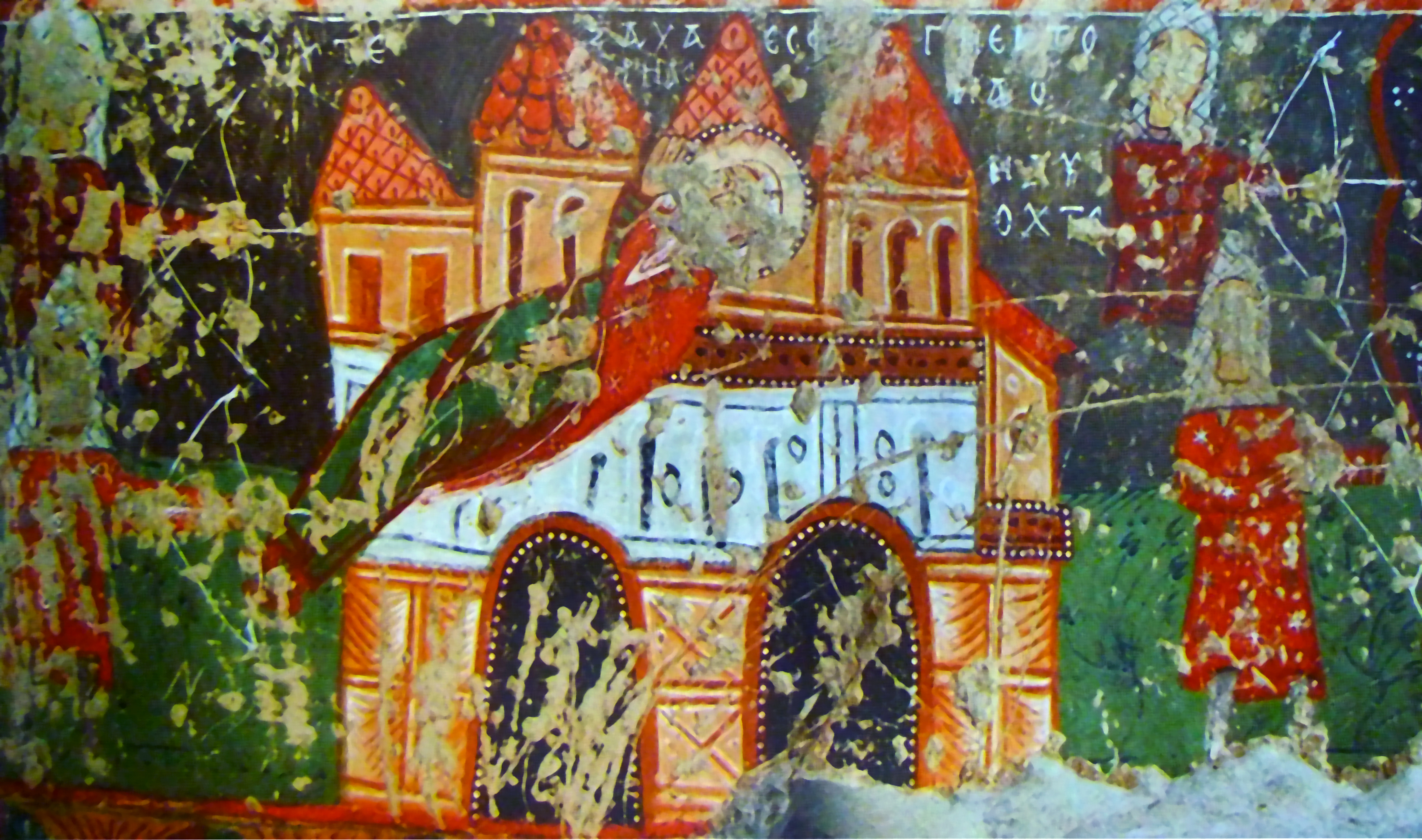
Szt. Eusztácius-kápolna: részlet
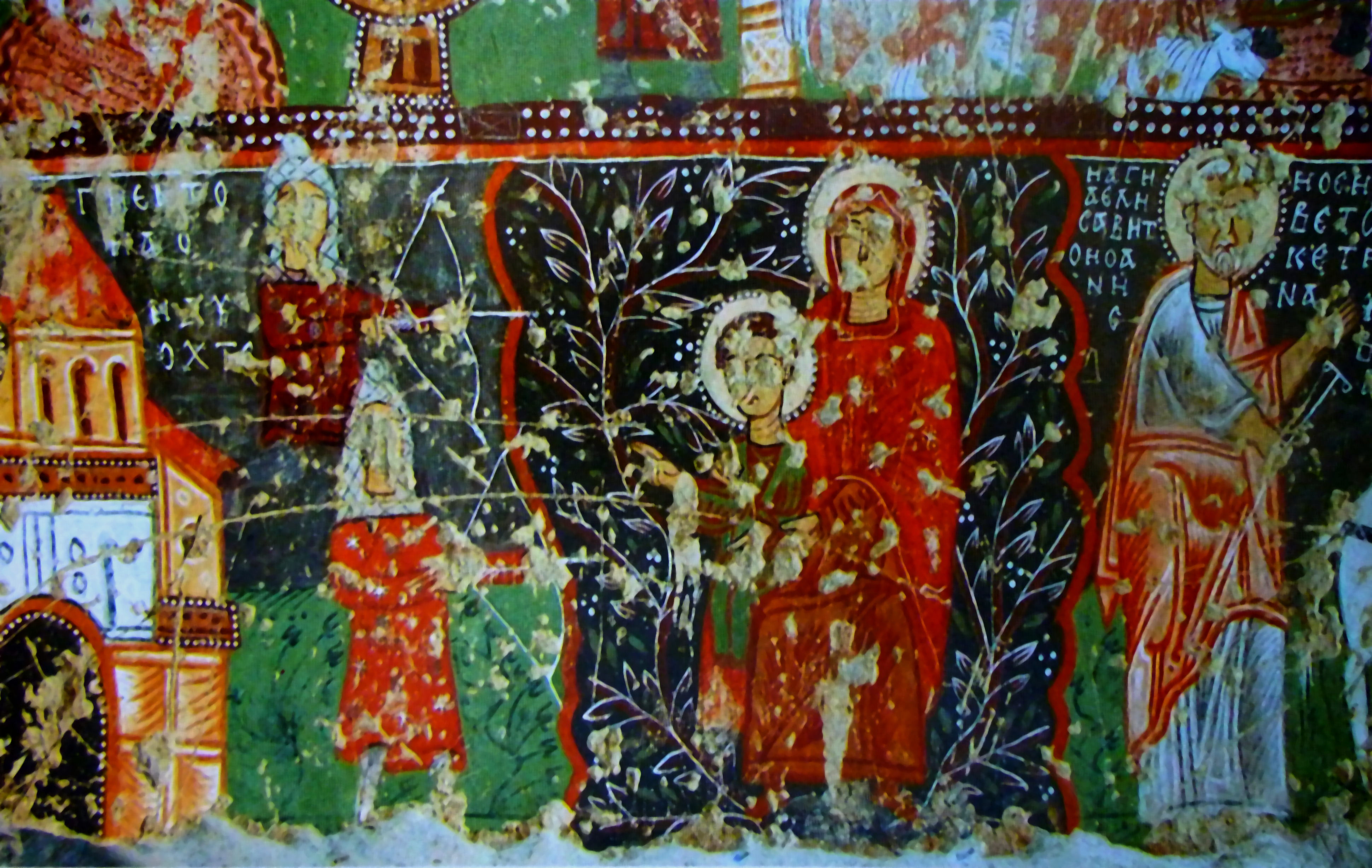
Szt. Eusztácius-kápolna: részlet
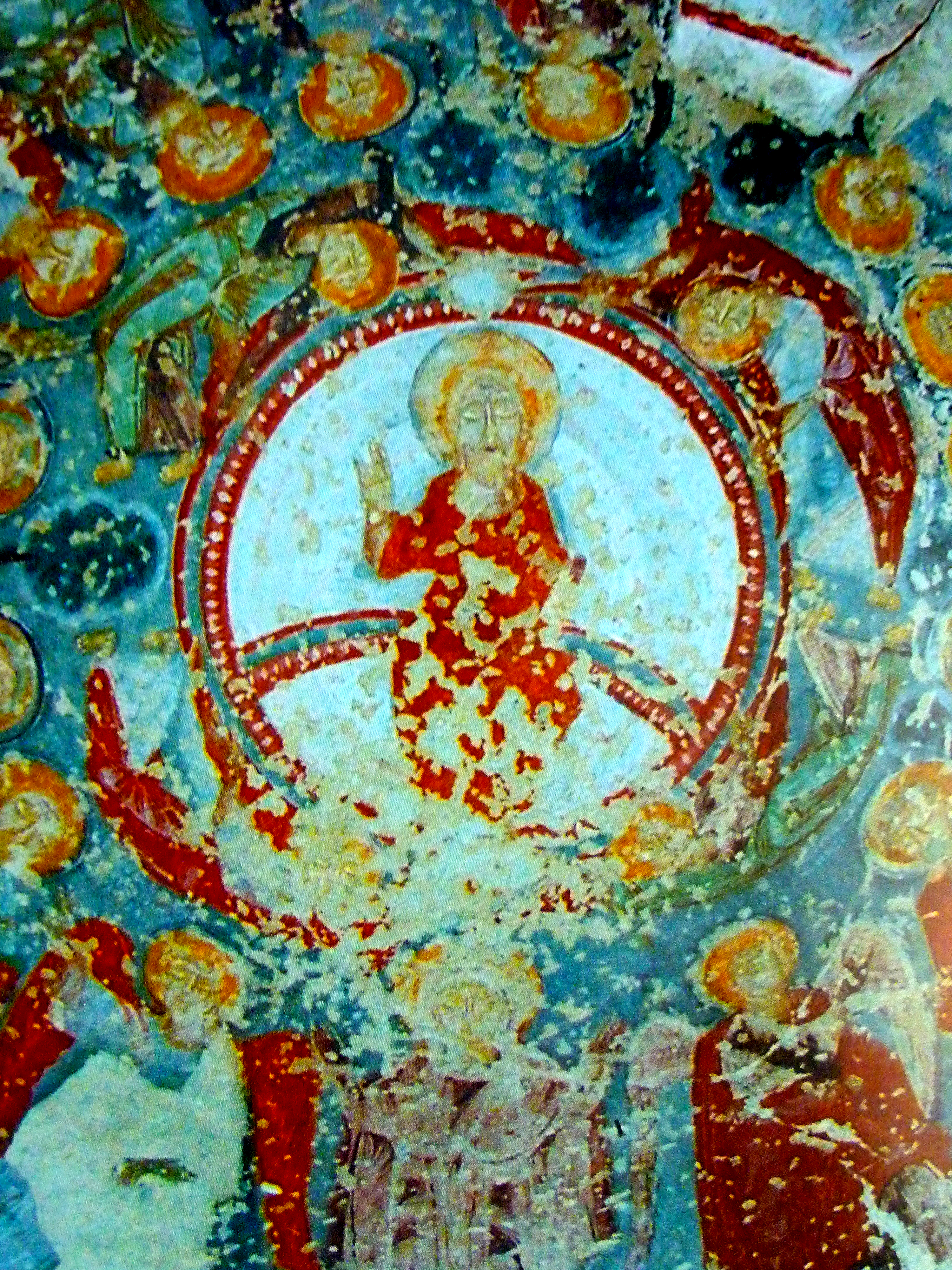
El Nazar-sziklatemplom: részlet
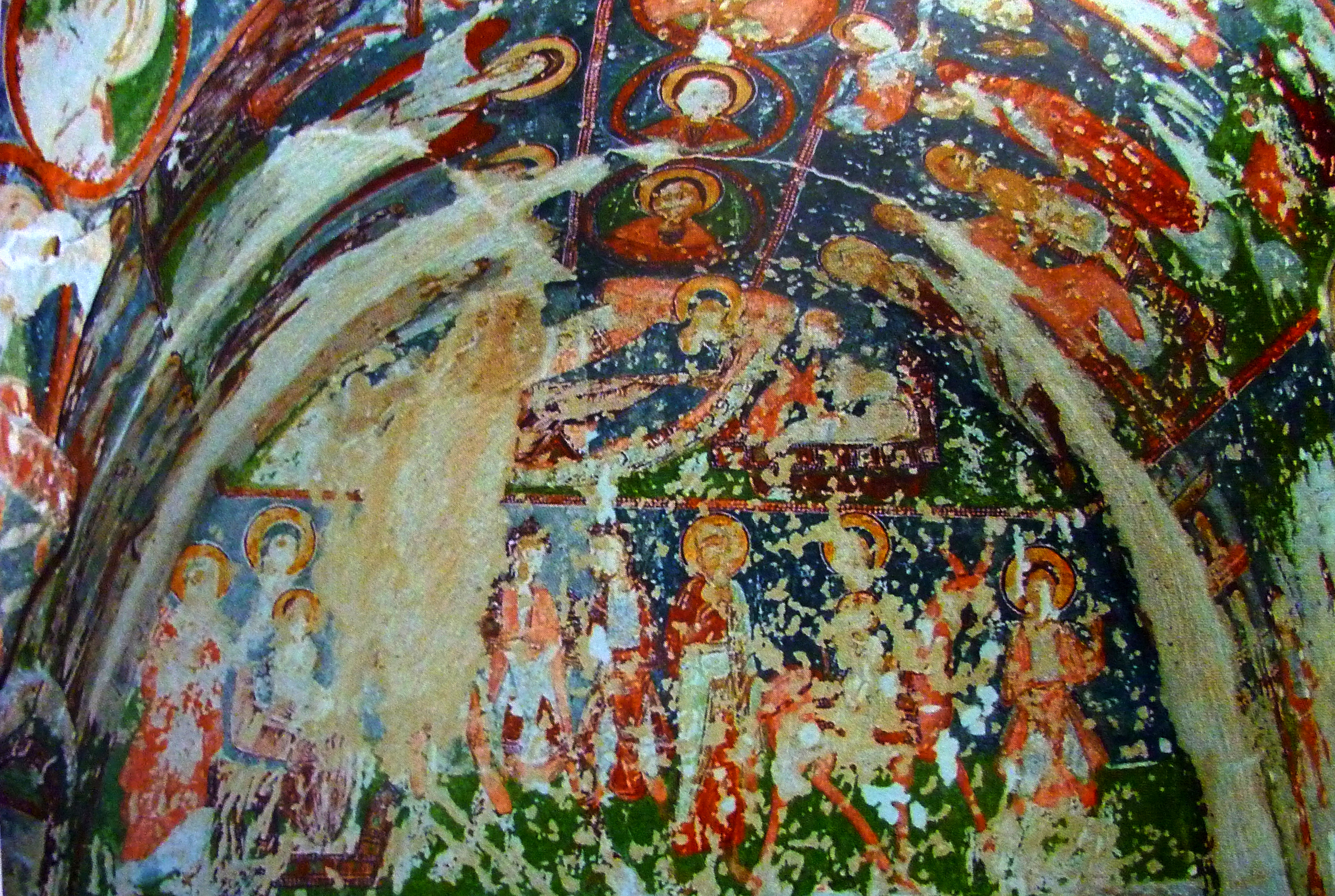
El Nazar-sziklatemplom: részlet
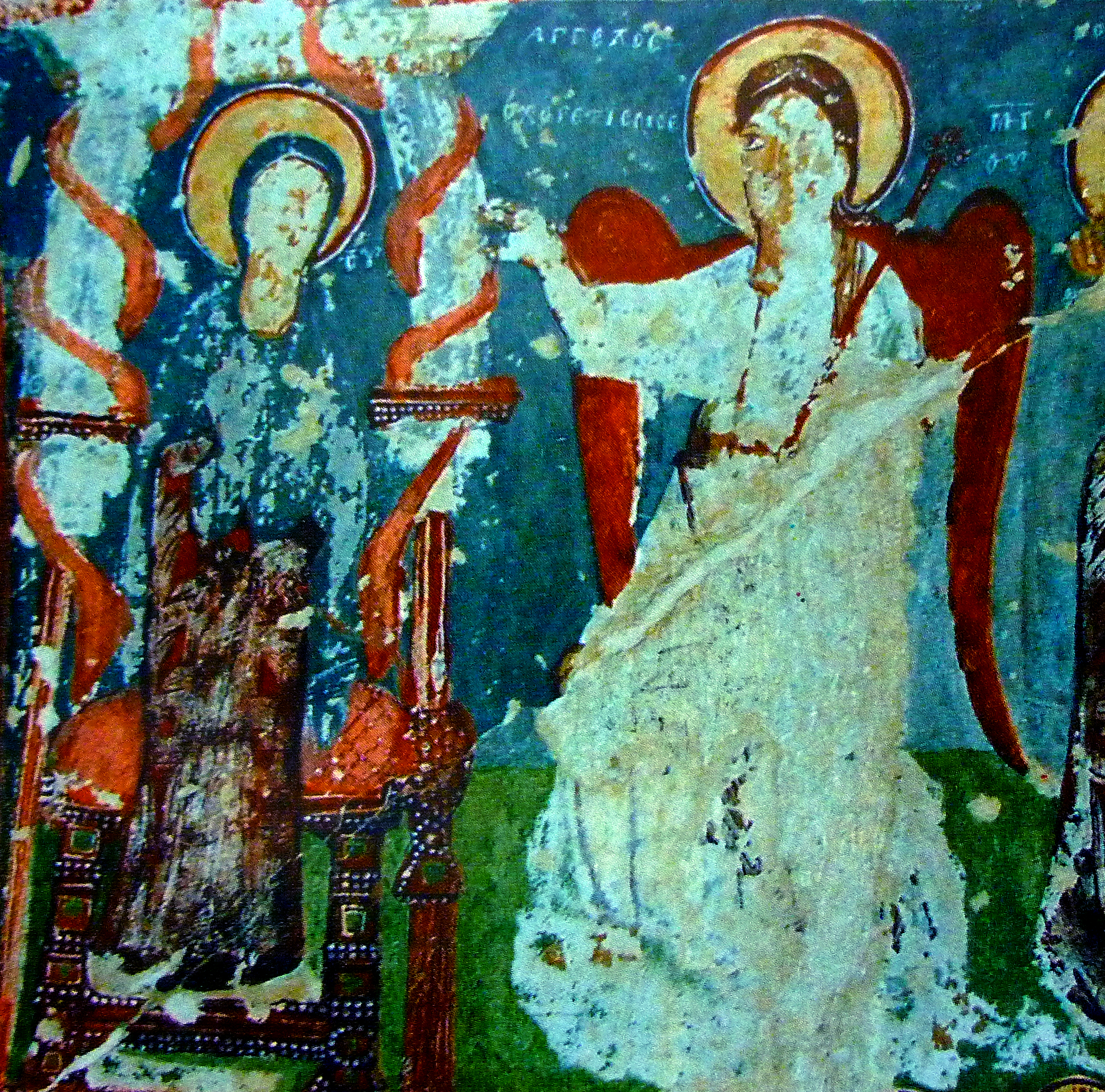
El Nazar-sziklatemplom: részlet
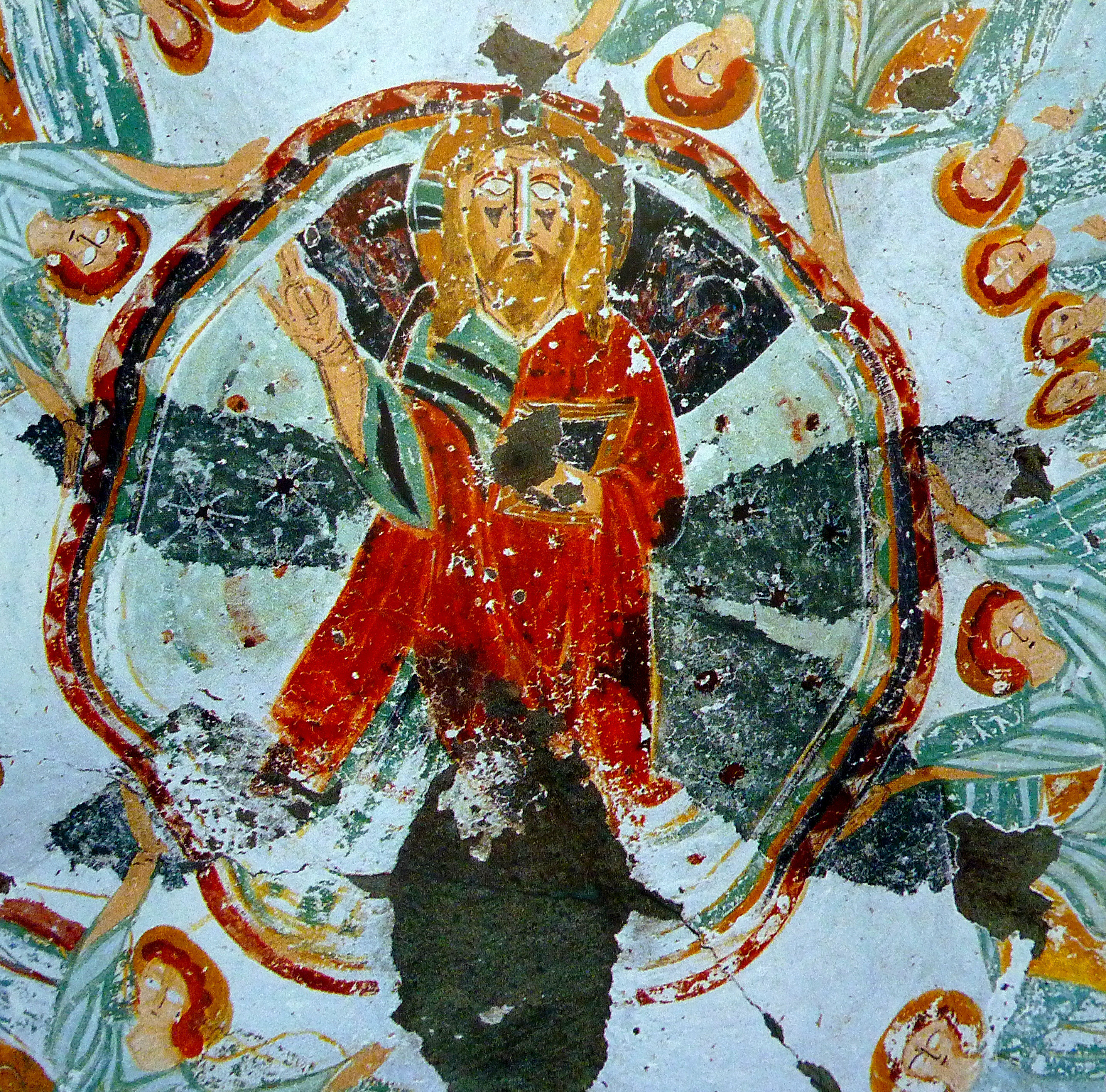
Agacalti-sziklatemplom: freskórészlet
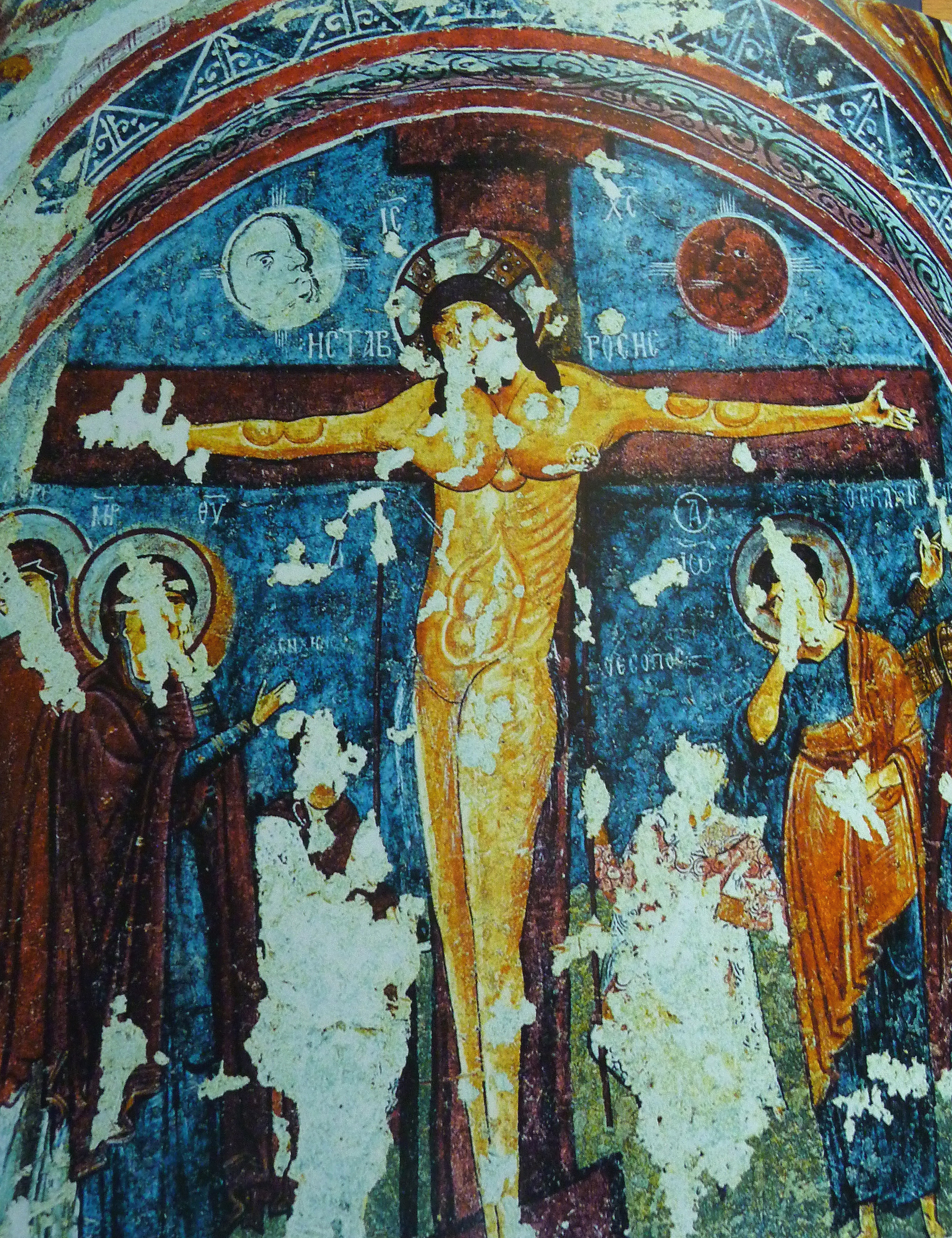
Carikli-sziklatemplom: freskórészlet
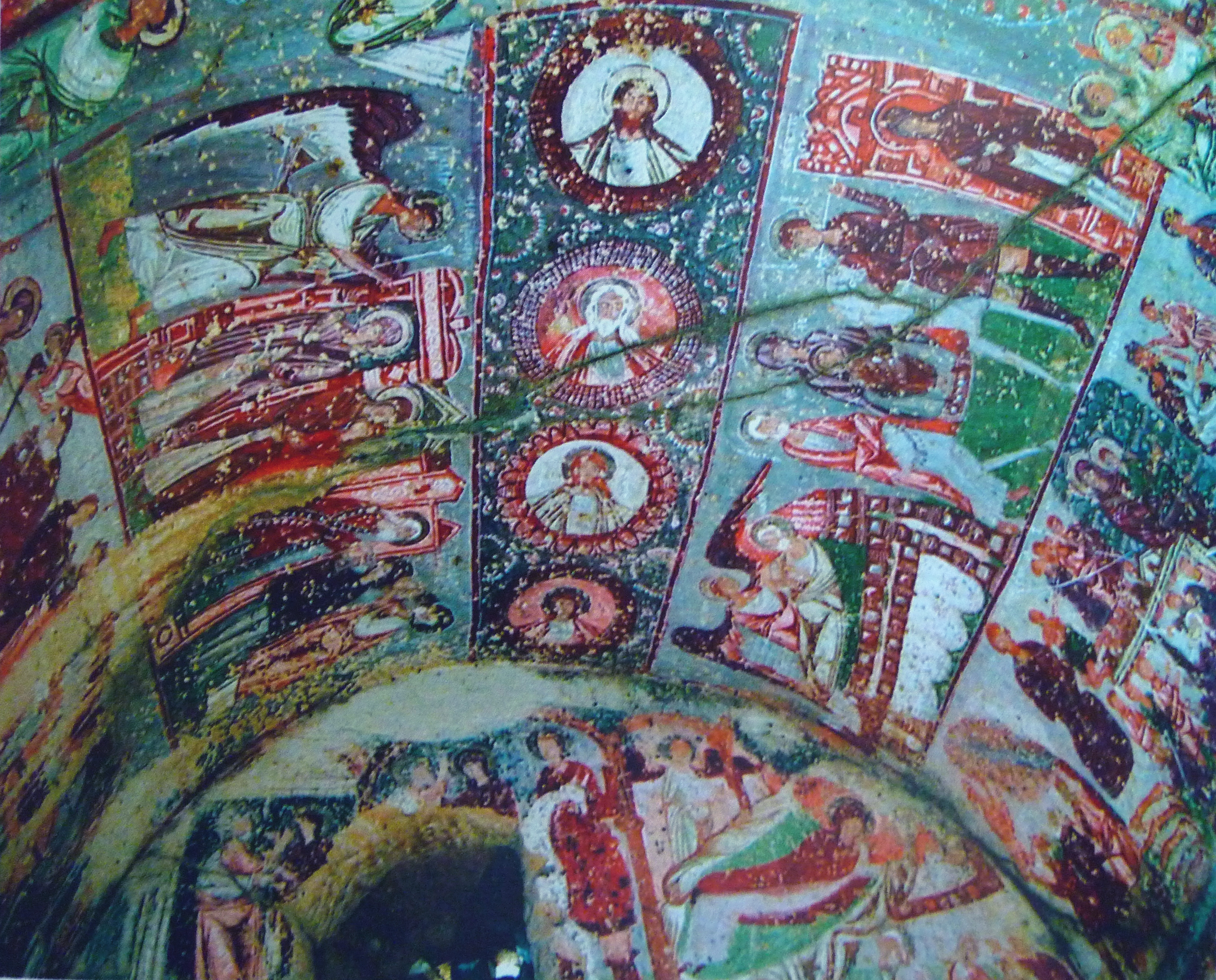
Cavusin sziklatemplom: freskórészlet
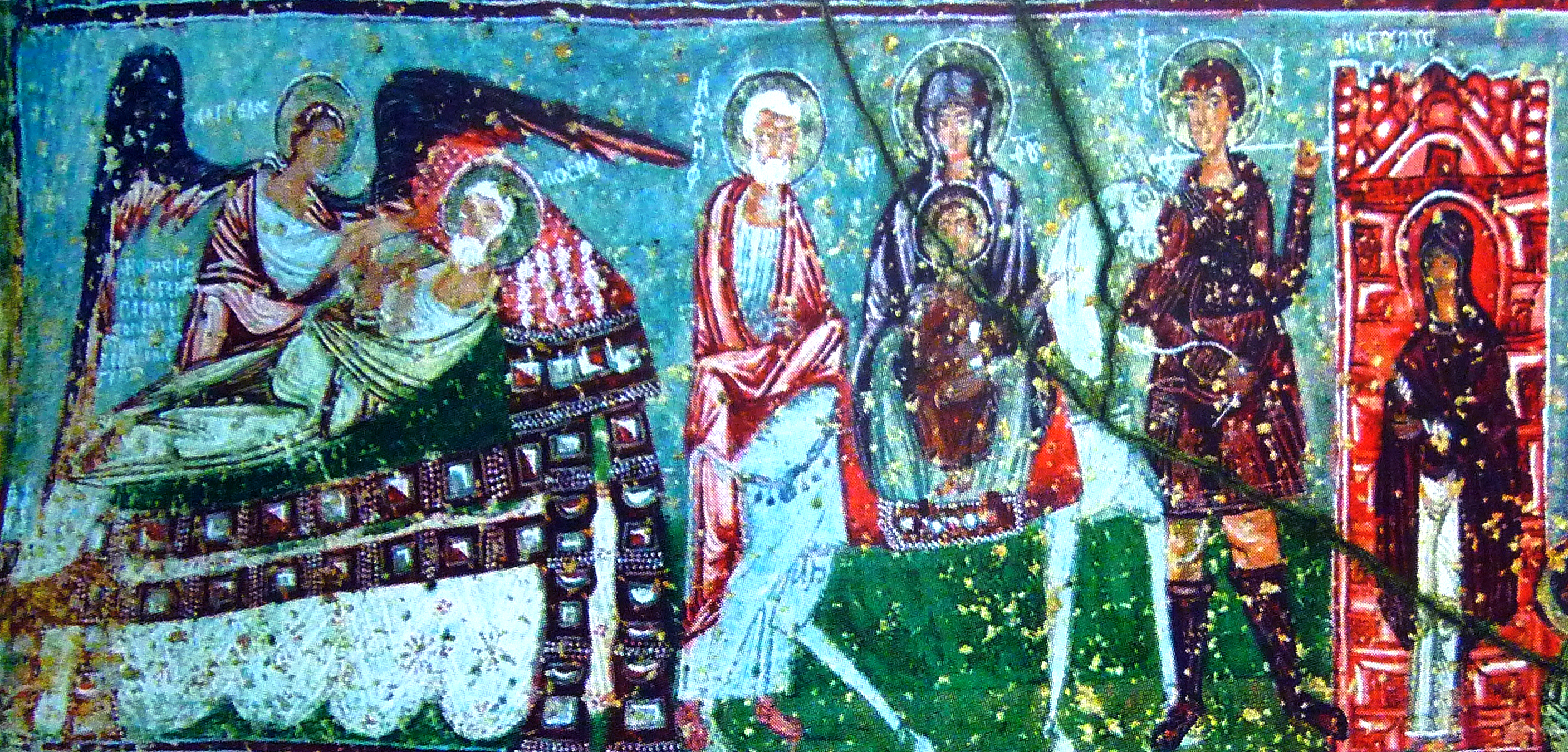
Cavusin sziklatemplom: freskórészlet
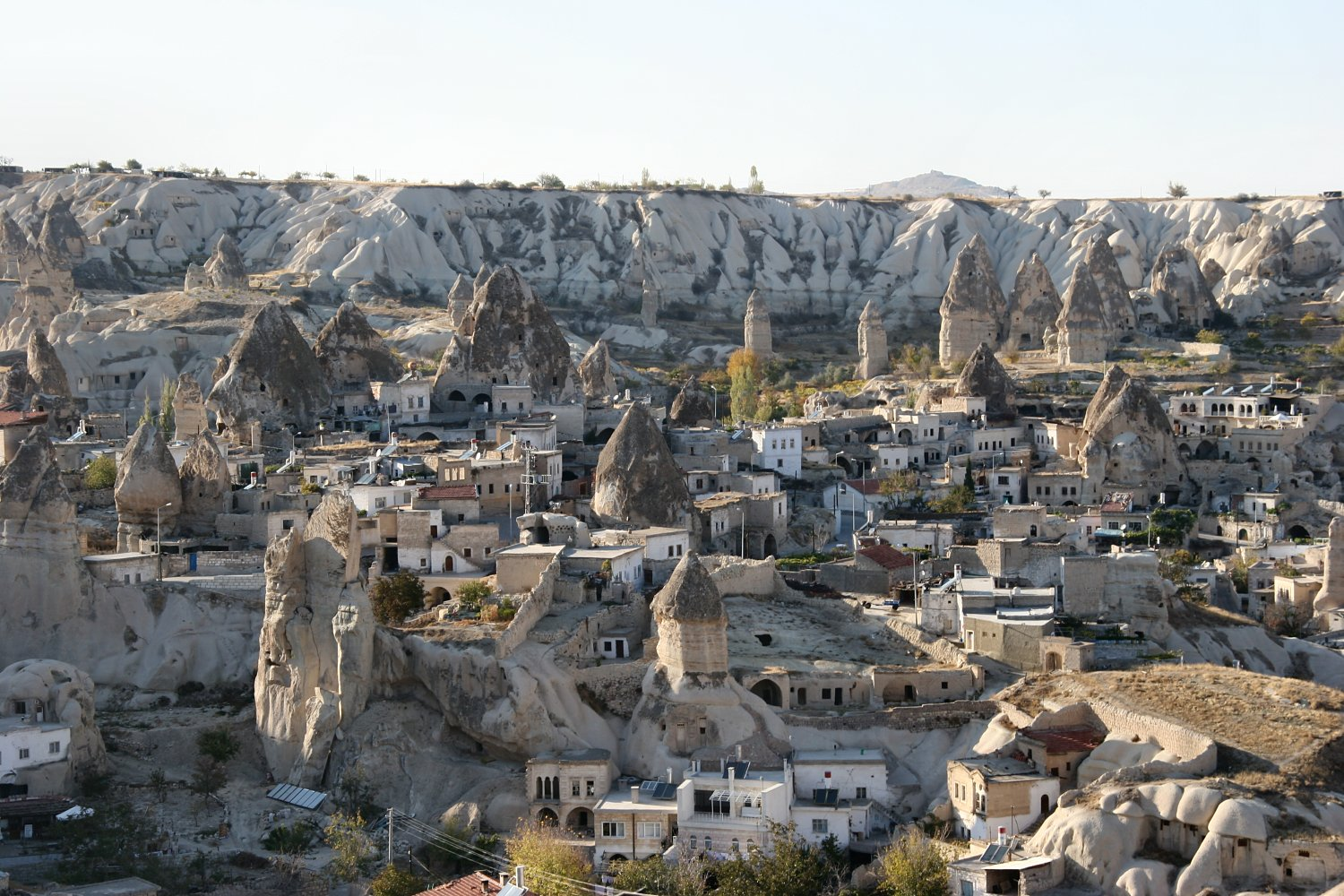
Sziklába vájt lakások és tündérkémények Göremében